# Chiesa di Saint-Sulpice
La chiesa di San Sulpizio (in francese: église Saint-Sulpice) è un luogo di culto cattolico del centro di Parigi, situato nella piazza omonima, nel VI arrondissement.
Seconda chiesa di Parigi per grandezza dopo la cattedrale di Notre-Dame, in seguito all'incendio di quest'ultima del 15 aprile 2019 pur senza essere insignita del titolo di procattedrale è divenuta sede delle principali celebrazioni diocesane fino al 7 dicembre 2024. Su di essa insiste l'omonima parrocchia, affidata alla cura dei chierici della compagnia dei sacerdoti di San Sulpizio.
La chiesa si trova nei pressi delle stazioni della metropolitana Mabillon (linea 10), Odéon (linee 4 e 10), Saint-Germain-des-Prés e Saint-Sulpice (linea 4).

## Storia

### La chiesa medievale

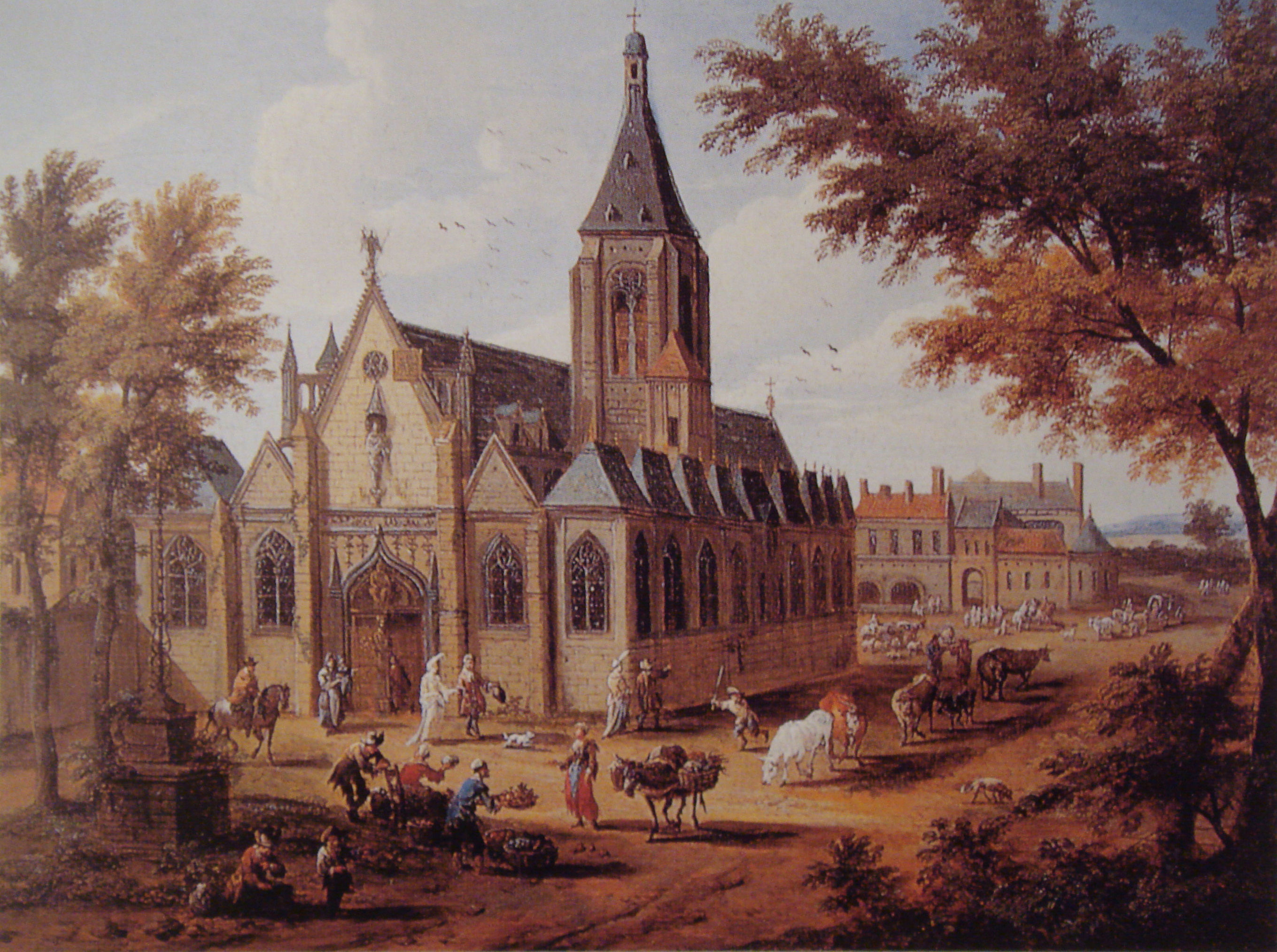
La chiesa medievale in un dipinto del XVIII secolo di Matthijs Schoevaerdts

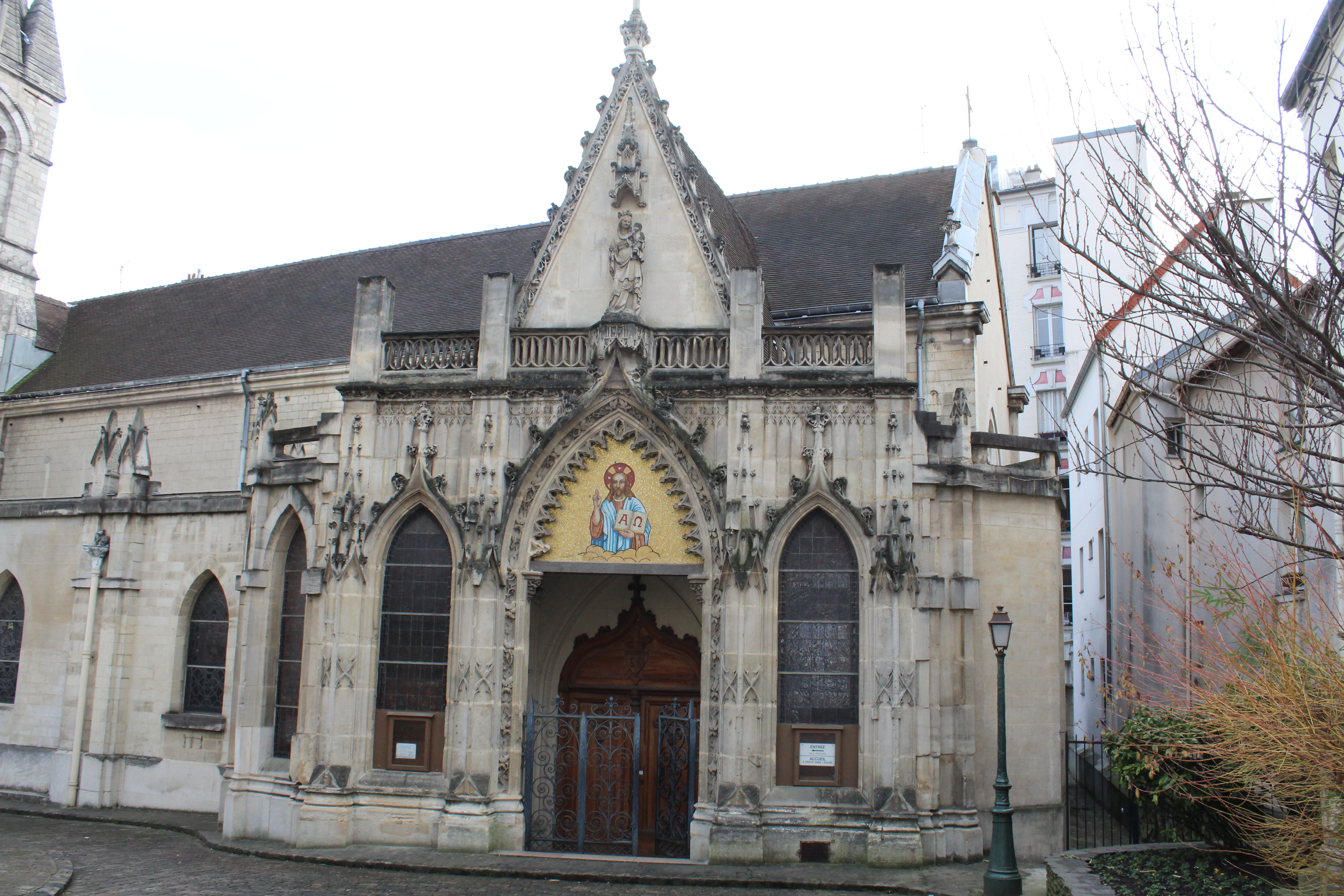
Il portale gotico, attualmente ingresso della chiesa di Saint-Saturnin a Nogent-sur-Marne

Nel sito della chiesa attuale sorgeva nel medioevo un oratorio dedicato ai santi Giovanni Battista, Lorenzo martire e Sulpizio il Pio, citato per la prima volta come esistente già nel 807 all'interno del Martyrologium di Usuardo (IX secolo), monaco della non lontana abbazia di Saint-Germain-des-Prés, nel quale viene indicato il 10 maggio come giorno della dedicazione; pur trattandosi nello specifico di un brano frutto di interpolazione, è comunque molto probabile che all'epoca esistesse già la chiesa, essendo stata rinvenuta nell'area una lapide sepolcrale con caratteri del X secolo, che indicherebbe la presenza di un luogo di culto con annesso cimitero. Sulle origini della parrocchia, che era l'unica del borgo di Saint-Germain-des-Prés allora situato fuori dalle mura di Parigi, vi sono due tesi distinte: per Jean Leboef la chiesa sarebbe stata fin da subito parrocchiale e battesimale, mentre secondo Jean-Baptiste-Michel Renou de Chauvigné la parrocchia vi sarebbe stata trasferita nel XII secolo dalla chiesa di Saint-Pierre, situata lungo l'odierna rue des Saint-Pères che da essa trae il nome, che dal 1942 cattedrale greco-cattolica ucraina di Saint-Volodymyr-le-Grand. Il primo documento nel quale viene citata la parrocchia è una bolla pontificia di Innocenzo III del 28 giugno 1210; essa dipendeva dall'abbazia di Saint-Germain-des-Prés e si estendeva sulla rive gauche sino a Grenelle e a Gros-Caillou, e fino al 1345 il suo territorio comprese anche un'area situata dentro le mura della città, sulla quale esercitava la propria giurisdizione il vescovo di Parigi.
La chiesa originaria venne ricostruita alla metà del XIII secolo e ampliata nel XIV; di modeste dimensioni e dall'aspetto rurale simile a quello di Saint-Denys ad Arcueil (della prima metà del XIII secolo) e di Saint-Hermeland a Bagneux (edificata tra la metà del XII secolo e il 1240 circa) era a tre navate di sei campate, delle quali la maggiore terminava con abside quadrangolare; sull'ultima campata della navatella destra insisteva la torre campanaria. Tra il 1528 e il 1539 i proprietari di terreni attigui alla chiesa li vendettero alla parrocchia per consentire l'ampliamento dell'edificio (che nel 1530 fu dotato di un'abside poligonale con deambulatorio e cappelle radiali) e dell'annesso cimitero; il 29 marzo 1548 venne dedicato l'altare maggiore dall'abate dell'abbazia benedettina di Saint-Magloire, sulla rive droite (ridedicato il 24 maggio 1620 da René Breslay, vescovo di Troyes). Tra il 1615 e il 1631 furono edificate delle cappelle anche lungo le navate minori su progetto dell'architetto Christophe Gamard. Al momento della sua demolizione, la chiesa si presentava come un insieme eterogeneo di parti strutturali di diversi stili ed epoche, e misurava 51,18 metri di lunghezza e 27,17 di larghezza.

### La chiesa attuale

#### L'edificazione

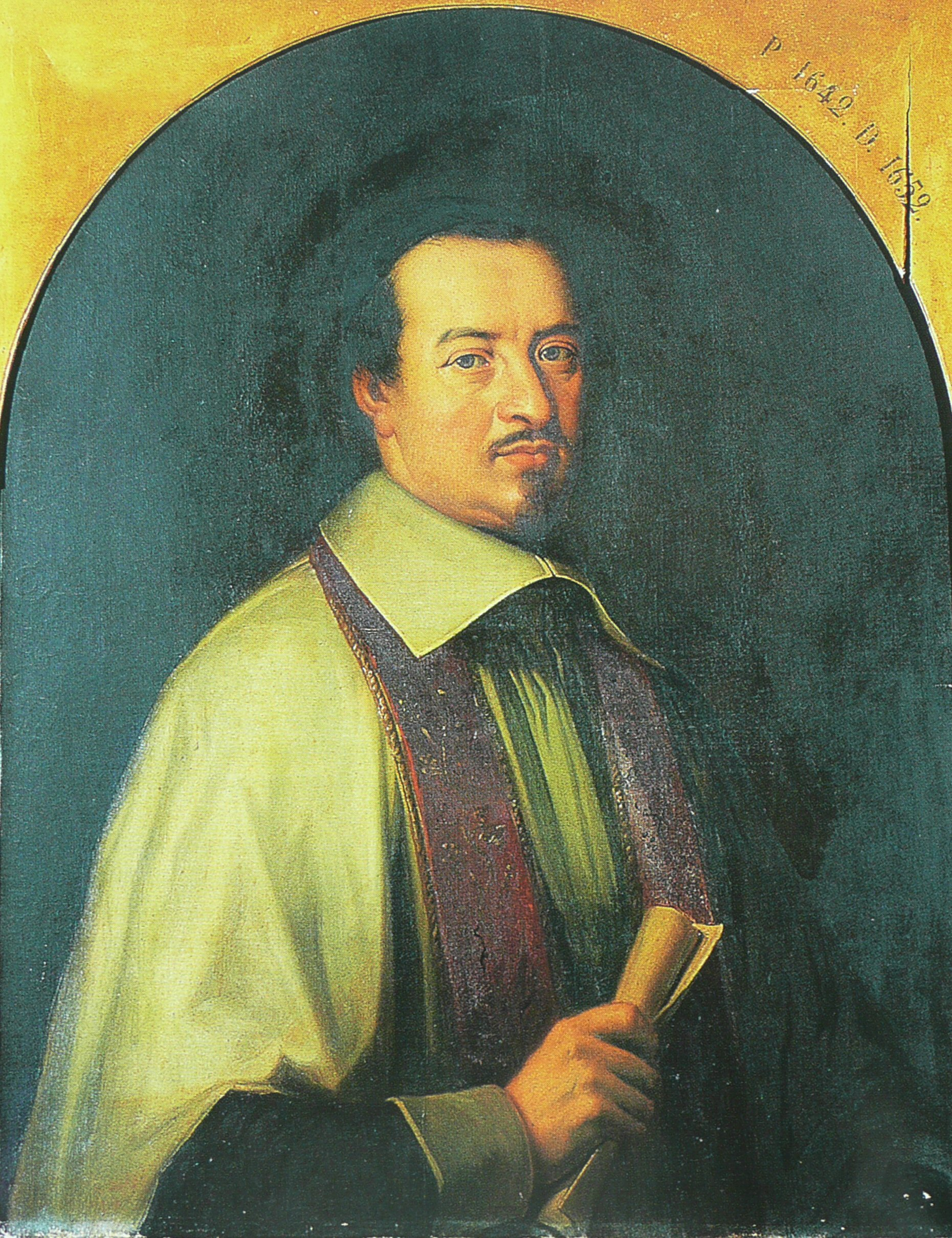
Jean-Jacques Olier, parroco di Saint-Sulpice e iniziatore della costruzione della chiesa attuale

Nel 1642 divenne parroco di Saint-Sulpice Jean-Jacques Olier, fondatore dell'omonima società di vita apostolica per la formazione dei seminaristi; all'epoca la parrocchia contava circa 100000 abitanti, popolazione rispetto alla quale la chiesa si dimostrava del tutto insufficiente; inoltre quest'ultima era sede di numerose confraternite. Il 10 ottobre 1643 si tenne un'assemblea generale dei parrocchiani presieduta dal principe Luigi II di Borbone-Condé durante la quale fu presa la decisione di demolire l'edificio esistente e sostituirlo con una chiesa più grande.
Venne interpellato nuovamente Gamard, il quale stilò tre progetti differenti dei quali ne venne scelto uno il 15 agosto 1645; nei giorni successivi iniziarono i lavori per la demolizione della chiesa medievale (della quale venne preservato soltanto il portale gotico fiammeggiante, trasferito dapprima sulla facciata del convento dei frati minori recolletti di rue de Varenne, poi sul fianco della chiesa di Saint-Saturnin a Nogent-sur-Marne ove si trova tuttora) e lo scavo delle fondamenta; la prima pietra fu posata nel 1646 alla presenza di Gastone, duca d'Orléans. L'edificazione procedette a rilento e subì un'interruzione a causa dei disordini legati alla Fronda parlamentare (1648-1650) e della morte dell'architetto (1649); inoltre, la chiesa ideata da Gamard risultò troppo piccola e fu necessario che il suo allievo e successore Louis Le Vau ne progettasse l'estensione; la ripresa dei lavori si ebbe nel 1655 alla presenza della reggente Anna d'Austria. Il 7 aprile 1667, giovedì santo, venne benedetta la cappella assiale e nel maggio 1673 venne realizzato un collegamento fra l'aula della chiesa medievale - che ancora non era stata demolita - e il nuovo coro, fra i quali vi era un dislivello di circa 6 metri. Alla morte di Le Vau (1670) il coro con il deambulatorio e le sue cappelle non era stato ancora portato a termine; furono completati sotto la direzione di Pierre Gittard, e benedetti il 20 dicembre 1673 dall'arcivescovo di Parigi François de Harlay de Champvallon; Gittard avrebbe voluto il rifacimento della cappella assiale, a suo parere troppo angusta, ma incontrò l'opposizione dei parrocchiani per le ingenti spese da loro sostenute per la realizzazione della stessa. L'edificazione della chiesa proseguì con il transetto e la navata laterale di sinistra, ma dovette bruscamente interrompersi nel 1675 per la mancanza di fondi.
Fu il parroco Jean-Baptiste Joseph Languet de Gergy, nominato nel 1714, a dare nuovo impulso per il completamento della chiesa. La lavori ripresero nel 1719 dal braccio destro del transetto, diretti inizialmente dal figlio di Daniel Gittard, Pierre, poi dal solo Gilles Marie Oppenordt (il quale rimase fedele ai disegni di Gittard), e nel 1721 fu indetta una lotteria finalizzata al finanziamento della costruzione (analogamente a quanto era successo nel 1705 per la chiesa di Saint-Roch), iniziativa che proseguì fino al 1746. Nel 1724 fu portato a termine il transetto e demolito quanto restava della chiesa medioevale, e l'anno successivo venne completata la cella campanaria ottagonale posta in corrispondenza della crociera (in luogo della cupola prevista da Gittard), che però dovette essere demolita nel 1731 perché sovraccaricava la volta dando evidenti segni di cedimento. Nel 1733 la nuova chiesa era completata ad eccezione della facciata principale.
La chiesa venne dedicata in onore della Vergine Maria, e dei santi Pietro apostolo e Sulpizio il Pio, mercoledì 30 giugno 1745 nell'ambito dell'assemblea del clero francese; la celebrazione non fu presieduta dall'arcivescovo di Parigi Charles-Gaspard-Guillaume de Vintimille du Luc, il quale rinunciò per la sua età avanzata, ma da quello di Tours, Louis Jacques de Chapte de Rastignac, secondo presidente dell'assemblea, e ad essa seguì un ottavario.

#### L'erezione della facciata

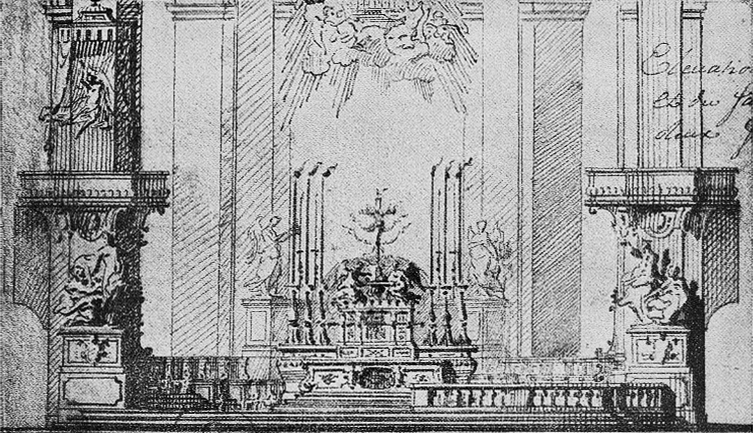
Il coro con gli arredi progettati da Oppenordt

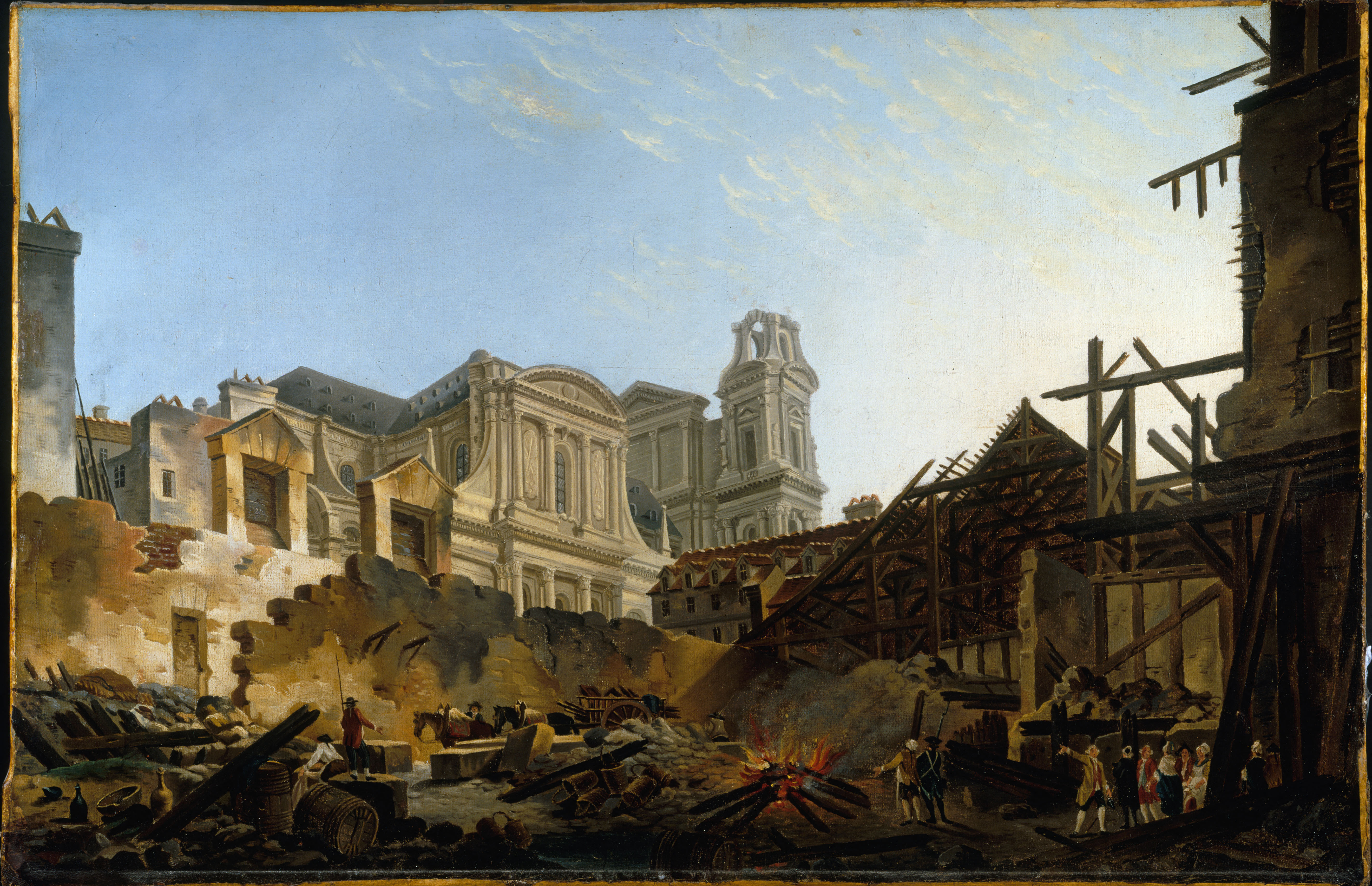
Pierre-Antoine Demachy, La fiera di Saint-Germain dopo l'incendio (1762 circa): è ben visibile il terzo ordine della facciata

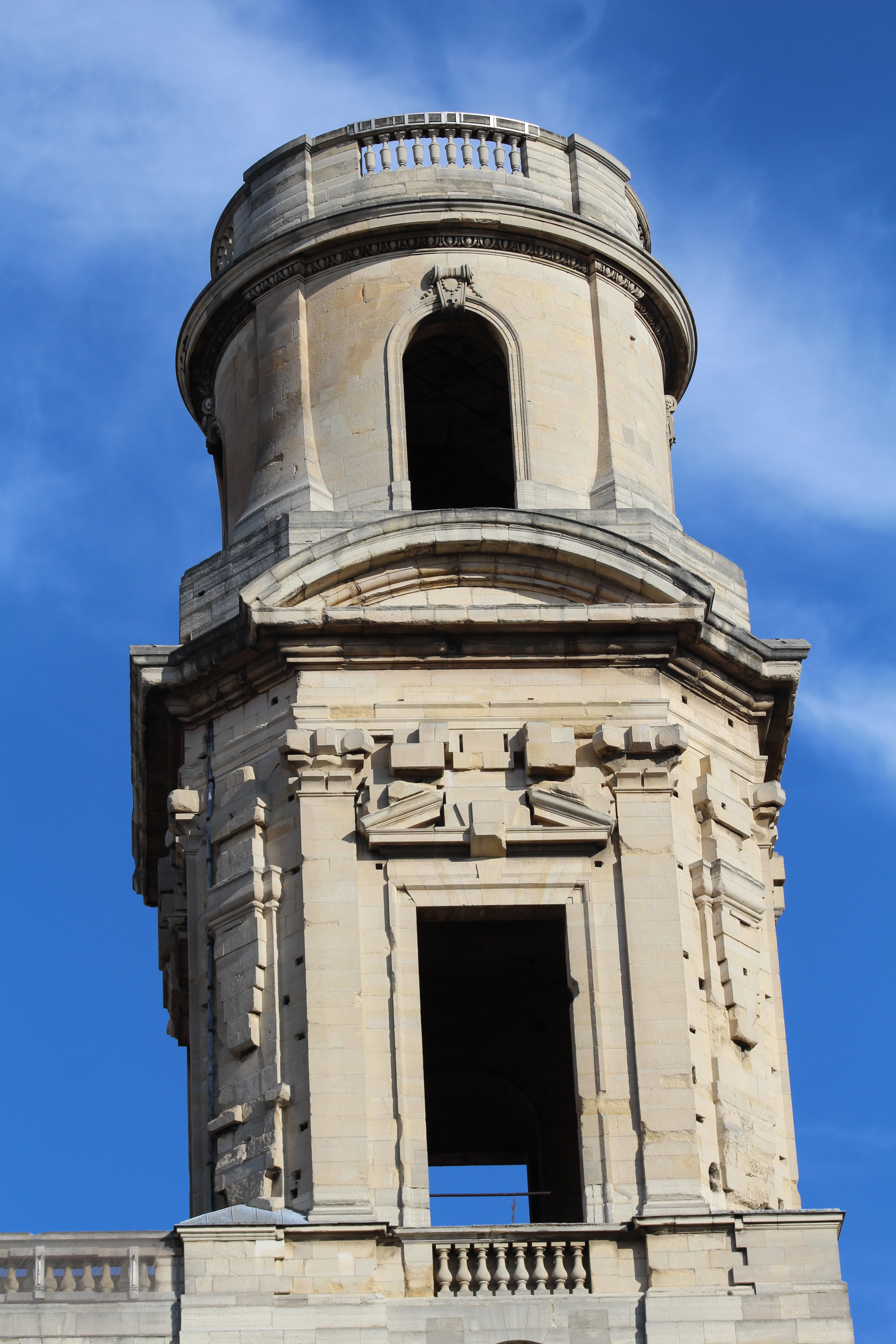
Il campanile di destra, rimasto incompiuto

Oppenordt realizzò tra il 1720 e il 1728 due diversi disegni per la facciata di Saint-Sulpice, accomunati dalla suddivisione in due livelli (dorico quello inferiore e ionico quello superiore) e dalla presenza di una cripta per le sepolture e, alle estremità, di due torri campanarie; essi tuttavia non furono presi in considerazione, probabilmente in seguito alle vicende legate alla sovrastruttura della crociera, oppure per il mancato allineamento con i nuovi gusti dell'epoca. Nel 1726 venne interpellato Juste-Aurèle Meissonnier, il quale presentò un progetto di chiara derivazione borrominiana e guariniana, anch'esso rifiutato. Il concorso per la sezione architettura per il Prix de Rome dello stesso anno, ebbe come oggetto la facciata di una chiesa dalle dimensioni simili a quelle di Saint-Sulpice; il primo premio venne assegnato a François Carlier. Nel 1730 anche Languet de Gergy indisse un concorso per dotare la propria chiesa di un prospetto monumentale, riservato ad artisti francesi e italiani; il vincitore si sarebbe aggiudicato un premio di 6000 livres. Il vincitore fu Giovanni Niccolò Servandoni, che era già stato interpellato dal parroco nel 1729 per rivedere il progetto presentato da Meissonnier (il quale aveva proposto anche un disegno per la facciata) tre anni prima per il rifacimento della cappella assiale. Tanto Meissonnier, quanto Servandoni erano stati probabilmente chiamati a lavorare nel cantiere di Saint-Sulpice in quanto la chiesa era destinata «a diventare a Parigi un baluardo anti-giansenista e un simbolo del potere del papato d'oltralpe». Oppenordt proseguì a lavorare al cantiere delle navate e disegnò tutti gli arredi del coro, tra cui l'altare maggiore (realizzato tra il 1732 e il 1734, la prima pietra del quale fu solennemente posata dal nunzio apostolico in Francia Raniero d'Elci a nome di papa Clemente XII), l'altare posto al di sotto dell'arcata centrale dell'abside (con doppia mensa: quella verso il coro per le celebrazioni feriali e quella verso la cappella assiale per la custodia del Santissimo Sacramento, i centodieci stalli lignei, la balaustra e i due pulpiti, a ridosso dei pilastri d'ingresso, analoghi a quelli del duomo di Milano.
Il progetto di Servandoni, al quale si ispirerà Pablo Dambach per la facciata della cattedrale di Santiago a Managua, nel Nicaragua (eretta tra il 1928 e il 1938), prevedeva due campanili alle estremità di tre ordini (dal basso: dorico, ionico e corinzio), con cuspide sommitale assimilabile ad analoghe strutture barocche inglesi realizzate da Christopher Wren (quali, ad esempio, la cattedrale di St Paul's e la chiesa di St Mary-le-Bow a Londra); la parte centrale del prospetto, corrispondente ai due ordini inferiori delle torri, presentava un doppio loggiato e un timpano triangolare. L'impostazione generale era assimilabile al progetto di facciata redatto da Giuliano da Sangallo nel 1515 per la basilica di San Lorenzo a Firenze. I lavori iniziarono il 4 marzo 1733.
Nel 1736 Servandoni presentò un nuovo progetto, fortemente influenzato dalla facciata interna della biblioteca del Trinity College a Cambridge di Wren, da quella occidentale della cattedrale di Londra dello stesso autore, dal colonnato della facciata orientale del palazzo del Louvre attribuita a Le Vau o Charles Le Brun o Claude Perrault, e al vicentino palazzo Chiericati di Andrea Palladio, riprendendo al tempo stesso elementi dorici della facciata meridionale del transetto di Saint-Sulpice, opera di Oppenordt. La grande novità era l'estensione del doppio loggiato a tutto lo spazio fra i due campanili, passato così da tre a cinque campate, nonché la creazione di un ampio ambiente aperto al primo piano, del tutto inedito nel panorama dell'architettura religiosa parigina, derivato dalle logge delle benedizioni delle basiliche papali romane e ulteriore richiamo al primato del papa in chiave anti-giansenista; anche per questo motivo la facciata venne aspramente criticata dai contemporanei. Per consentire di demolire il seminario antistante la chiesa al fine di edificare una piazza monumentale su progetto dello stesso Servandoni, fu stabilito di trasferire nella galleria superiore la biblioteca dell'istituto, con accesso indipendente rispetto al luogo di culto; questo progetto, tuttavia, non venne attuato. In quegli stessi anni, tra il 1740 e il 1744 l'architetto si occupò anche della realizzazione della cantoria, a ridosso della parete di controfacciata. Disegnò inoltre il baldacchino ligneo dorato per l'altare maggiore, eseguito da Sébastien-Antoine e Paul-Ambroise Slodtz e rimosso nel 1758 perché considerato inadatto al contesto architettonico.
I lavori di costruzione della facciata proseguirono a rilento per la partenza da Parigi di Servandoni nel 1745, e la guerra di successione austriaca, quando era stato completato solo il livello inferiore. Il nuovo parroco, François Dulau d'Allemand, per dare nuovo impulso al completamento del prospetto chiese all'architetto di inviargli da Londra ove si trovava, un nuovo progetto che consisteva, rispetto a quello precedente, in una conformazione differente dei campanili e nell'eliminazione delle arcate dalle cinque campate centrali dei due loggiati (legata anche probabilmente al venir meno della necessità di adibire quello superiore a biblioteca), soluzione quest'ultima che avrebbe aumentato i problemi di staticità del corpo di fabbrica (soprattutto dovuti al gigantesco timpano triangolare di coronamento. Fu tale problematica a spingere l'Académie royale d'architecture, interpellata da Dulau d'Allemand per avere un parere sul disegno, a chiedere nel 1752 che esso fosse modificato, in particolare riducendo il frontone e arretrandolo in corrispondenza della controfacciata. Servandoni ideò un vero e proprio terzo ordine, spostato indietro come richiesto, privo di aperture e sormontato da tre statue raffiguranti rispettivamente San Sulpizio, la Pace e la Religione; la sovrastruttura venne ampiamente criticata, tanto che quando nel 1770 venne colpita e danneggiata da un fulmine, fu deciso di demolirla. Il secondo ordine venne realizzato come previsto nel secondo progetto, ovvero con le arcate, e tra il 1752 e il 1578 lo scultore Michel-Ange Slodtz realizzò l'apparato decorativo.
Nel 1758 la mancanza di fondi causò nuovamente la sospensione dei lavori quando erano stati portati a compimento i due loggiati ma non erano ancora stati iniziati i campanili. Quattro anni dopo, la competenza sul cantiere fu trasferita dalla parrocchia all'amministrazione comunale di Parigi che lo pose sotto l'egida dell'Académie royale d'architecture; venne creata un'apposita commissione della quale facevano parte anche Servandoni, Pierre Contant d'Ivry (con ruolo di supervisore) e Jacques-Germain Soufflot (con ruolo di interlocutore con il parroco), che tuttavia non riuscì a dare nuovo impulso al completamento della facciata. Nel 1765 Oudot de Maclaurin fu nominato architetto della fabbrica al posto di Servandoni, che sostituì definitivamente il timpano del progetto del 1736 (oggetto di grande dibattito) con una balaustra (realizzata soltanto nel 1868), e realizzò i due campanili conformemente al progetto originario; alla sua morte (1777) fu deciso di sostituire le due torri, prive soltanto delle finiture, con altrettante più adeguate al gusto dell'epoca. L'incarico venne affidato a Jean Chalgrin, allievo prima di Servandoni e poi di Étienne-Louis Boullée, ma soltanto la torre di sinistra venne demolita per essere sostituita con una nuova, realizzata tra il 1780 e il 1782; al suo interno venne posizionato un concerto di otto campane appositamente fuso nel 1781. Il cantiere venne dichiarato chiuso nel 1792.

#### Vicende successive

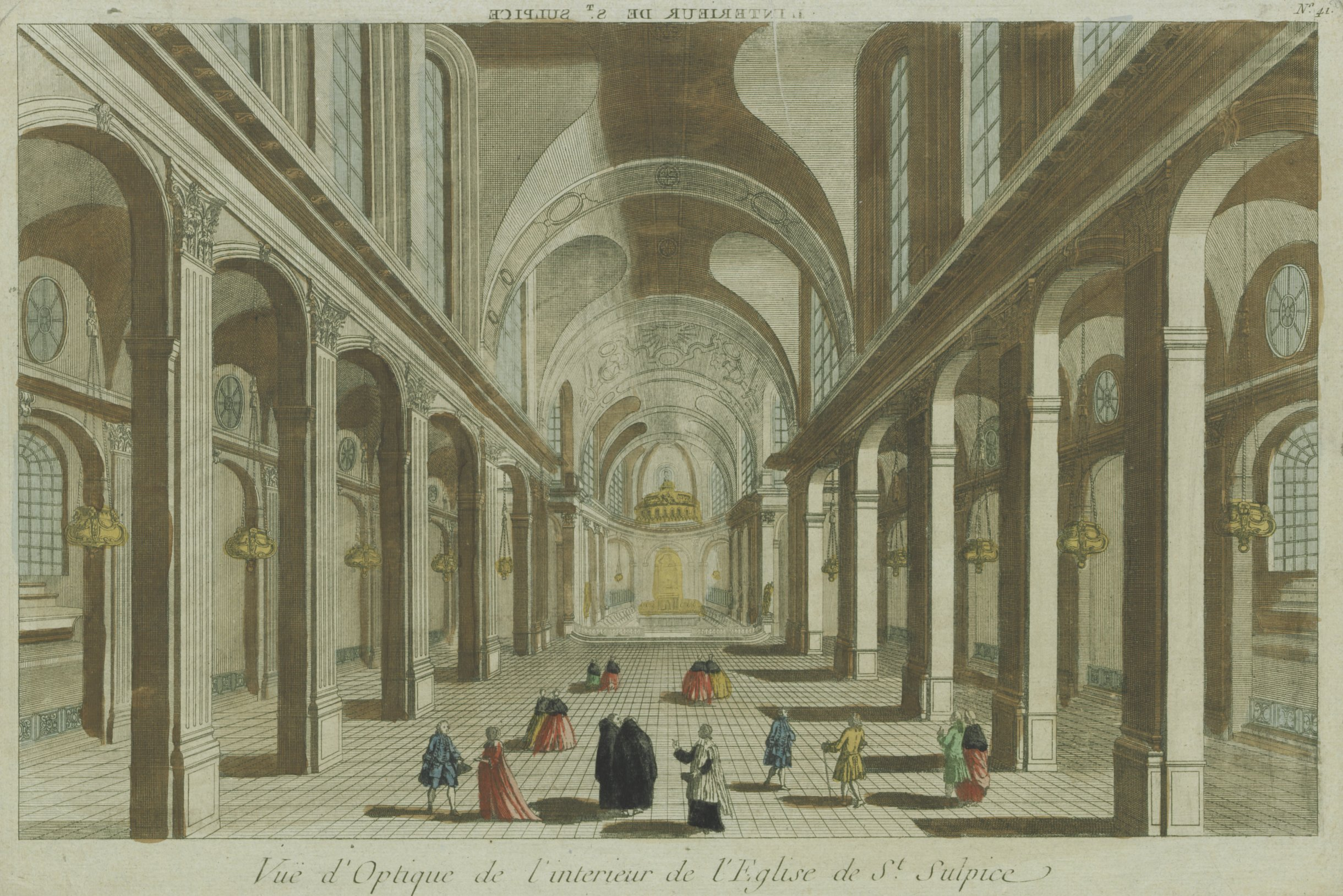
L'interno della chiesa in un'incisione di Jacques Chéreau del 1775

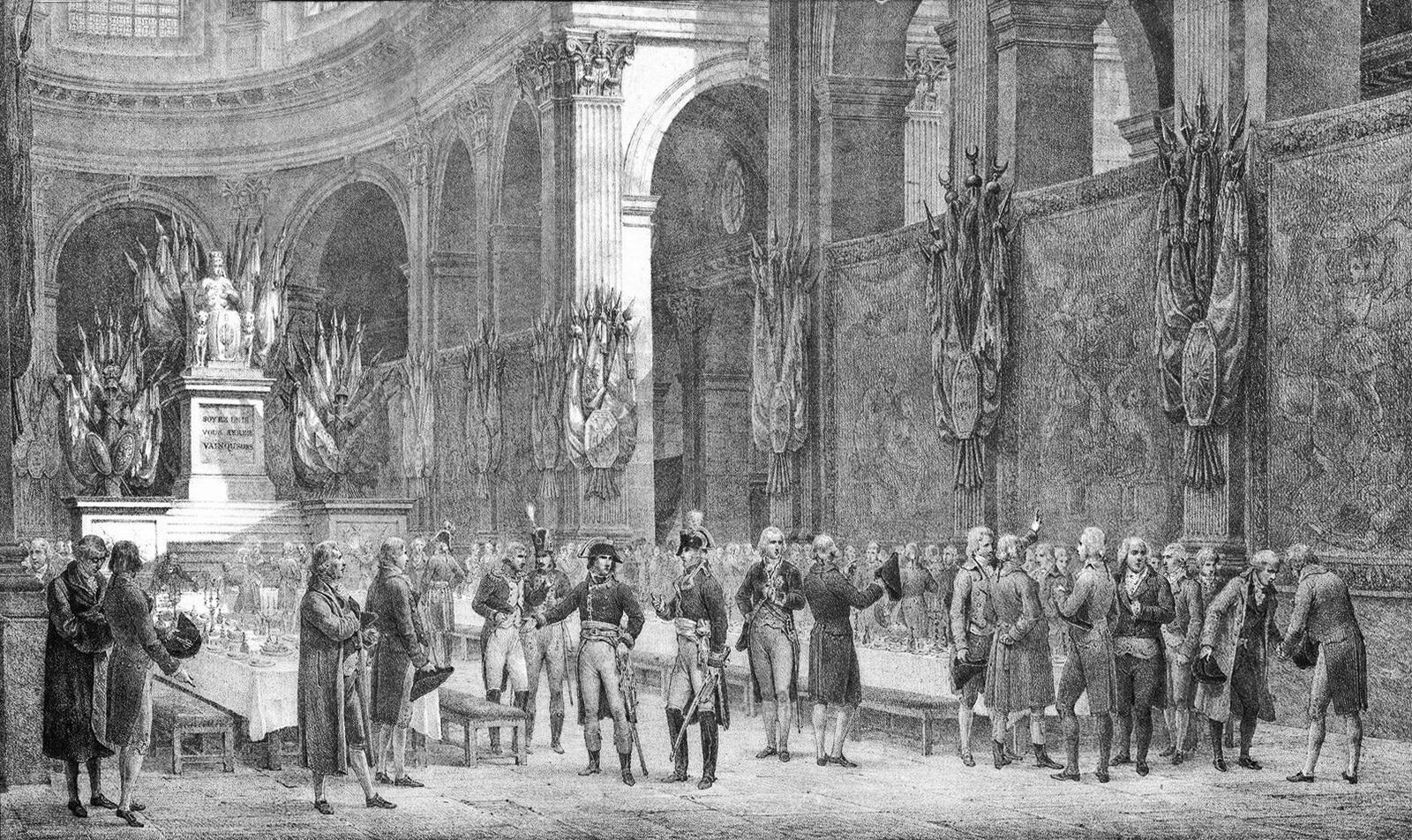
Il banchetto offerto a Napoleone Bonaparte il 6 novembre 1799 in un'incisione di Jean-Baptiste Madou

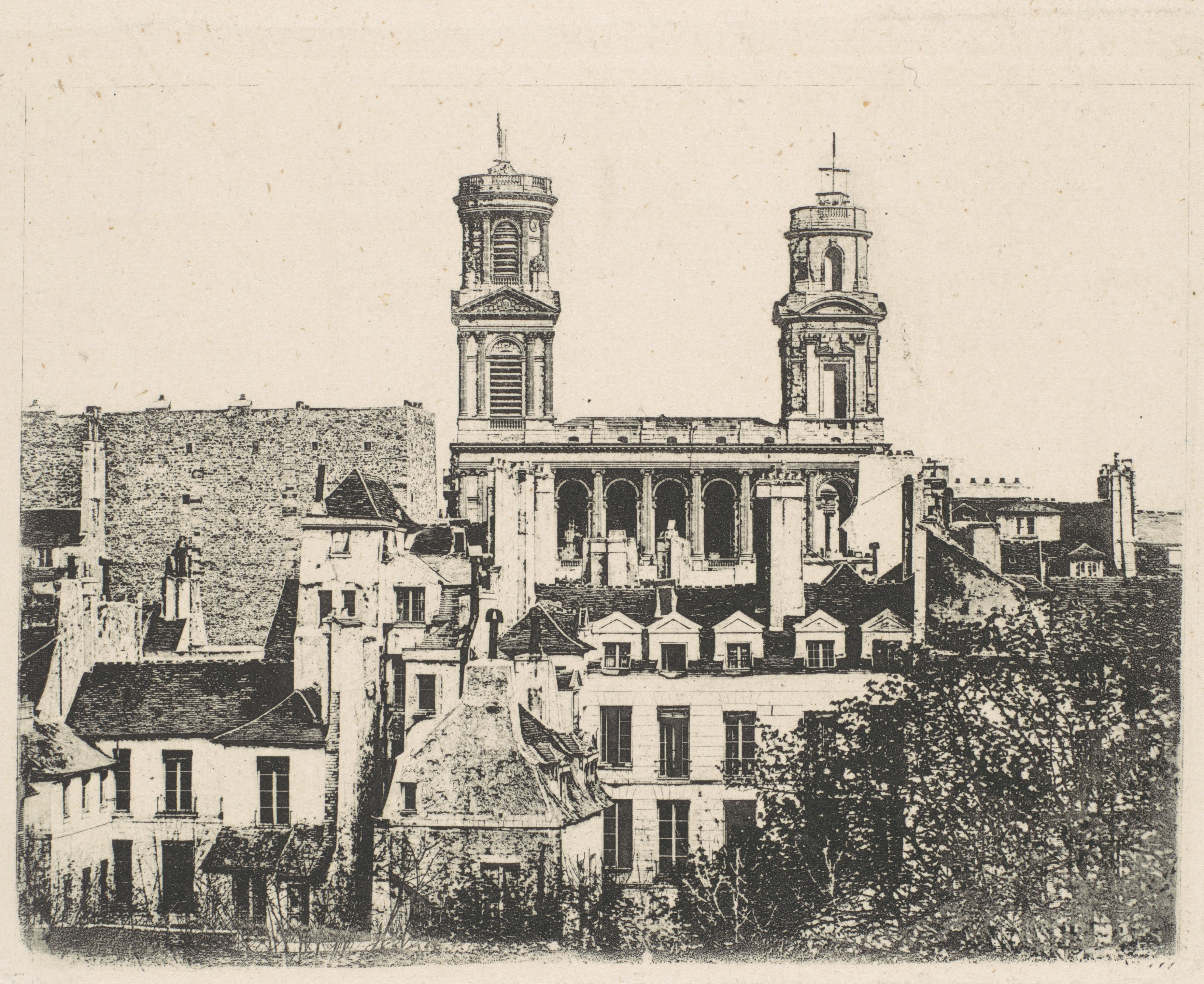
La chiesa in una fotografia di Hippolyte Fizeau del 1841 circa: sono visibili i telegrafi ottici sopra i due campanili

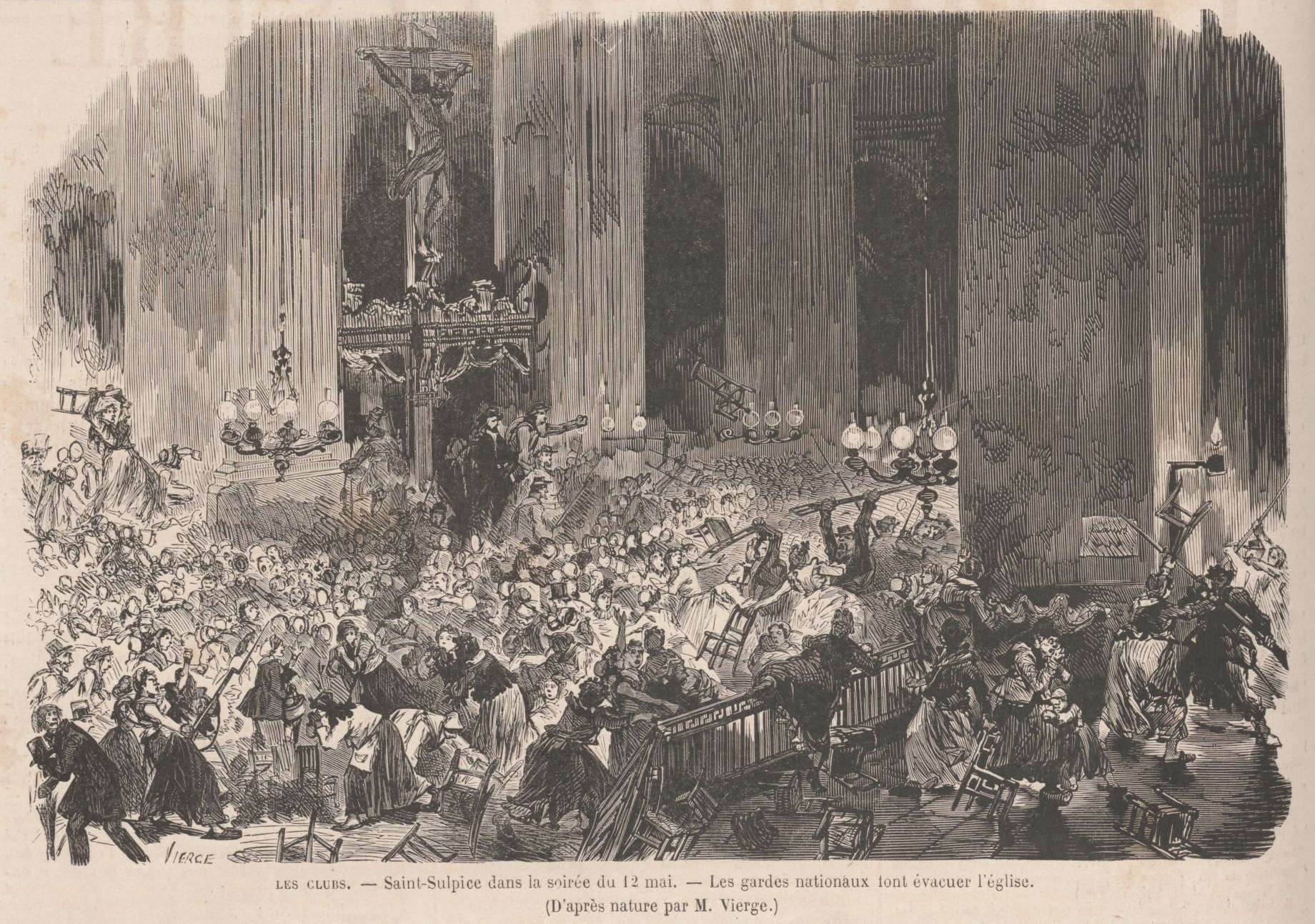
La Guardia nazionale la sera del 12 maggio 1871 fa sgomberare dai fedeli la chiesa, trasformata nella sede del club del VI arrondissement durante la Comune di Parigi, in un'incisione di Daniel Vierge

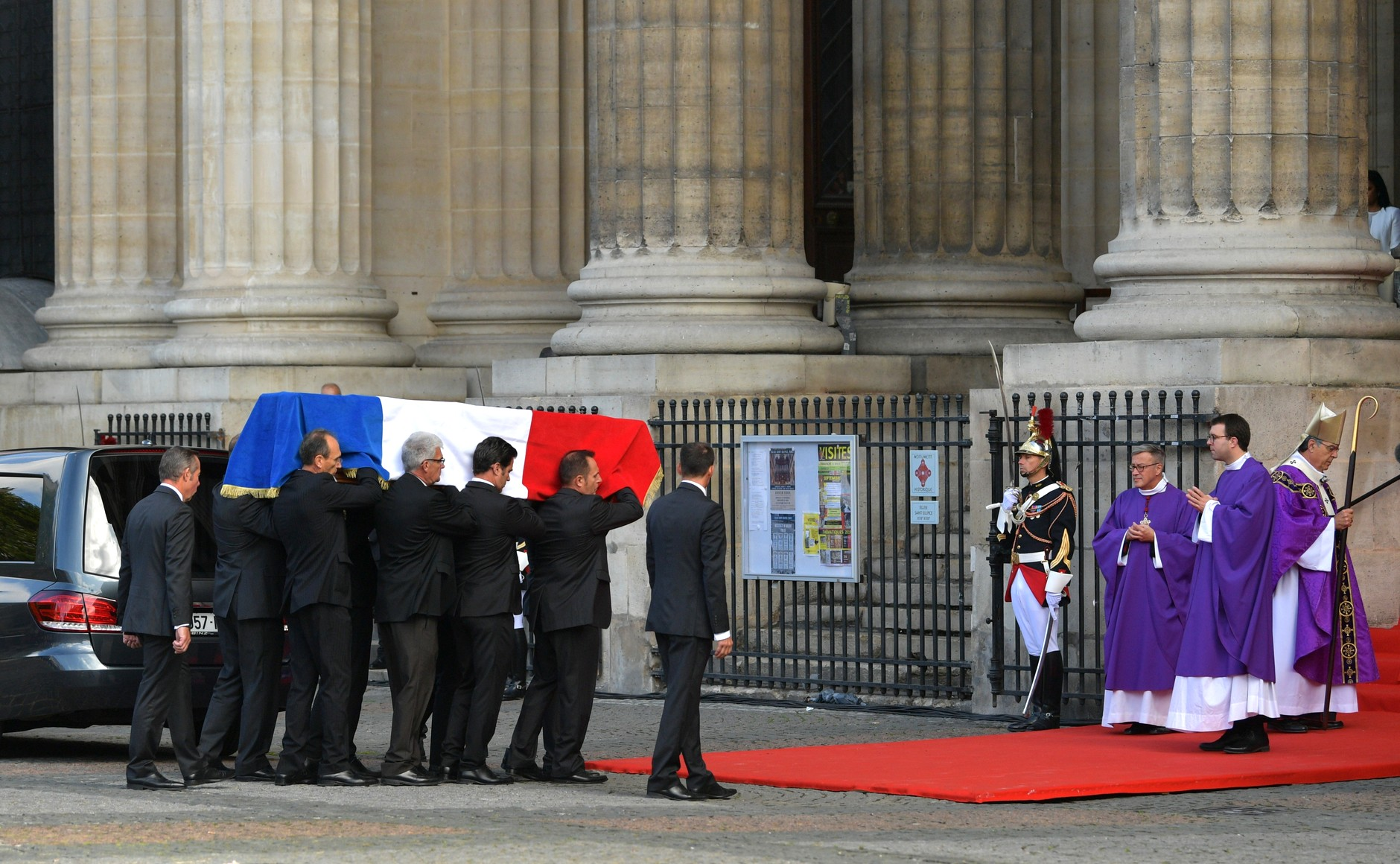
I funerali di Jacques Chirac (30 settembre 2019)

Il 17 marzo 1762 un incendio scoppiato durante la fiera annuale di Saint-Germain-des-Prés procurò ingenti danni alla chiesa di Saint-Sulpice: la cappella della Comunione, situata all'angolo nord-occidentale del complesso andò distrutta, mentre la cappella assiale subì ingenti danni; i lavori di ripristino di quest'ultima furono condotti tra il 1774 e il 1784 da Charles De Wailly, il quale apportò importanti modifiche all'ambiente. Lo stesso architetto disegnò nel 1789 il pulpito. Chalgrin, invece, oltre che della facciata si occupò anche della realizzazione di due cappelle (rispettivamente battistero e cappella del Santo Viatico, tra il 1780 e il 1788) alla base delle due torri, nonché dei disegni per il portale maggiore e della cassa dell'organo a canne (1776); quest'ultimo strumento venne costruito dall'organaro François-Henri Clicquot e completato nel 1781, mentre lo scultore François-Joseph Duret si occupò della realizzazione della cassa.
Con lo scoppio della Rivoluzione francese, la chiesa di Saint-Sulpice inizialmente venne mantenuta tale, e a motivo delle sue vaste dimensioni e del suo pregio architettonico, fu luogo di celebrazioni a sfondo patriottico come il Te Deum di ringraziamento per la presa della Bastiglia (14 luglio 1789) e la messa di suffragio per i rivoluzionari caduti durante l'assalto della fortezza (19 agosto 1789); inoltre, nel corso dell'agosto dello stesso anno, vi furono benedette le bandiere dei battaglioni della neoistituita Guardia nazionale, e nei primi giorni del mese successivo si tenne un'imponente processione fino alla chiesa di Sainte-Geneviève di ringraziamento per il 14 luglio; l'ampia e disordinata partecipazione a questi eventi causò ingenti danni agli arredi interni della chiesa. Il 9 gennaio 1791 il territorio parrocchiale venne ridotto a favore della creazione delle due nuove parrocchie di Saint-Germain-des-Pres e di Saint-Thomas-d’Aquin; il 3 aprile successivo si insediò come parroco il costituzionale Jean Poiret, C.O., in sostituzione di Antoine-Xavier Maynaud de Pancemont (nominato nel 1788, primo parroco non appartenente alla Compagnia dei sacerdoti di San Sulpizio dai tempi di Olier) che era apertamente contrario alla Costituzione civile del clero, alla cui morte nel 1792 subentrò Jacques-Antoine Mahieu, anche lui costituzionale. A partire dal 1793 la chiesa venne adibita a sede delle riunioni pubbliche e di alcuni uffici della section du Luxembourg che, fra le varie di Parigi, fu una delle più violente; essa divenne inoltre tempio della Ragione (dal luglio 1794 dell'Essere Supremo) e sull'altare maggiore furono posti i busti di Félix Lepeletier, Jean-Paul Marat e Gaio Muzio Scevola. Dal 1798 al 1801 l'edificio fu tempio teofilantropico con il nome di Temple des Victoires, e davanti al pulpito venne collocata una piramide in legno dipinto a finto marmo, dedicata «A Dio eternamente buono» (in francese: «A Dieu toujours bon»); con delibera del 23 novembre 1798, il Direttorio stabilì che vi si celebrasse la festa annuale in occasione dell'anniversario dell'esecuzione capitale di Luigi XVI; al suo interno si svolse anche il fastoso banchetto offerto il 6 novembre 1799 a Napoleone Bonaparte di ritorno dalla campagna d'Egitto da parte del Direttorio stesso, con la partecipazione di 750 invitati, tre giorni prima che questi prendesse il potere con il colpo di Stato del 18 brumaio. Fino al 1850 sui due campanili furono installati da Claude Chappe due telegrafi ottici, l'uno sulla linea per Strasburgo (aperta nel maggio 1789 e prolungata nel 1805 fino a Magonza), l'altro sulla linea per Lione (inaugurata nel gennaio 1799 e prolungata nel 1805 fino a Torino).
Il decreto dei Consoli del 7 termidoro anno VIII (26 luglio 1800) concesse la facoltà di considerare la domenica come giorno festivo, e la chiesa di Saint-Sulpice venne riaperta al culto. Degli arredi originari rimanevano soltanto alcune statue (che però erano state mutilate), il pulpito (usato come palco per i comizi), l'organo a canne (all'accesso del quale erano stati apposti dei finti sigilli) e la balaustra del presbiterio (perché fatta credere recinzione dell'orologio solare). Mahieu, ripreso il suo ufficio di parroco, in luogo della statua della Vittoria eretta al centro dell'abside, fece installare un altare provvisorio (che si diceva essere stato l'altare maggiore della chiesa di Saint-Philippe-du-Roule), affiancato da due angeli in legno dipinto (provenienti dalla chiesa di Saint-Denis-de-la-Chartre), alle sue spalle gli stalli dell'abbazia agostiniana di Penthemont (soppressa nel 1790). Il suo successore Charles-Louis-François-Marie de Pierre si adoperò per riparare i danni della Rivoluzione a partire dal 1804 e il 23 dicembre di quell'anno la chiesa ricevette la visita di papa Pio VII; lo stesso pontefice il 2 febbraio successivo vi ordinò Dominique-Georges-Frédéric Dufour de Pradt vescovo di Poitiers e Gabriel-Laurent Pailloux vescovo di La Rochelle (la celebrazione non poté aver luogo nella cattedrale di Notre-Dame per la gelosia di Napoleone nei confronti della grande popolarità del papa). Il 27 ottobre 1824 fu dedicato dall'arcivescovo di Parigi Hyacinthe-Louis de Quélen il nuovo altare maggiore, realizzato su disegno di Étienne-Hippolyte Godde, e nelle settimane successivo venne installato un concerto di tre campane, dotato di altri due bronzi nel 1829, in sostituzione di quello andato integralmente perduto durante la Rivoluzione.
Nel 1838 venne sollevata nel Conseil des Bâtiments civils (in italiano: consiglio per gli edifici civili) la questione della torre di destra della facciata; furono avanzate dunque due proposte: la prima prevedeva un suo completamento conformemente al progetto di Giovanni Niccolò Servandoni rivisto da Oudot de Maclaurin; la seconda, invece, contemplava una ricostruzione ex novo della stessa riproducendo l'altra torre, disegnata da Jean Chalgrin. Venne approvata la rifinitura di quanto già costruito, ritenendolo ormai parte integrante dello skyline parigino; i lavori, tuttavia, non furono mai intrapresi e la torre rimase incompiuta. L'altra, colpita dalle granate nemiche durante la guerra franco-prussiana nel 1871, fu ripristinata soltanto nel 1911. Tra il 1845 e il 1875, su commissione del comune di Parigi il transetto e alcune cappelle laterali furono affrescate da diciassette celebri pittori, tra i quali anche Eugène Delacroix. Tra il 1857 e il 1862 l'organo maggiore venne ricostruito da Aristide Cavaillé-Coll.
Durante la comune di Parigi del 1871, come altre chiese della città anche Saint-Sulpice fu chiusa al culto e adibita a sede di club. A causa del gran numero di parrocchiani presenti per le celebrazioni mariane del mese di maggio e di un'imponente manifestazione organizzata in place Saint-Sulpice contro il provvedimento del governo, la sera del 12 maggio la Guardia nazionale dovette intervenire con un centinaio di unità per far sgomberare l'edificio dai fedeli e consentire al club del VI arrondissement di stabilirsi al suo interno.
Nel 1888 il cardinale Charles-Martial-Allemand Lavigerie, arcivescovo di Cartagine e primate d'Africa, tenne nella chiesa una delle conferenze a favore dell'abolizione della schiavitù, cui seguì due anni dopo un convegno promosso da papa Leone XIII, che ebbe luogo in Saint-Sulpice il 22 e 23 settembre e al quale parteciparono i rappresentanti di diversi paesi europei e non.
Il 20 maggio 1915 la chiesa è stata dichiarata monumento storico di Francia.
Nel XXI secolo la chiesa è stata oggetto di una serie di restauri che hanno interessato la parte sinistra della facciata (2006-2011), le tele di Charles-André van Loo della cappella assiale (2015) i dipinti di Delacroix (2015-2016) e le statue del coro (2016).
Il 17 marzo 2019 il portale del transetto sinistro è stato danneggiato da un incendio doloso.
Nel corso dei secoli, nella chiesa sono state celebrate le nozze di alcune personalità di spicco, quali i rivoluzionari Camille Desmoulins e Lucile Duplessis (29 dicembre 1790, che ebbero fra i testimoni Jacques Pierre Brissot - che Desmoulins fece ghigliottinare nel 1793 - e Maximilien de Robespierre - che fece ghigliottinare i due coniugi nel 1794) e quelle tra lo scrittore Victor Hugo e Adèle Foucher (18 ottobre 1822). Saint-Sulpice è stata anche luogo di importanti funerali, tra i quali quelli di Alexis Simon Belle (22 ottobre 1734), Richard Descoings (11 aprile 2012), Patrice Chéreau (16 ottobre 2013), di Christophe de Margerie (27 ottobre 2014), Michel Delpech (8 gennaio 2016) Mireille Darc (1º settembre 2017) e quelli di Stato dell'ex presidente della Repubblica francese Jacques Chirac (30 settembre 2019, essendo la cattedrale di Notre-Dame inagibile a causa dell'incendio del 15 aprile precedente), che nella stessa chiesa si era sposato con Bernadette Chodron de Courcel il 16 marzo 1956.

## Descrizione

### Architettura
La chiesa di Saint-Sulpice sorge nell'area nord-occidentale del quartiere Odéon, nel VI arrondissement, e costituisce un isolato a sé stante delimitato a nord da rue Saint-Sulpice, a sud da rue Palatine, ad est da rue Garancière e ad ovest dalla place Saint-Sulpice (sulla quale prospetta la facciata).
Orientata con l'abside ad est-nord-est, è a croce latina, con tre navate di cinque campate ciascuna nel piedicroce, transetto poco sporgente e coro anch'esso a tre navate di due campate ciascuna; lungo le navatelle, che si ricongiungono intorno all'abside semicircolare formando un deambulatorio, si aprono numerose cappelle laterali. L'edificio è interamente in blocchi di pietra lisci. Tale struttura venne criticata da Eugène Viollet-le-Duc:
(Jean Bayet, Les églises de Paris, 1883.)
Critico anche Victor Hugo, che in Notre-Dame de Paris definì i due campanili «due grossi clarinetti» (in francese: «deux grosses clarinettes»).
Lo stile architettonico di Saint-Sulpice è frutto della rielaborazione francese degli inizi del XVII secolo della chiesa-tipo gesuita post-tridentina, della quale fu precursore Salomon de Brosse e che è stata ampiamente applicata in molteplici varianti anche nella stessa città di Parigi. Così lo ha descritto da Jean Bayet:
(Jean Bayet, Les édifices religieux: XVIIe, XVIIIe, XIXe siècles, 1909.)
Di seguito le principali misure della chiesa che, per grandezza, è la seconda della città dopo la cattedrale di Notre-Dame, mentre supera di 13 metri l'altezza dei campanili della cattedrale:
| Parametro                                       | Misura     |
| ----------------------------------------------- | ---------- |
| Lunghezza esterna                               | 118,80 m   |
| Lunghezza interna (esclusa la cappella assiale) | 87 m       |
| Larghezza della facciata                        | 57 m       |
| Larghezza della navata centrale                 | 13 m       |
| Larghezza delle navate laterali                 | 7,50 m     |
| Diametro della cappella assiale                 | 13,85 m    |
| Altezza della facciata escluse le torri         | 40 m       |
| Altezza della torre di destra                   | 68 m       |
| Altezza della torre di sinistra                 | 73 m       |
| Altezza della volta della navata centrale       | 29,20 m    |
| Altezza della volta della crociera              | 30,70 m    |
| Superficie interna                              | 4798,60 m2 |

### Esterno

#### Facciata occidentale

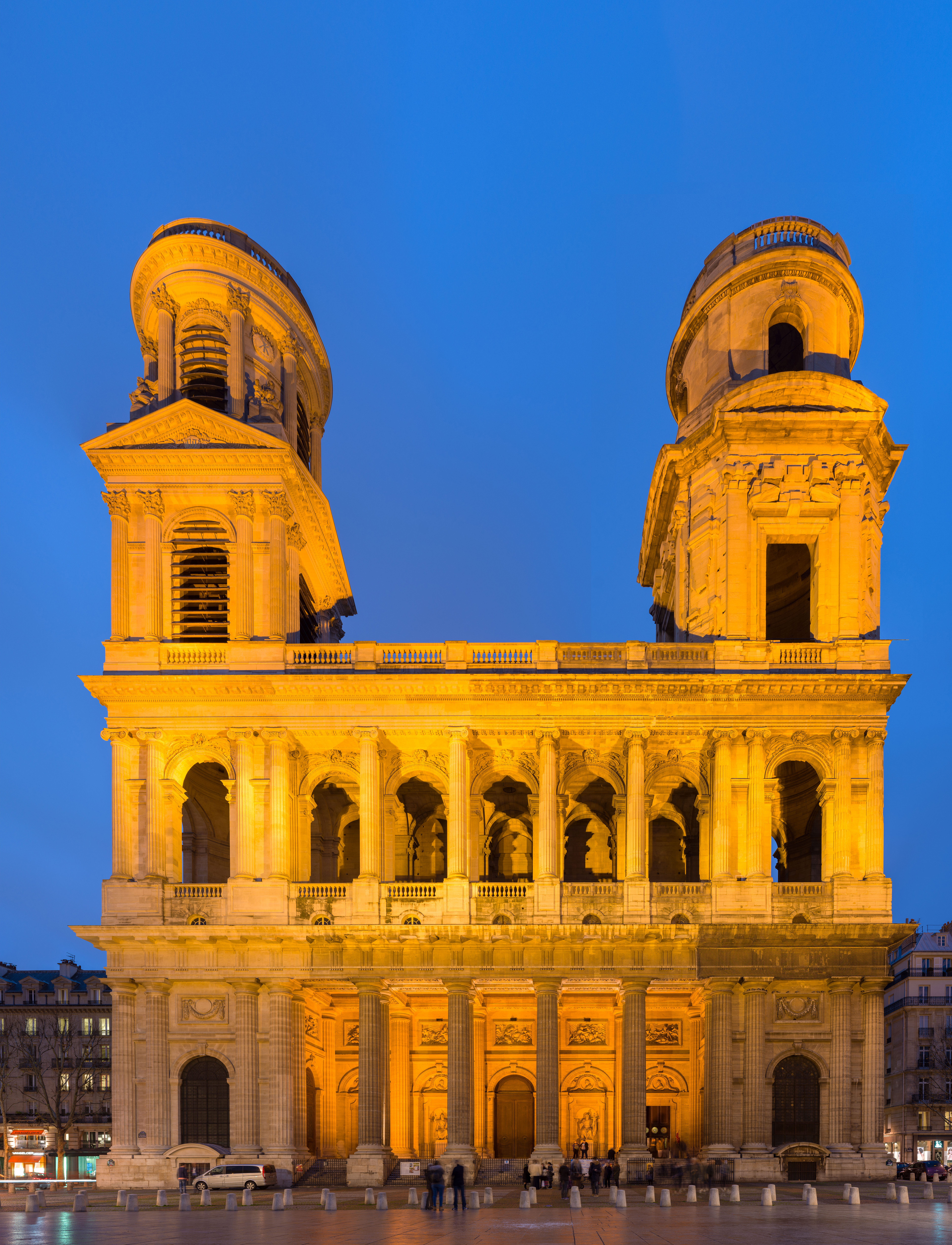
La facciata occidentale

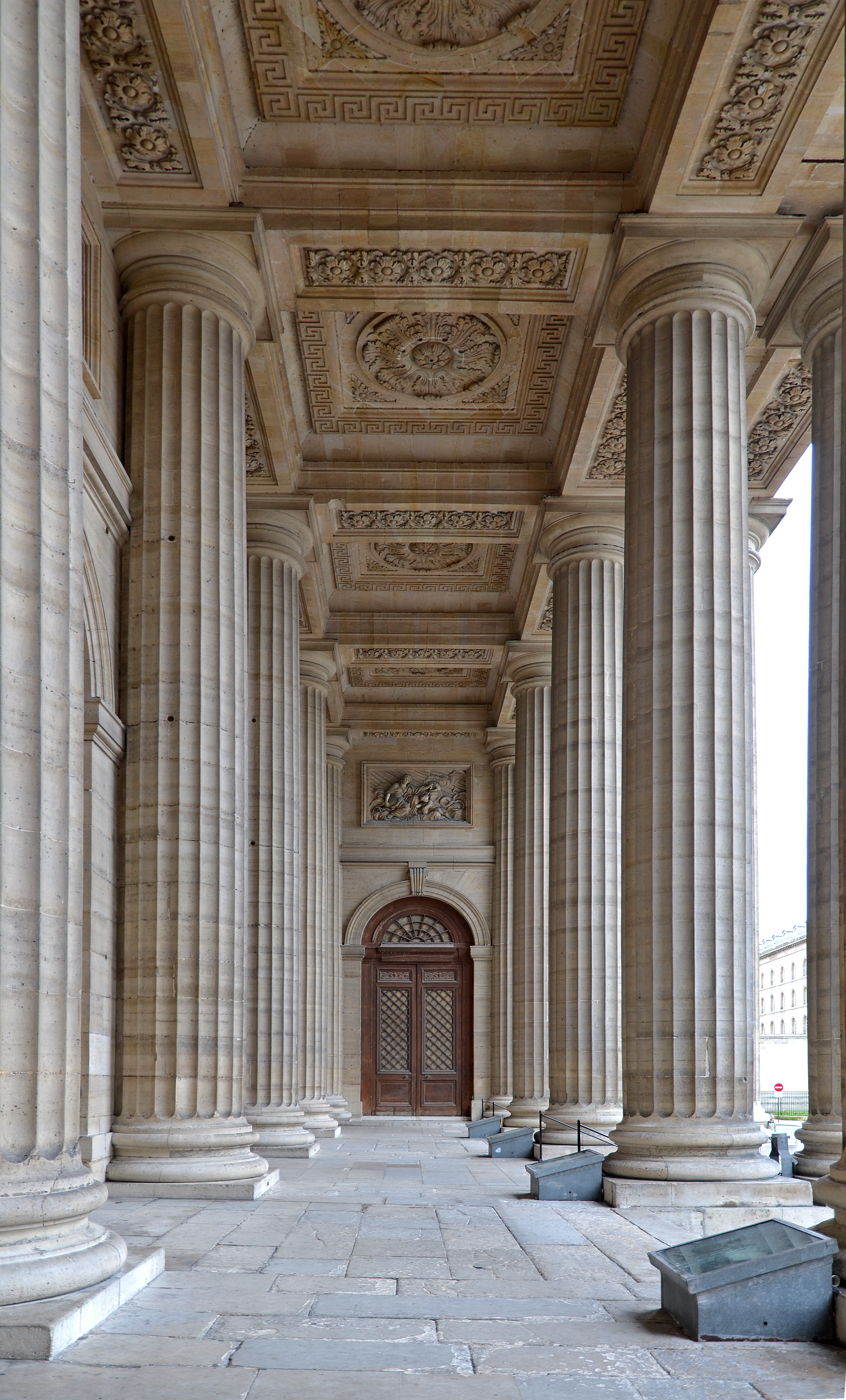
Interno del pronao

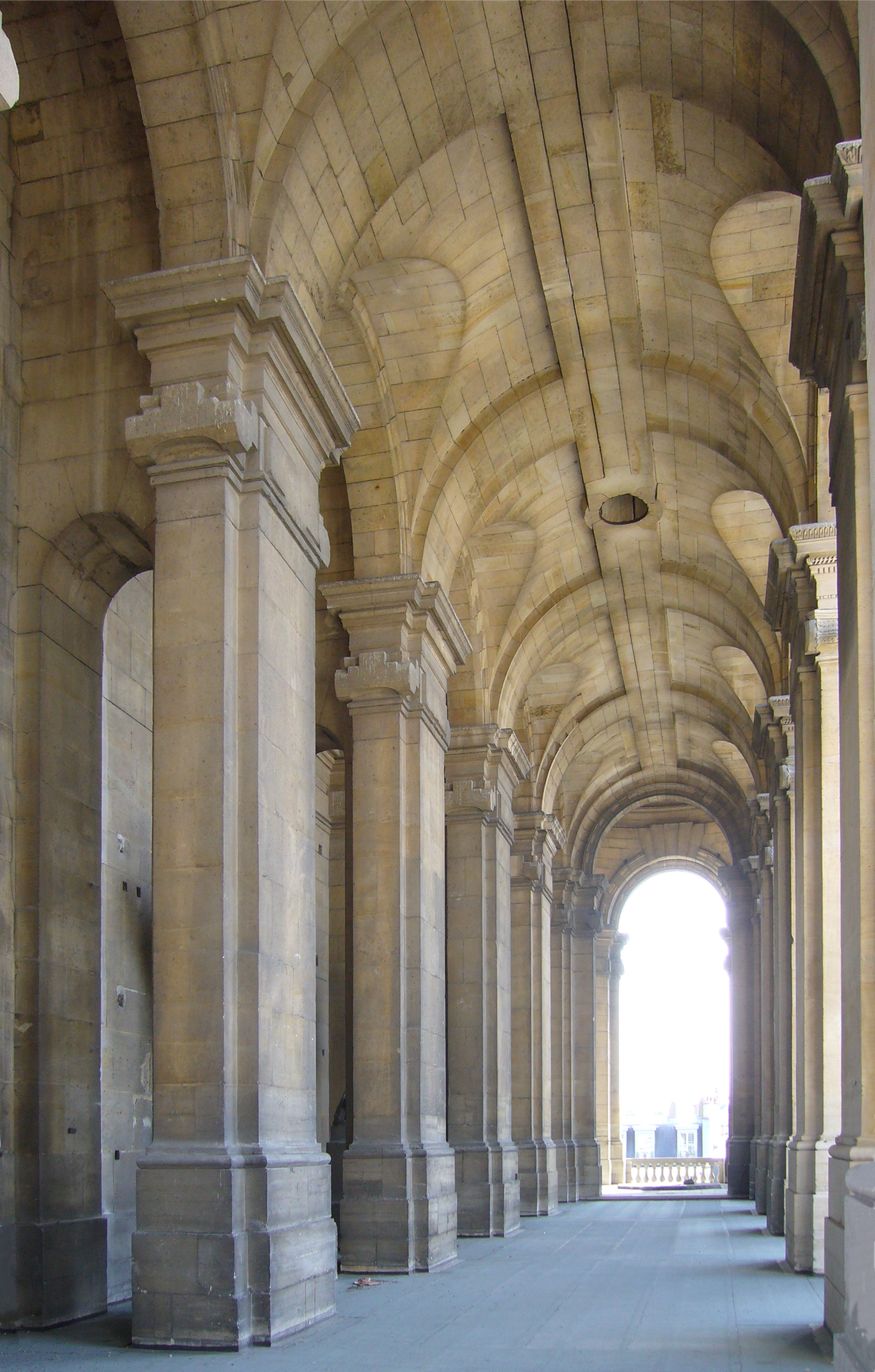
Interno della loggia

La facciata principale è opera di Giovanni Niccolò Servandoni, ad eccezione della torre di sinistra che è di Jean Chalgrin, mentre quella di destra venne realizzata da Oudot de Maclaurin conformemente ai disegni di Servandoni. Essa si presenta per stile come un corpo di fabbrica a sé stante, ponendosi in discontinuità sia con le fiancate della chiesa, sia con il suo interno.
Il prospetto si articola in due ordini sovrapposti, quello inferiore dorico, mentre quello superiore corinzio; in corrispondenza delle tre navate interne, si aprono nella facciata un pronao (in basso) e una loggia (in alto). Il mezzanino e l'attico, che fungono da ambienti di servizio, sono individuabili dall'esterno solo per le piccole finestre ad arco. Il coronamento, piatto, è costituito da una balaustra (di de Maclaurin) intervallata da quattro piedistalli al di sopra delle quali avrebbero dovuto trovar luogo quattro statue sedute, realizzata da Léon Ginain nel 1868. I due loggiati, di cinque campate ciascuno, si aprono verso l'esterno quello inferiore con coppie di colonne scanalate, quello superiore con una fila anteriore di colonne scanalate ed una posteriore di archi a tutto sesto su pilastri inquadrate fra paraste ioniche.
Il portico inferiore si apre verso l'esterno con coppie di colonne scanalate e presenta soffitto piano cassettonato decorato a bassorilievo con greche ed elementi vegetali. Nella parte superiore delle pareti vi sono sette altorilievi realizzati da Michel-Ange Slodtz intorno al 1750 e raffiguranti rispettivamente (da sinistra a destra): la Giustizia, la Carità, la Fortezza, la Fede, la Temperanza, la Speranza e la Prudenza; dello stesso autore sono i medaglioni coevi collocati lungo la parete di fondo e raffiguranti gli Evangelisti. Sono invece di Émile Thomas le sculture poste nelle due nicchie ai lati del portale maggiore, rispettivamente San Pietro (a sinistra) e San Paolo (a destra), del 1856. Alle due estremità del pronao si aprono altrettante cappelle, poste alla base dei campanili, alle quali si accede anche dalle attigue cappelle laterali interne e che presentano ambedue pianta circolare e copertura a cupola cassettonata. Quella di sinistra è il battistero, ed ospita le quattro statue della Sapienza, Fortezza, Grazia e Innocenza, e il bassorilievo del Battesimo di Cristo scolpiti nel 1787 da Louis-Simon Boizot; al centro dell'ambiente si trova il fonte battesimale, con vasca sorretta da colonnine ioniche. La cappella di destra, del Santo Viatico, è ornata con sculture eseguite da Louis-Philippe Mouchy: le statue della Religione, Rassegnazione, Speranza e Umiltà, e il bassorilievo della Morte di san Giuseppe.
La galleria superiore è coperta con volta a botte lunettata, ad eccezione dei due ambienti alle estremità che hanno una cupoletta; la decorazione interna non venne mai portata a compimento, e i capitelli appaiono tutt'oggi appena sbozzati. Nelle tre campate centrali si trovano altrettante statue, che furono realizzate a coronamento del terzo ordine della facciata, non previsto nei progetti originari e demolito nel 1770; esse raffigurano San Sulpizio, la Religione e la Pace.
Fra gli ambienti che compongono l'attico, il quale esternamente è coperto con tetto a doppio spiovente posto trasversalmente rispetto all'asse longitudinale della chiesa, vi è anche la cappella di Nostra-Signora degli Studenti (in francese: Notre-Dame-des-Ètudiants), che deve il suo nome all'essere destinata agli alunni del seminario della Compagnia dei sacerdoti di San Sulpizio annesso alla chiesa. Realizzata nel 1863, successivamente divenne uno studio d'arte ed è attualmente in disuso; ospita ancora la statua della Madonna col Bambino di Jean-Marie Bonnassieux (1876) in pietra con tracce di policromia, mentre l'organo positivo costruito da Nicolas Somer nel 1747 per il delfino di Francia Luigi Ferdinando di Borbone-Francia, acquistato dalla parrocchia di Saint-Sulpice in occasione della visita di papa Pio VII nel 1804 attualmente si trova nella reggia di Versailles.
La torre di destra, priva delle rifiniture e della cuspide di copertura, si articola in due ordini: quello inferiore è corinzio, a pianta ottagonale impostata su una base quadrata, e sui quattro lati maggiori presenta una finestra quadrata con timpano spezzato, inquadrata fra due lesene che sorreggono il cornicione con al di sopra il timpano di coronamento, a ellisse; quello superiore è a pianta circolare, con quattro finestre ad arco di modeste dimensioni; il coronamento è costituito da una balaustra.
La torre di sinistra si compone anch'essa di due piani: quello inferiore è a pianta quadrangolare e presenta su ogni lato coppie di semicolonne corinzie in concatenazione con la finestra ad arco centrale, che sorreggono il cornicione e il timpano triangolare, con frontone recante al centro il tetragramma biblico in caratteri ebraici dorati; quello superiore presenta il medesimo costrutto con elementi compositi, è a pianta circolare e ai quattro angoli presenta le statue degli Evangelisti, raffigurati assisi, realizzate da Boizot e Mouchy, e restaurate nel 1873 da Henri-Charles Maniglier; la copertura è piana e il coronamento è costituito da una balaustra. Il campanile ospita un concerto di cinque bronzi, dei quali il maggiore è il terzo più grande della città:
| Campana          | Nota  | Anno di fusione | Fonditore                        | Peso    | Diametro |
| ---------------- | ----- | --------------- | -------------------------------- | ------- | -------- |
| Thérèse          | Fa#2  | 1824            | Osmond, Dubois, Barrard e Morlet | 6000 kg | 208 cm   |
| Caroline         | Sol#2 | 1824            | Osmond, Dubois, Barrard e Morlet | 3900 kg | 188 cm   |
| Louise           | La#3  | 1828            | Osmond                           | 2780 kg | 168 cm   |
| Marie            | Si2   | 1828            | Osmond                           | 2300 kg | 158 cm   |
| Henriette-Louise | Mi3   | 1824            | Osmond, Dubois, Barrard e Morlet | 900 kg  | 116 cm   |

#### Fiancate, transetto e abside

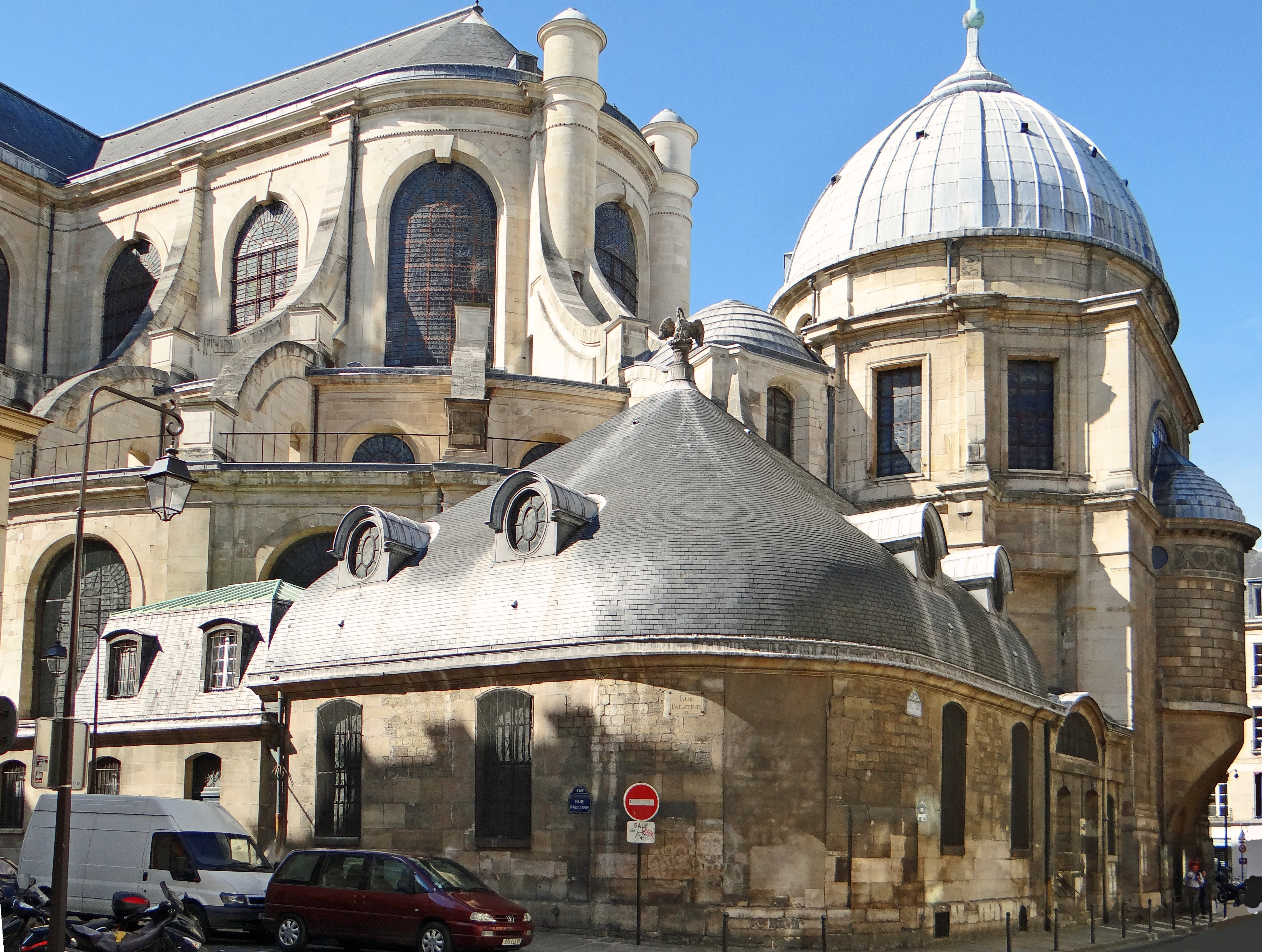
Veduta esterna dell'abside da sud-est, con la cappella dell'Assunzione (al centro) e quella assiale (a destra)

Le fiancate della chiesa sono scandite da lesene che si alternano alle grandi finestre ad arco che danno luce all'interno. Gli archi rampanti sono pieni e afferiscono a due diverse tipologie: quelli della navata maggiore sono concavi, mentre quelli delle navatelle convessi. Le coperture sono a spioventi.
Le due facciate del transetto, pur essendo di architetti differenti, afferiscono al medesimo schema: ambedue sono a salienti, alle estremità laterali presentano due grandi finestroni sormontati da contrafforti concavi e pinnacoli angolari in forma di obelisco, mentre al centro sono suddivise in due ordini scanditi in tre settori verticali da colonne; in quello inferiore vi è un portale sormontato da un rosone, in quello superiore una finestra ad arco, ed il coronamento è costituito da un timpano. La facciata del braccio di sinistra venne iniziata da Daniel Gittard e completata da Gilles Marie Oppenordt; è tuscanica nel piano inferiore e ionica in quello superiore; il timpano di coronamento è triangolare; nelle due nicchie ai lati del portale, vi sono le statue di San Giuseppe (a sinistra) e San Giovanni Battista, scolpite da François Dumont nel 1725. Di quest'ultimo sono anche le statue di San Pietro (a destra) e San Paolo (a sinistra) che adornano la facciata opposta; essa, iniziata nel 1719, è opera del solo Oppenordt, integralmente corinzia e termina in alto con un timpano ellittico.
Addossati alle estremità della navata traversa, in corrispondenza degli ambienti ricavati nelle cappelle laterali più prossime al transetto, si elevano dei corpi di fabbrica realizzati nel 1895, i quali ospitano locali di servizio.
La cappella assiale, internamente circolare, presenta un fronte piatto su rue Garancière, recante nella parte superiore una finestra a lunetta in luogo di quelle rettangolari del resto del tamburo (le quali sono scandite da paraste); la parte inferiore della stessa è caratterizzata dalla sporgenza a forma di bovindo della nicchia interna soprastante l'altare, con paramento murario in bugne lisce e, in alto, un fregio con cerchi concentrici. La cupola della cappella, coperta con lastre di piombo, è priva di lanterna. La copertura dell'annessa cappella detta dell'Assunzione è sormontata dalla statua metallica a tutto tondo di un Pellicano che nutre i suoi pulcini.

### Interno

#### Piedicroce

##### Navate

Interno

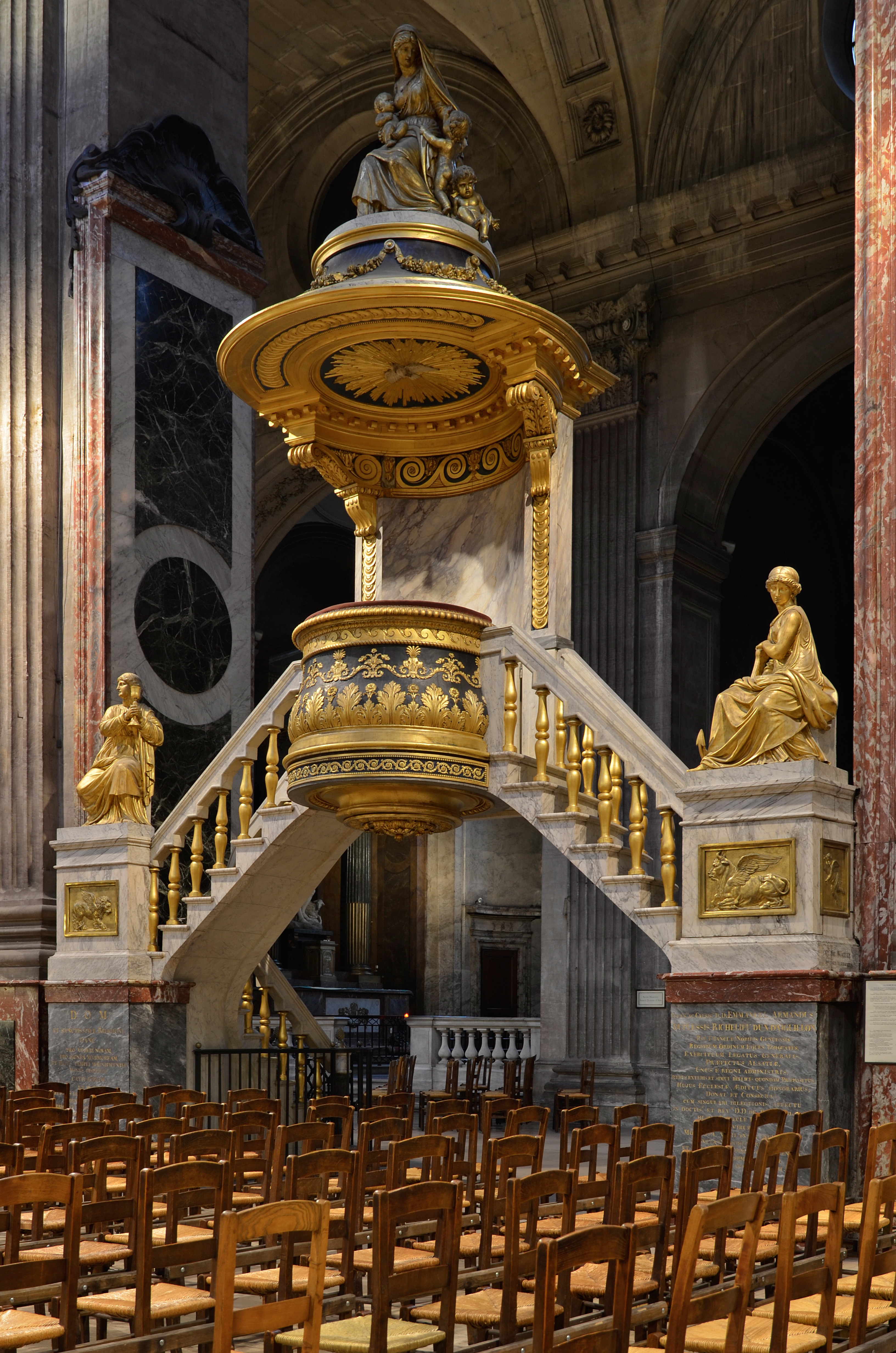
Pulpito

Il piedicroce è opera di Gilles Marie Oppenordt. Le tre navate sono divise da due file di archi a tutto sesto poggianti su pilastri quadrangolari tuscanici con le basi in marmi policromi intarsiati a formare specchiature rettangolari; tra le arcate sono poste lesene corinzie scanalate che sorreggono il cornicione continuo posto alla base della volta; quest'ultima è a botte lunettata, percorsa da costoloni longitudinalmente (lungo la chiave) e trasversalmente (ad individuare le campate. L'ambiente è illuminato da grandi finestre ad arco a tutto sesto, poste in corrispondenza di ciascun arco e chiuse da vetrate per lo più trasparenti.
A ridosso della parete di controfacciata si trova la cantoria, che occupa interamente la prima campata della navata maggiore. Essa venne innalzata tra il 1740 e il 1744 su disegno di Giovanni Niccolò Servandoni, il quale riprese il progetto di Oppenordt e, al tempo stesso, il deambulatorio della chiesa di St Mary Woolnoth a Londra, opera di Nicholas Hawksmoor. La tribuna, il cui pavimento si trova alla medesima altezza dell'imposta delle arcate laterali, è sorretta da due file simmetriche di colonne composite scanalate e rudentate; il soffitto è ornato con bassorilievi e pietre disposte in spirali con la tecnica della stereotomia. La piattaforma è delimitata da un parapetto con balaustri alternati a bassorilievi raffiguranti Strumenti musicali.
Al di sotto della seconda arcata di ciascun lato, a pavimento, vi sono le acquasantiere, che Jean-Baptiste Pigalle realizzò utilizzando come bacini due grandi valve di tridacna gigante che erano state donate a Francesco I di Francia dalla Repubblica di Venezia e poi nel 1745 da Luigi XV al parroco di Saint-Sulpice Jean-Baptiste Joseph Languet de Gergy; Pigalle le adornò con un bordo in rame dorato e le collocò al di sopra di una base in marmo bianco riproducente uno scoglio con piante marine, crostacei, molluschi e piovre; il basamento, in marmo cipollino, imita l'incresparsi dell'acqua marina. Le due acquasantiere furono risparmiate dalle devastazioni rivoluzionarie in quanto vennero rimosse dalla chiesa nel 1793 e ricollocate nel 1802.
Sotto la quarta arcata di destra, l'unica insieme a quella opposta a presentare l'intradosso dei pilastri in marmi policromi, trova luogo il monumentale pulpito, donato dal duca di Aiguillon Armand Emmanuel de Vignerot du Plessis e realizzato da Charles de Wailly in legno dipinto e dorato, e rivestito sul lato anteriore in marmo. Definito da Félix Lazare «una meraviglia di arditezza ed eleganza», è costituito da una piattaforma circolare dal parapetto pieno bombato, ornato con due filari di motivi vegetali; il baldacchino, anch'esso circolare, reca sulla faccia inferiore un bassorilievo con la Colomba dello Spirito Santo e motivi ornamentali con spirali e intrecci di circonferenze; esso è sormontato da un gruppo scultoreo raffigurante la Carità, opera di Jacques-Edme Dumont. La tribuna, notevolmente sollevata rispetto al pavimento della chiesa, è sostenuta unicamente dalle due scale a due rampe perpendicolari, poste ai suoi lati, adornate con quattro bassorilievi con i Simboli degli Evangelisti (anch'essi di Dumont) e con le statue a tutto tondo della Fede (a sinistra) e della Speranza (a destra, entrambe di Louis-François Guesdon). Dirimpetto al pulpito, si trova il banco dell'opera, restaurato nel 1862, alle spalle del quale vi è una struttura lignea riccamente intagliata e costituita da due archi ribassati sorretti da un pilastro centrale e sormontati da un Crocifisso bronzeo di Hippolyte Maindron.
Le navate laterali sono coperte con volta a crociera; nelle pareti esterne, intervallate da lesene corinzie scanalate, si aprono arcate a sesto ribassato che danno accesso ciascuna ad una cappella, al di sopra di ognuna delle quali vi è un rosone. Tutte le cappelle, ad eccezione delle due più prossime al transetto che sono absidate, presentano il medesimo schema: pianta quadrangolare, volta a vela e grande finestrone ad arco.

##### Cappelle laterali
Cappelle di destra

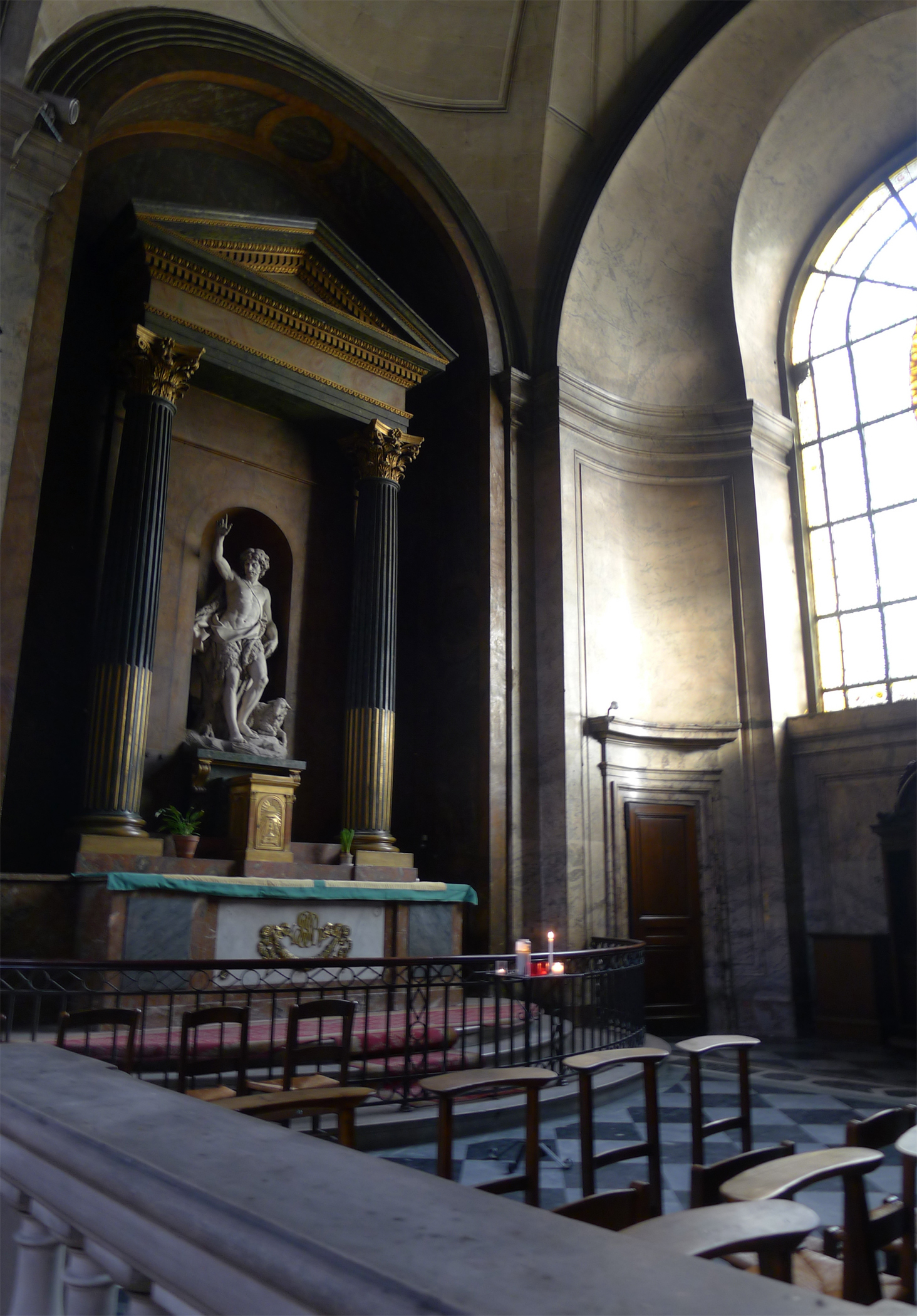
Cappella di San Giovanni Battista

La prima cappella di destra è dedicata ai santi Angeli ed accoglie tre brani di pittura murale di vaste dimensioni opera di Eugène Delacroix, cui vennero commissionate nel 1849 e che realizzò tra il 1855 e il 1861: sulla parete di destra vi è Giacobbe che lotta con l'angelo, su quella di sinistra l'Espulsione di Eliodoro dal Tempio e sulla volta l'Arcangelo Michele che sconfigge il demonio; le prime due scene sono dipinte ad olio e cera direttamente sulla parete, mentre la terza è su tela applicata con la tecnica del marouflage. Nella realizzazione di questi dipinti, che segnarono per il pittore il «ritorno ad una complessità narrativa», Delacroix si rifece ad illustri modelli precedenti attingendo anche alla vasta mostra retrospettiva di belle arti dell'Esposizione universale di Parigi del 1855; egli inoltre non volle raffigurare gli angeli come «ministri della speranza e della carità, guardiani e consolatori della miseria umana, creature gentili e belle, esempi di bellezza celeste» bensì, «fedele al proprio temperamento», come «strumenti soprannaturali di forza e rabbia, di lotta e punizione».
Segue la cappella delle Anime del Purgatorio: sopra l'altare in marmo rosso (sul cui paliotto vi è un Agnus Dei entro raggiera, in bronzo dorato), le tre sculture di Jean-Baptiste Clésinger del 1868 con la Pietà con la Maddalena (al centro) e due Angeli con i simboli della Passione (ai lati), e la vetrata a grisaille di Henri Chabin con al centro un medaglione policromo raffigurante Cristo in croce (1873). Le pitture murali furono eseguite da François-Joseph Heim nel 1845 e raffigurano rispettivamente La Religione che esorta i cristiani a soffrire in questa vita per evitare le pene del Purgatorio (parete sinistra), La preghiera di suffragio ottiene la liberazione delle anime purganti (parete destra) e Gesù e la Madonna intercedono presso il Padre in favore dei peccatori (sulla volta).
La terza cappella è quella dei Santi Rocco e Giovanni Battista della Salle (fino al 1900 era intitolata ai santi Giuliana, Rocco e Sebastiano), che venne affrescata nel 1822 da Alexandre-Denis Abel de Pujol con San Rocco prega per gli appestati di Roma (parete sinistra), San Rocco muore in prigione (parete destra), San Rocco in gloria (volta), e le allegorie delle città italiane visitate dal santo durante la peste, rispettivamente Piacenza, Cesena, Acquapendente e Roma (pennacchi); dello stesso autore era anche il bassorilievo a trompe-l'œil posto sull'altare con le Esequie di san Rocco, sostituito con una copia della statua di San Giovanni Battista della Salle di Alexandre Falguière.
Contemporaneamente ad Abel de Pujol, Auguste Vinchon si occupò della realizzazione della decorazione pittorica a fresco della quarta cappella, dedicata originariamente al solo san Maurizio e poi anche a santa Giovanna d'Arco, costituita da San Maurizio, sant'Eusperio e san Candido rifiutano di sacrificare agli dei (parete destra), San Maurizio e compagni martiri dell'armata romana (parete sinistra), Tre angeli con gli attributi del martirio (volta) e Religione, Speranza, Carità e Fortezza (pennacchi). L'altare, rifatto nel 1898, è sormontato da una statua policroma di Santa Giovanna d'Arco, che sostituisce quella opera di Pierre-Sébastien Guersant raffigurante San Maurizio, (1822).
L'ultima cappella di destra è quella di San Giovanni Battista (già intitolata anche ai santi Eustachio e Teresa d'Avila), priva di dipinti. L'altare è posto non al di sotto della finestra (chiusa da una vetrata del XVII secolo con medaglione policromo raffigurante San Giovanni Battista), ma sulla parete di sinistra: è in marmi policromi ed è sormontato da un'ancona lignea dipinta a finto marmo, costituita da due colonne corinzie che sorreggono un timpano triangolare; al centro, entro una nicchia, è la statua marmorea raffigurante il santo titolare, realizzata nel 1785 da Louis-Simon Boizot. Sulla parete opposta si trova il monumento funebre di Jean-Baptiste Joseph Languet de Gergy, parroco di Saint-Sulpice dal 1714 al 1748, opera di Michel-Ange Slodtz (1753), il quale si ispirò alla tomba di papa Alessandro VII di Gian Lorenzo Bernini (1672-1678): al centro, al di sopra del sarcofago, vi è l'effige marmorea del defunto in preghiera; alla sua destra, l'allegoria dell'immortalità, anch'essa in marmo bianco, solleva un drappo e mostra l'allegoria della morte, avente le forme di uno scheletro bronzeo. Alle spalle del gruppo, una piramide in breccia d'aleppo, mentre il sarcofago è in marmo verde. Originariamente, l'immortalità teneva in mano la pianta della chiesa ed era affiancata dai geni della religione e della carità. La tomba è monumento storico di Francia dal 1905.
Cappelle di sinistra
La prima cappella di sinistra è dedicata a san Francesco Saverio e venne dipinta nel 1859 da Jacques-Émile Lafon con San Francesco Saverio risuscita un morto a Kollam (parete sinistra), Traslazione del corpo del santo a Goa Velha (parete destra), San Francesco Saverio in gloria (volta) e le allegorie delle nazioni evangelizzate dal santo (pennacchi); l'opera di Lafon ricevette un così ampio apprezzamento che valse al suo autore la nomina a cavaliere della Legion d'onore. Al centro della vetrata, medaglione policromo restaurato nel 1899 con San Francesco Saverio converte un indiano.
La seconda cappella è quella di San Francesco di Sales; le pitture parietali, realizzate nel 1860 da Alexandre Hesse, raffigurano rispettivamente la Predicazione di san Francesco di Sales (parete sinistra), San Francesco di Sales e santa Giovanna Francesca de Chantal fondano l'ordine della Visitazione (parete destra) e San Francesco di Sales in gloria (volta). L'altare, in marmi policromi, è posto sotto la finestra, mentre a ridosso della parete destra vi è una statua di San Giovanni Maria Vianney.
Segue la cappella di San Paolo che ospita, sull'altare, un bassorilievo del XVII secolo di Cristo in croce, ed una statua marmorea del titolare scolpita da Jean-Baptiste Révillon, il cui bozzetto era stato esposto al Salon del 1850-1851. I dipinti furono invece eseguiti da Martin Drolling nel 1850: sulla parete sinistra vi è la Vocazione di san Paolo, su quella dirimpetto San Paolo annuncia la resurrezione all'Areopago, sulla volta San Paolo in gloria e nei pennacchi le allegorie delle città nelle quali l'apostolo portò l'annuncio evangelico. L'ambiente ospita dall'aprile 2021 un memoriale per le vittime francesi della pandemia di COVID-19.
La quarta cappella è intitolata a san Vincenzo de' Paoli; venne dipinta nel 1824 da Alexandre Charles Guillemot con San Vincenzo arringa le dame della carità (parete sinistra), San Vincenzo assiste Luigi XIII in punto di morte (parete destra), San Vincenzo in gloria (volta) e, nei quattro pennacchi, San Vincenzo, schiavo a Tunisi, converte il suo padrone, San Vincenzo sfama e converte i carcerati di Parigi, San Vincenzo libera un galeotto, San Vincenzo rifiuta di essere corrotto da un amico. Su un alto piedistallo a pavimento, sulla destra, è la statua in marmo bianco di Émilien Cabuchet raffigurante San Vincenzo de' Paoli tiene in braccio due bambini, copia di quella in bronzo realizzata dallo stesso artista nel 1856 per la piazza principale di Châtillon-sur-Chalaronne.
La cappella successiva, fino al 1748 dedicata ai santi Eustachio e Lorenzo e a tutti i Martiri, e da allora al Sacro Cuore di Gesù, è chiusa da una balaustra marmorea ed è ornata con una boiserie rococò settecentesca in legno di rovere intagliato e dorato, che comprende due confessionali angolari e, sulla parete di destra, l'altare; l'ancona è costituita da due colonne corinzie scanalate e rudentate che sorreggono un coronamento ad arco al centro del quale vi è la raffigurazione dell'Agnus Dei; al di sopra del tabernacolo, sul cui sportello è rappresentato la scena Gesù mostra le sue piaghe a Tommaso, vi sono un bassorilievo con Quattro angeli adorano il Sacro Cuore coronato di spine e un grande Crocifisso; sul paliotto, Pellicano fra spighe e tralci. Dirimpetto all'altare vi è il dipinto Il mondo intero adora il Sacro Cuore di Gesù di Jean-Simon Berthélemy (1784).

#### Capocroce

##### Transetto

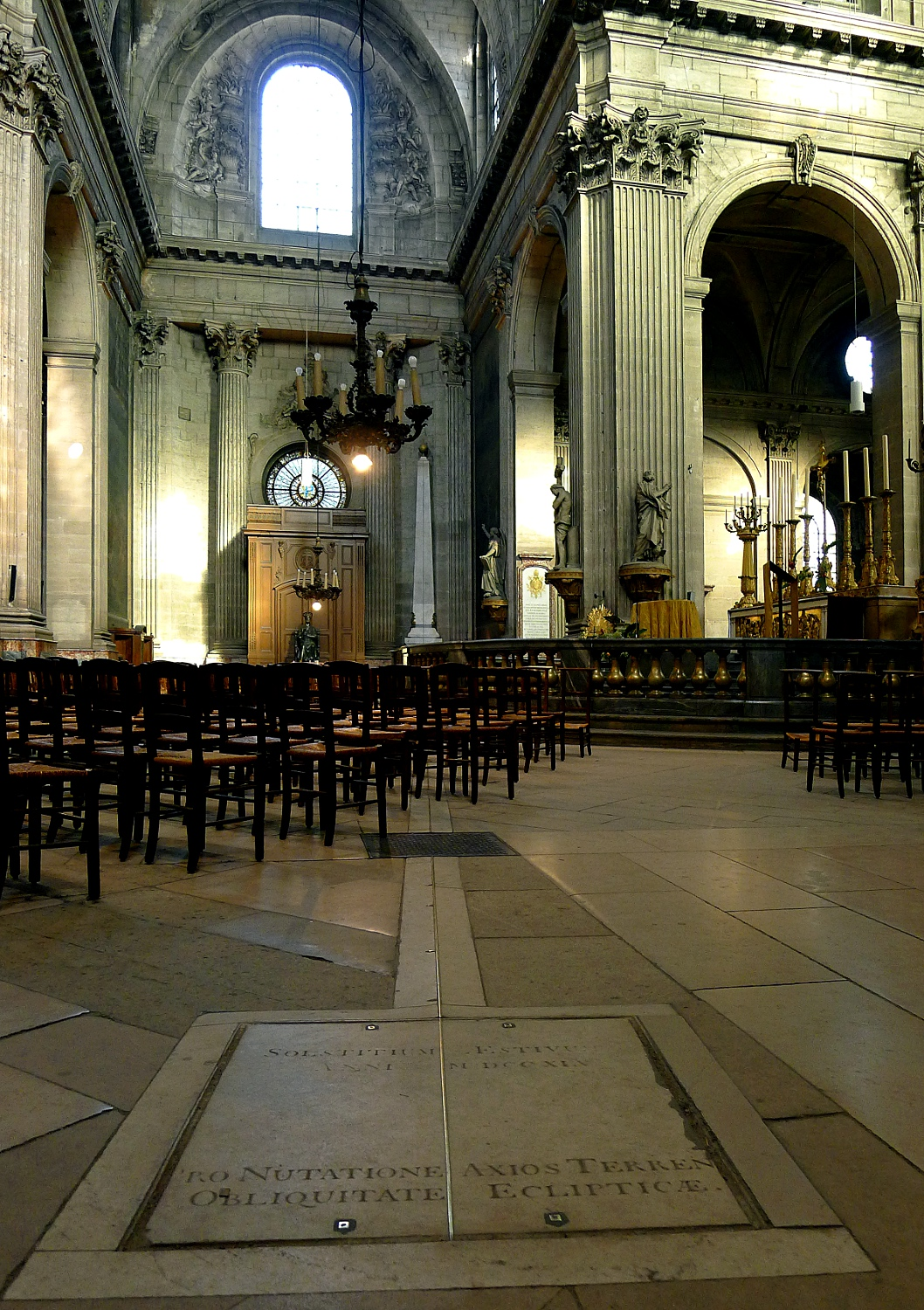
Transetto e orologio solare

Il transetto venne edificato in due fasi distinte: il braccio di sinistra tra il 1660 e il 1678 da Louis Le Vau e Pierre Gittard, quello di destra tra il 1719 e il 1745 da Gilles Marie Oppenordt. La volta a botte lunettata dei due bracci e quella a vela della crociera furono decorate con bassorilievi di Sébastien-Antoine e Paul-Ambroise Slodtz; in particolare, il soffitto della crociera presenta al centro di una grande raggiera la Colomba dello Spirito Santo, nei pennacchi Vasi floreali e, entro quattro tondi, dei dipinti eseguiti da François Lemoyne e Noël Hallé raffiguranti rispettivamente (in senso orario a partire dal coro) i busti di Gesù Cristo, San Giovanni Battista, Melchisedec e San Pietro. Sulle pareti laterali delle campate esterne vi sono quattro grandi pitture murali di Émile Signol: Tradimento di Giuda (1873, parete sinistra del braccio di sinistra), Morte di Cristo (1873, parete destra del braccio di sinistra), Resurrezione di Cristo con in alto i Profeti Ezechiele, Daniele e Aggeo (1876, parete sinistra del braccio di destra) e Ascensione (1876, parete destra del braccio destro). Risalgono al 1851 le statue marmoree dell'Angelo della predicazione di Antoine Desboeufs (braccio sinistro) e l'Angelo del martirio di Jules-Antoine Droz (braccio destro); nel transetto di sinistra si trova anche una riproduzione della statua bronzea di san Pietro di Arnolfo di Cambio, realizzata dall'atelier Poussielgue-Rusand nel 1901. Le pareti di fondo sono simmetriche: sono percorse orizzontalmente dalla prosecuzione del cornicione posto alla base della volta, sorretta da una coppia di colonne corinzie scanalate (come lo sono le lesene angolari); il rosone che si apre al di sopra del portale, così come la grande finestra ad arco nella lunetta, è ornato con bassorilievi in pietra dei fratelli Slodtz.
La navata traversa è percorsa trasversalmente dall'orologio solare, voluto dal parroco Jean-Baptiste Joseph Languet de Gergy che lo commissionò nel 1727 all'orologiaio inglese Henry Sully, il quale morì l'anno successivo e venne sostituito nel 1742 dall'astronomo Pierre Charles Le Monnier, appartenente all'Accademia francese delle scienze, che coadiuvato dall'ingegnere Charles Langlois portò a termine l'opera nel 1744. Lo scopo di Languet de Gergy era quello rilevare con precisione il mezzogiorno (e, in una seconda fase, l'equinozio di marzo per il calcolo della Pasqua), al quale Le Monnier aggiunse quello scientifico per lo studio dell'eclittica e dell'inclinazione dell'asse terrestre. L'orologio, orientato lungo l'asse nord-sud, si compone di una fascia marmorea che corre orizzontalmente lungo il pavimento e che, dovendo necessariamente essere più lunga del transetto, giunta alla parete di fondo del braccio di sinistra prosegue perpendicolarmente in verticale, con un obelisco in marmo; le due estremità della linea corrispondono al solstizio d'estate (meridionale, a pavimento) e a quello d'inverno (settentrionale, sull'obelisco), e nel tratto in cui essa entra nel recinto presbiterale ricade l'ovale che segnala l'equinozio di marzo; la luce entra da un foro situato a 25,98 metri da terra, nella vetrata della finestra superiore della facciata destra del transetto.

##### Presbiterio

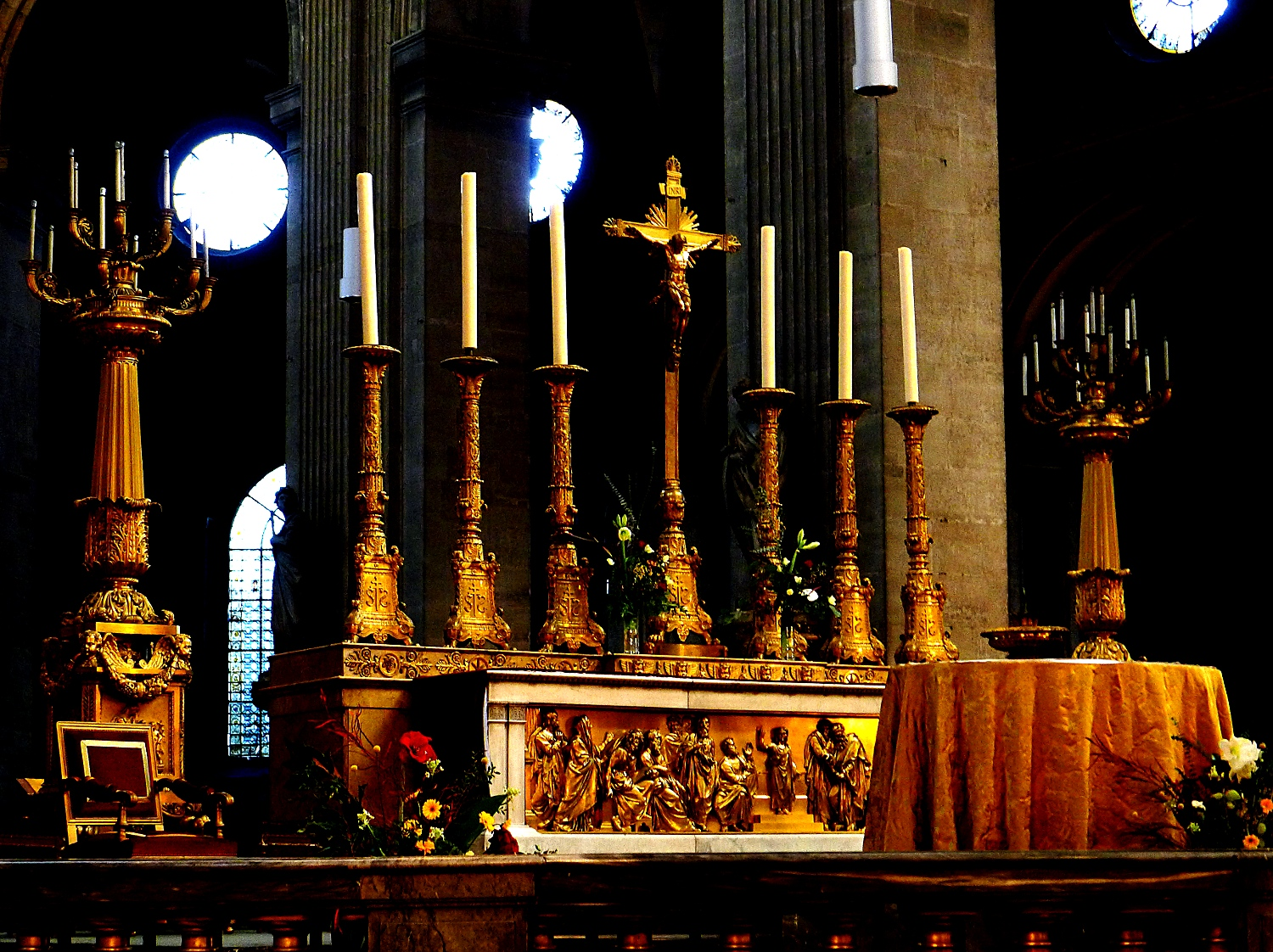
L'altare maggiore

Il presbiterio si colloca a cavallo tra la metà orientale della crociera e quella occidentale della prima campata del coro. L'area è caratterizzata dall'avere forma semicircolare ed è sopraelevata di due gradini, in marmo cipollino, rispetto al pavimento dell'aula. Il fronte anteriore è cinto da una balaustra in bardiglio con colonnine in bronzo dorato, disegnata da Oppenordt.
Al di sotto dell'arco absidale, ulteriormente sopraelevato su piattaforma semicircolare di sei gradini, si trova l'altare maggiore, realizzato tra il 1820 e il 1829 su disegno di Étienne-Hippolyte Godde. La mensa è in marmo bianco e presenta su paliotto, inquadrato fra due coppie di lesene, un bassorilievo in bronzo dorato raffigurante Gesù fanciullo tra i dottori di Jean Baptiste Joseph De Bay sr. e Louise Isidore Choiselat (1828-1829); l'alzata è in marmo giallo antico e reca sul lato anteriore un fregio neoclassico con teste d'angelo (al centro) e motivi ornamentali (ai lati), mentre sul retro una fenestella permette di vedere le reliquie custodite al suo interno. Facevano parte dell'insieme dell'altare anche sei candelieri e crocifisso in bronzo dorato recanti sulla base lo stemma della parrocchia, le due torcere monumentali tuttora ai suoi lati e il tabernacolo, attualmente collocato nella sacrestia dei matrimoni. In seguito al trasferimento delle principali celebrazioni liturgiche dell'arcidiocesi di Parigi in Saint-Sulpice dopo l'incendio della cattedrale di Notre-Dame, è stata allestita alle spalle dell'altare una pedana posticcia che consente a chi presiede la messa di farlo rivolto verso ovest, utilizzando però non la mensa, ma l'alzata.
Accanto all'ambone, il quale è stabilmente costituito da un leggio mobile coperto con drappo in damasco dorato e posto su un'alta pedana alla destra dell'altare maggiore, in pendant con la sede presidenziale posta sull'altro lato, si trova il monumentale candelabro del cero pasquale; esso risale alla seconda metà del XIX secolo ed è opera dell'orafo Placide Poussielgue-Rusand; il fusto, impostato su un'alta base triangolare ornata con i bassorilievi delle Virtù teologali, presenta colonne corinzie alternate a nicchie che ospitano le statuette della Vergine Maria e di San Luigi IX.

##### Coro e abside

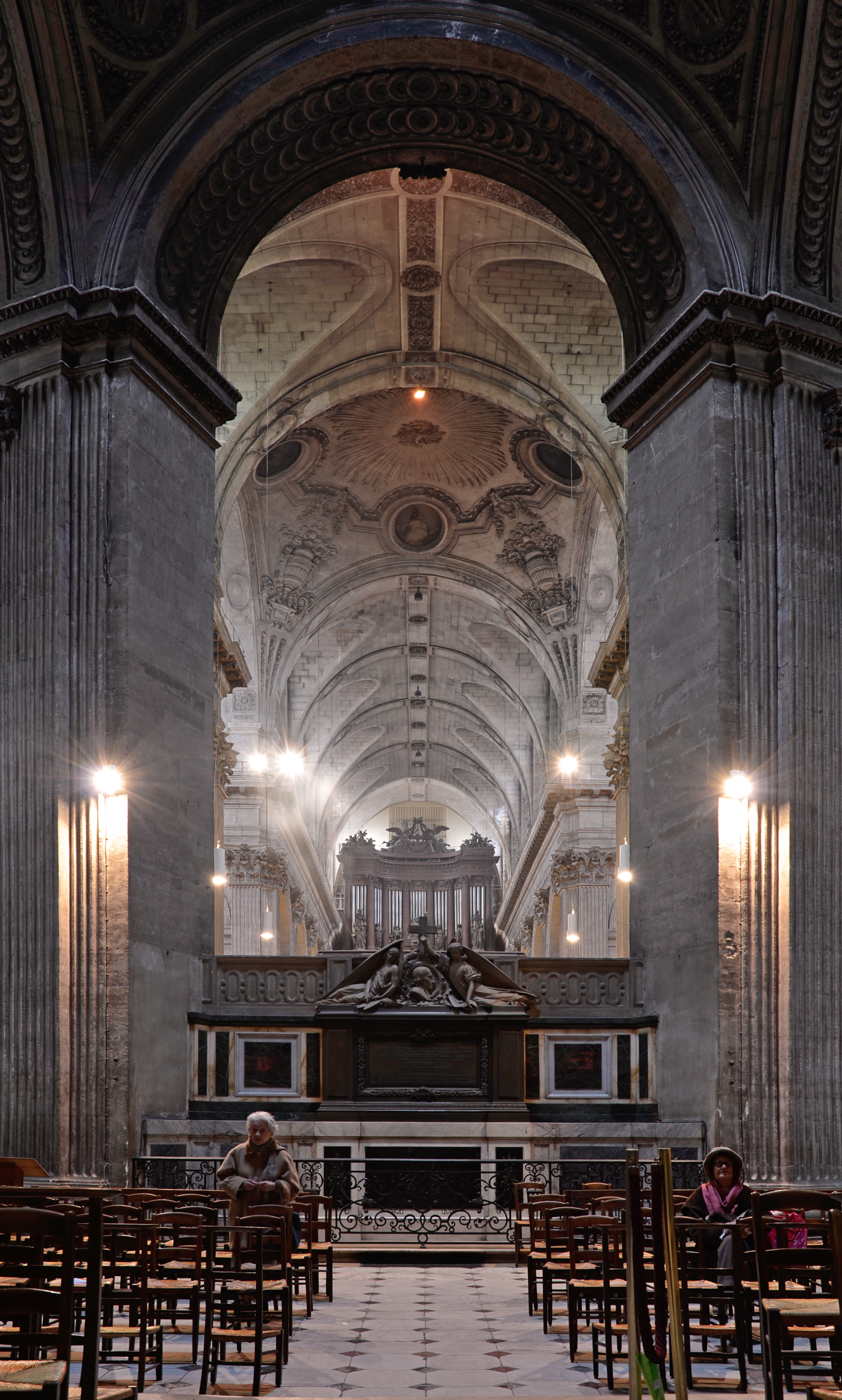
Arcata centrale dell'abside (vista dal deambulatorio) e monumento funebre di Charles-Louis-François-Marie de Pierre

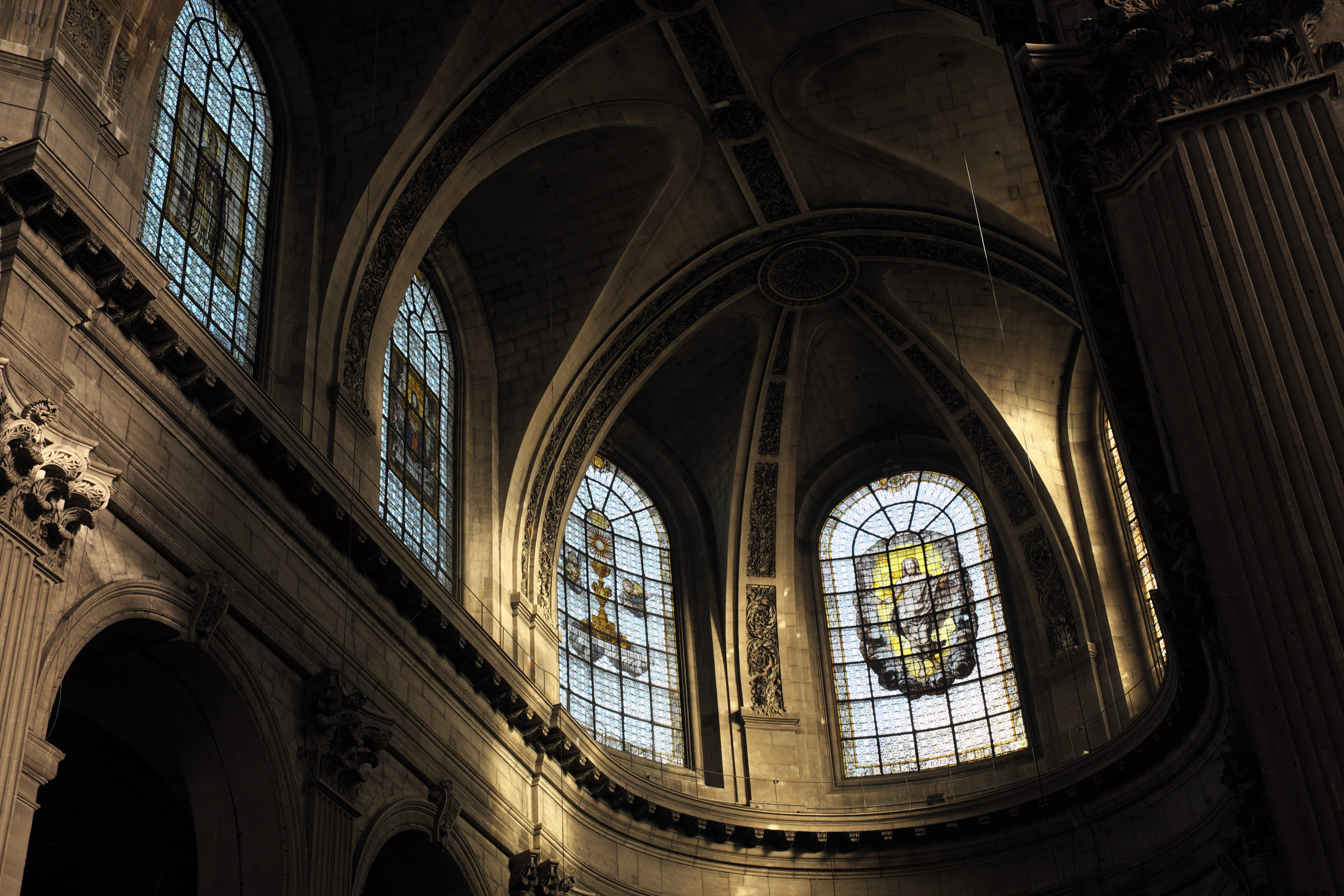
Cleristorio del coro

Il coro e l'abside semicircolare della chiesa, realizzati da Le Vau e Gittard tra il 1655 e il 1673, presentano le medesime caratteristiche riprese da Oppenordt per il piedicroce. Lungo le pareti laterali della navata mediana e dell'esedra terminale trovano luogo gli stalli lignei disposti su due file: quelli dell'ordine inferiore vennero rilevati nel 1800 dell'abbazia agostiniana di Penthemont, mentre quelli dell'ordine superiore provengono dalla cattedrale di Saint-Denis e furono acquistati nel 1805. Alle loro spalle, fra le arcate, vi è una recinzione anch'essa in legno, semplicemente ornata con una serie di specchiature quadrangolari; solo in corrispondenza dell'arco mediano dell'abside essa è in muratura, rivestita in marmi bianco e nero, ed è in essa integrato il monumento funebre bronzeo di Charles-Louis-François-Marie de Pierre, parroco di Saint-Sulpice dal 1802 sino alla sua morte, nel 1836, e vicario generale dell'arcidiocesi di Parigi; il sepolcro venne realizzato nel 1839 da Victor-Edmond Leharivel-Durocher.
A ridosso dei pilastri che sorreggono gli archi laterali, vi sono dieci sculture a tutto tondo eseguite da Edmé Bouchardon e dai suoi allievi tra il 1734 e il 1750. Le statue sono in pietra bianca di Tonnerre e ciascuna di esse è sorretta da una mensola a cul-de-lampe in pietra di Saint-Leu-d'Esserent; esse fanno parte di un progetto più ampio, mai portato a termine dallo scultore, che prevedeva la realizzazione di ventiquattro statue da collocarsi anche lungo la navata maggiore: il ciclo completo, infatti, oltre alle effigi di Gesù Cristo, della Madonna e dei dodici apostoli, includeva quelle degli evangelisti, di san Paolo, san Barnaba, san Sulpizio, san Martino di Tours, san Carlo Borromeo e san Francesco di Sales. Il fatto che delle ventiquattro sculture inizialmente ne venne realizzata solo la metà, è riconducibile alla mole di impegni assunti da parte del loro autore, più che a problemi di natura economica. Le prime due statue sono collocate a ridosso dei pilastri che sorreggono l'arco absidale, nel transetto, e raffigurano rispettivamente Cristo con gli strumenti della Passione (a sinistra, ispirato al Cristo della Minerva di Michelangelo Buonarroti) e la Vergine addolorata (a destra); seguono nel coro, a partire da destra, San Paolo, San Giacomo mimore, San Filippo, Sant'Andrea, San Bartolomeo, San Giacomo Maggiore, San Giovanni evangelista e San Pietro.
Le sette grandi vetrate del cleristorio «sono rari e interessanti esemplari dell'arte del vetro del XVII secolo». Esse sono a grisaille con cornice policroma e raffigurazione centrale anch'essa policroma rispettivamente (a partire da destra) di San Pietro (1673), dell'Annunciazione (1674), del Sacro Cuore di Gesù (rifatta ex novo nel 1885 su cartone di Charles Lameire), dell'Ascensione (1672, restaurata nel 1884 da Théodore Maillot con il rifacimento della testa), del Santissimo Sacramento (1673), di Maria regina del clero (1674) e di San Sulpizio (1673); sono attribuibili a Pierre Le Vieil.

##### Sacrestie e cappelle

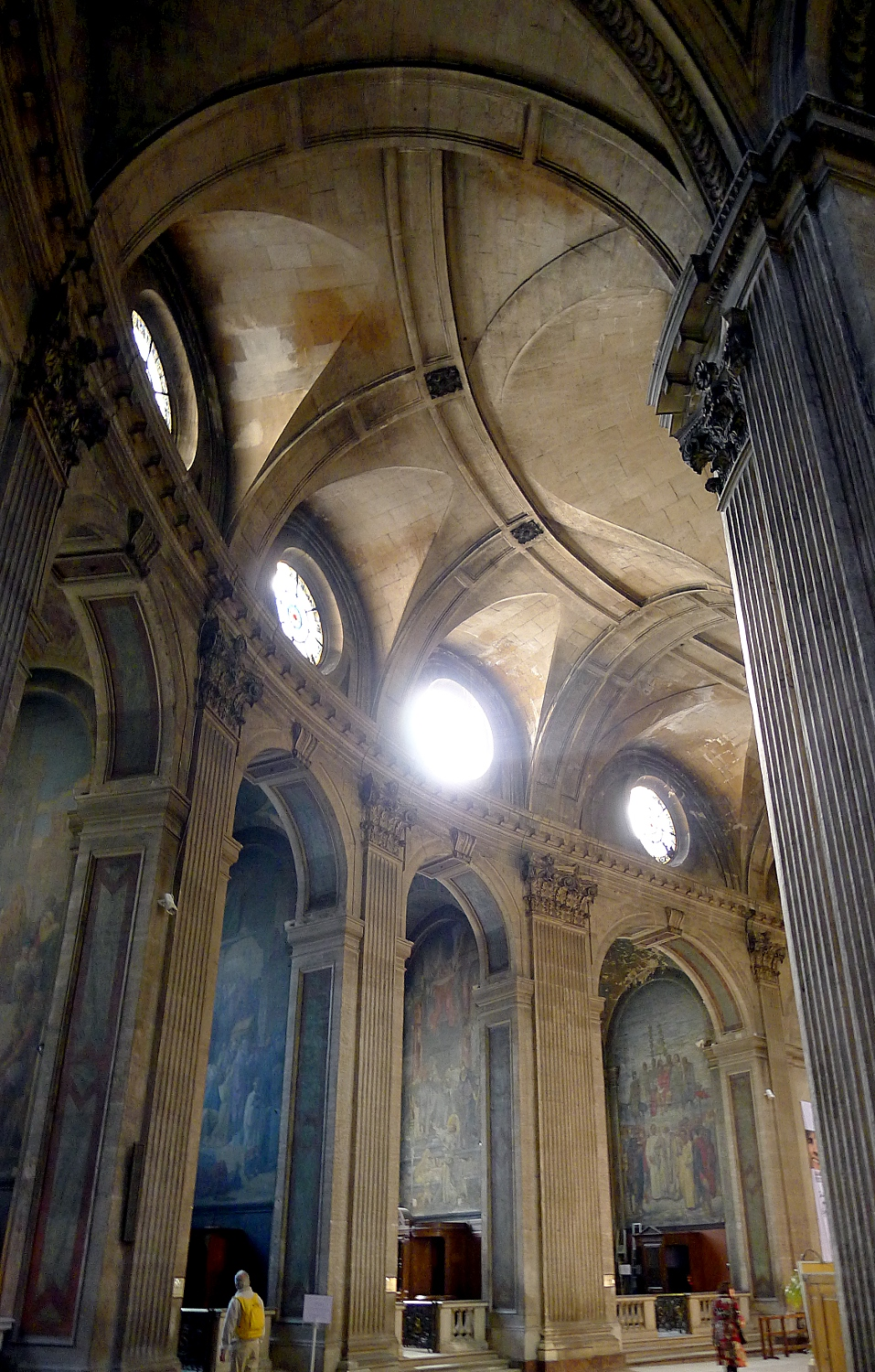
Il deambulatorio

Delle dodici cappelle radiali laterali che si aprono lungo il deambulatorio, sono chiuse verso la chiesa da una parete la prima (adibita a sacrestia) e l'ultima (ambiente di passaggio) di ciascun lato; le cappelle sono tutte coperte con volta a vela, chiuse da una balaustra in marmo bianco, illuminate da una grande finestra ad arco, dotate di un altare in stucco e marmi policromi addossato alla parete rivolta verso la cappella assiale, e presentano l'intradosso dell'arcata d'ingresso rivestito di marmi. Le vetrate degli oculi del deambulatorio, ornate con un bordo floreale policromo, risalgono agli anni 1670.
Sacrestie
La sacrestia di destra, anche detta "delle messe", è quella che viene ordinariamente utilizzata. La sua porta d'ingresso è sormontata da una nicchia contenente la statua di San Sulpizio benedicente, di Jules Franceschi (1864), mentre sul pilastro alla sua destra vi è la lapide commemorativa di Jean-Jacques Olier, parroco dal 1642 al 1652, scolpita da Louis Noël nel 1902. Internamente, le pareti dell'ambiente sono rivestite nella parte inferiore da una boiserie lignea in stile Luigi XV che costituisce «un insieme decorativo tra i più ricchi ed eleganti»; essa comprende gli armadi ed è intagliata con motivi floreali e raffiguranti vasi sacri e attributi sacerdotali; anche la volta a vela in pietra è ornata con rilievi vegetali; è di Sébastien-Antoine e Paul-Ambroise Slodtz il disegno della ringhiera in ferro battuto e dorato del ballatoio che percorre la parete d'ingresso; il lavabo, in bronzo con vasca marmorea la cui base riproduce uno scoglio con crostacei e conchiglie, è opera di Jean-Baptiste Pigalle.
La sacrestia di sinistra, anche detta "dei matrimoni", ha la porta sormontata dalla statua di San Pietro assiso di Gaston Guitton (1864) e affiancata, sulla sinistra, dalla lapide posta nel 1900 in ricordo delle due visite di papa Pio VII a Saint-Sulpice (23 dicembre 1804 e 2 febbraio 1805). All'interno, essa presenta una boiserie lignea in stile Luigi XV di fattura più modesta rispetto a quella della sacrestia delle messe. Sulla credenza al di sotto della finestra, si trovano la riproduzione della perduta statua in argento massiccio di Nostra Signora della Vieille-Vaisselle commissionata per la cappella assiale da Jean-Baptiste Joseph Languet de Gergy a Edmé Bouchardon che la realizzò nel 1733, e il tabernacolo dell'altare maggiore; quest'ultimo è opera di Jean Baptiste Joseph De Bay sr. e Louise Isidore Choiselat (1824) e ha la forma di tempietto corinzio, senza timpano e con due porticati laterali; sullo sportello, Cristo che predica. Nella sacrestia trovano luogo diversi dipinti: sulla parete sinistra, Vergine Maria venerata dagli angeli di Pierre Mosnier (seconda metà del XVII secolo) e San Michele arcangelo sconfigge il demonio di Jean-Charles-Joseph Rémond (1827), su quella di destra Nozze della Vergine di Antonio de Pereda (1640, donato a Saint-Sulpice nel 1843 da Édeline Louise Fréteau de Pény vedova Éblé) e Tobia e l'Angelo di Rémond (1827), al di sopra della porta d'ingresso Cristo che porta la croce di Valère Baldassari, una copia della Santa Cecilia del Domenichino e una tela non firmata con la Visione di san Francesco.
Cappelle radiali di destra

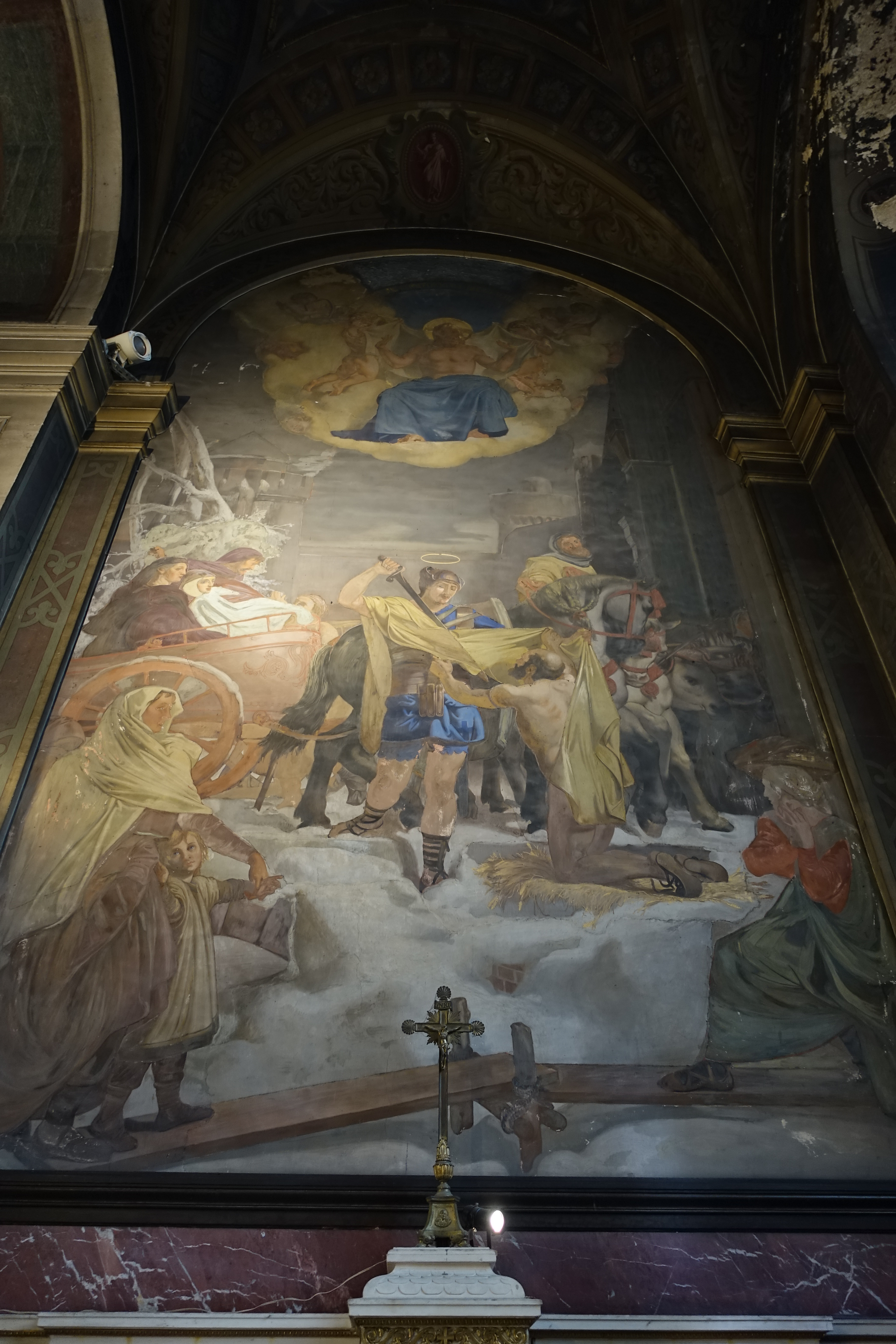
San Martino divide il suo mantello con un povero di Victor Mottez

La prima cappella radiale di destra è attualmente intitolata a san Dionigi, mentre fino alla Rivoluzione francese lo era anche a san Rustico, sant'Eleuterio e a tutti i santi vescovi di Parigi, ed era di patronato della famiglia Guisa prima, dei Condé poi, che ivi avevano le loro sepolture; sull'altare, poi, vi era una pala di Charles de La Fosse con la Natività di Gesù (1716). La cappella venne dipinta a cera tra il 1851 e il 1854 da Armand Félix Marie Jobbé-Duval con San Dionigi rifiuta di sacrificare agli dei (parete sinistra), San Dionigi e i suoi compagni condotti al supplizio (parete destra) e motivi a grisaille (sulla volta) con quattro figure femminili (nei pennacchi). La vetrata risale al 1692 e raffigura, al centro, il busto del santo titolare. Al di sotto della finestra vi è una lapide che commemora i chierici appartenenti alla Compagnia dei sacerdoti di San Sulpizio che furono massacrati il 2 settembre 1792 nel convento dei Carmelitani dell'antica osservanza di Parigi, beatificati da papa Pio XI nel 1926.
La seconda cappella, oggi dedicata a san Martino di Tours, originariamente lo era ai santi Eligio, Fiacrio, Onorato e Veronica, ed era ornato da due tele di Claude Guy Hallé del Noli me tangere e della Storia di san Fiacrio; il santo irlandese è raffigurato anche nella vetrata (1692). Attualmente l'ambiente è adornato da pitture murali realizzate da Victor Mottez nel 1862-1863, che rappresentano rispettivamente San Martino divide il suo mantello con un povero (parete sinistra), San Martino resuscita un catecumeno (parete destra), un medaglione con le iniziali del santo titolare (sulla volta) e quattro medaglioni con le Virtù cardinali (nei pennacchi).
Segue la cappella di Santa Genoveffa (rappresentata nella vetrata, che risale al 1692), già anche dei Santi Barbara, Caterina, Chiara e Cristoforo e di tutte le sante vergini. Sulle pareti, dipinti di Louis Charles Timbal con Sante Genoveffa distribuisce il pane ai poveri di Parigi (a sinistra) e Miracolo durante l'epidemia del 1129 (a destra); nei pennacchi della volta, invece, quattro Angeli, ciascuno dei quali reca un cartiglio scritto indicante una diversa virtù del cristiano. Davanti all'ingresso della cappella, a pavimento nel deambulatorio, si trova il Crocifisso bronzeo di Louis Derbré (1965).
L'ultima cappella di destra è dedicata a sant'Anna (in origine lo era agli Arcangeli e all'Angelo custode); la titolare è raffigurata insieme alla Vergine Maria fanciulla sia nel medaglione policromo (1886) della vetrata (1690), sia nel gruppo marmoreo posto davanti alla finestra, di artista ignoto del XVII secolo. Le pitture parietali sono di Jules-Eugène Lenepveu, il quale nel 1864 rappresentò la Natività di Maria (parete sinistra), la Presentazione di Maria al Tempio (parete destra), lo stemma di Anna d'Austria (sulla volta) e quattro Profeti (nei pennacchi).
Cappelle radiali di sinistra
La prima cappella di sinistra è quella di San Giovanni evangelista (già di San Martino e dei Santi Evangelisti) la cui effigie è presente al centro della vetrata risalente al 1692. Le pareti vennero dipinte nel 1859 da Auguste-Barthélemy Glaize con il Martirio di san Giovanni (parete sinistra), «Amatevi gli uni gli altri» (parete destra) e quattro angeli (pennacchi).
Segue la cappella di San Carlo Borromeo (originariamente intitolata anche a San Vincenzo de' Paoli e a tutti i santi presbiteri), con vetrata recante l'immagine del titolare realizzata nel 1686. I dipinti sono opera di Auguste Pichon e raffigurano rispettivamente sulla parete di sinistra San Carlo assiste Pio IV in punto di morte, su quella dirimpetto San Carlo durante la peste del 1576-1577 e nei pennacchi della volta quattro Angeli.
La terza cappella era inizialmente dedicata a santa Margherita, mentre attualmente lo è a san Giuseppe, presente sulla vetrata (risalente al 1693 e aggiornata nel 1886 con il nuovo santo); essa accoglie una statua di San Giuseppe col Bambino degli inizi del XVII secolo, opera di Giovanni Marchiori. La parete di destra è ornata con il dipinto Sogno di san Giuseppe di Charles Landelle (1875), il quale contestualmente realizzò anche la Morte di san Giuseppe su quella opposta; la volta reca una decorazione a grisaille.
L'intitolazione della quarta cappella è a san Luigi IX, mentre anticamente era allo Spirito Santo e agli Apostoli. La decorazione pittorica è opera di Louis Matout che la realizzò nel 1870: essa si articola in San Luigi libera un prigioniero (parete sinistra), San Luigi sotterra i morti di peste a Damietta (parete destra) e San Luigi, Margherita di Provenza, un Vescovo e un Monaco nei pennacchi; la chiave di volta è scolpita con lo stemma di Anna d'Austria a rilievo. Al di sotto della finestra (la cui vetrata venne realizzata nel 1691 e ridipinta nel 1885) vi è una statua marmorea di Santa Teresa d'Avila.
Cappella assiale

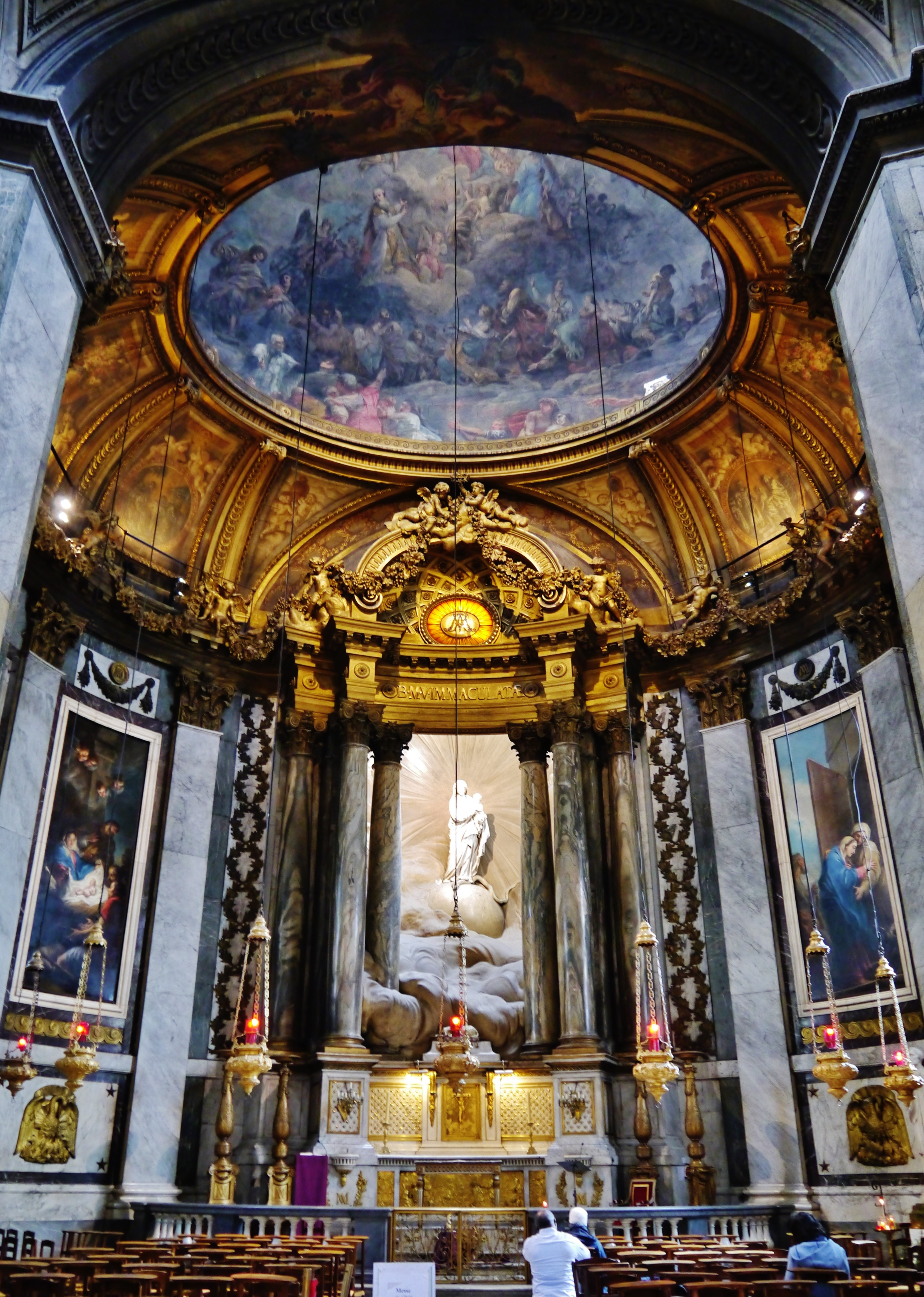
La cappella assiale

La cappella assiale è dedicata alla Vergine Maria; ad essa si accede da un arco che si apre nella parete esterna della campata centrale del deambulatorio; quest'ultima è coperta con una cupola cassettonata priva di tamburo che, in luogo della lanterna, presenta un lucernario circolare. Sulle pareti ai lati dell'ingresso della cappella, vi sono due dipinti su tela applicata con la tecnica del marouflage, realizzati da Émile Bin nel 1874: la Dormizione di Maria (a sinistra) e l'Assunzione al cielo (a destra).

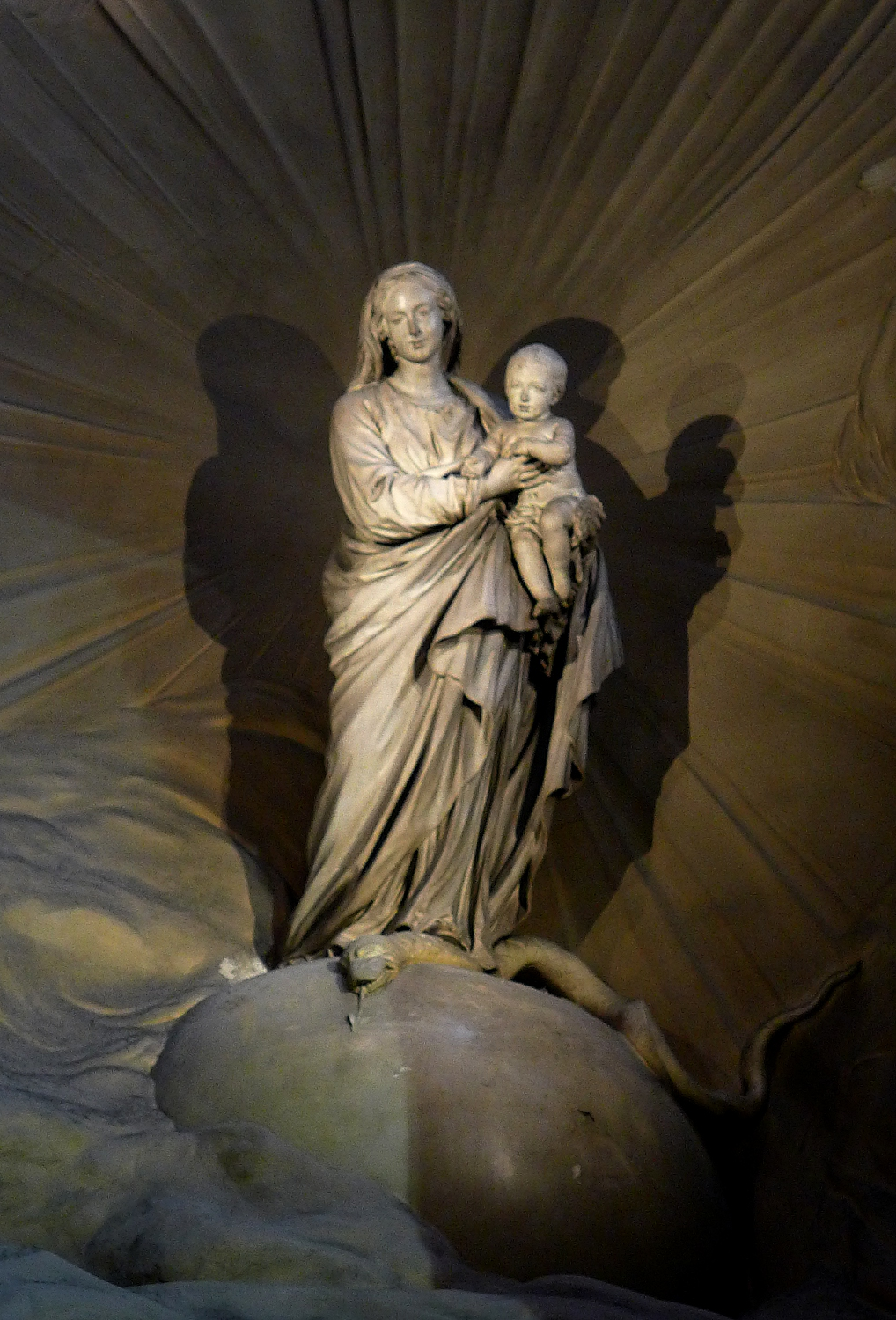
Madonna col Bambino di Jeam-Baptiste Pigalle

La cappella assiale venne iniziata nel 1645 e completata nel 1667 su progetto di Christophe Gamard e Louis Le Vau; venne sopraelevata nel 1727 da Juste-Aurèle Meissonnier e ridecorata una prima volta nel 1729-1731 su progetto di Giovanni Niccolò Servandoni, ed una seconda nel 1774-1784 da Charles de Wailly. L'ambiente è a pianta circolare e le sue pareti, interamente rivestite di marmo, sono scandite da lesene corinzie lisce con i capitelli dorati, che inquadrano quattro tele eseguite da Charles-André van Loo nel 1746 e raffiguranti rispettivamente (da destra a sinistra) l'Annunciazione, la Visitazione, l'Adorazione dei pastori e la Presentazione di Gesù al Tempio (al di sotto di ogni dipinto vi è un bassorilievo dorato con un pellicano), e le due grandi finestre rettangolari, con vetrate policrome di Henri Chabin (1873); Opposto all'ingresso si trova il presbiterio semicircolare, cinto da una balaustra marmorea, che accoglie l'altare, dedicato il 7 dicembre 1778 dal nunzio apostolico in Francia Giuseppe Maria Doria Pamphilj all'Immacolata Concezione: quest'ultimo è costituito da una mensa in marmo bianco con paliotto a bassorilievo in bronzo dorato raffigurante le Nozze di Cana, di Sébastien-Antoine e Paul-Ambroise Slodtz (1745), da un tabernacolo con sportello opera del cesellatore Louis Barthélemy Hervieu raffigurante il Crocifisso e, a coronamento, un Agnus Dei, dall'alzata tempestata di stelle dorate e dall'ancona incorniciata tra due gruppi di tre colonne composite in marmo cipollino (le quattro esterne, provenienti da Leptis Magna) o stucco dipinto a finto marmo (le due interne), con basi e capitelli in bronzo, che sorreggono un catino cassettonato con vetrata policroma ovale raffigurante il monogramma mariano, ornato con statue di putti e ghirlande (analoghe decorazioni corrono per tutto il cornicione interno della cappella); in luogo della pala, si apre una nicchia rivestita con stucchi di Louis-Philippe Mouchy riproducenti delle nubi e una raggiera sulla quale si staglia la statua in marmo bianco della Madonna col Bambino di Jean-Baptiste Pigalle (1780). A pavimento nella cappella, sulla destra, vi è una statua marmorea di San Luigi Maria Grignion de Montfort, di Pierre Resnay (1890).
Il soffitto dell'ambiente è costituito da una doppia cupola, delle quali quella inferiore è ribassata e presenta, al centro, una vasta apertura ellittica; venne realizzata nel 1778 in quanto l'affresco di quella superiore era andato perduto lungo i bordi per un incendio nel 1762; la sua superficie è divisa da costolonature in stucco che inquadrano pitture monocrome di Antoine-François Callet raffiguranti elementi ornamentali ed, entro tondi, Scene dell'infanzia di Maria. Il dipinto soprastante fu eseguito nel 1731-1732 da François Lemoyne, integrato da Callet nel 1763, restaurato una prima volta da Nicolas Sébastien Maillot nel 1830, ed una seconda nel 1849 da Philippe-Auguste Jeanron, il quale eseguì pesanti ridipinture; esso raffigura l'Assunzione di Maria: al centro, fra nubi e angeli vi è la Vergine, la quale intercede per i parrocchiani che vengono presentati dai santi Pietro apostolo e Sulpizio il Pio; tra la folla, vi sono anche i parroci Jean-Jacques Olier e Jean-Baptiste Joseph Languet de Gergy. L'affresco è illuminato da quattro finestre non visibili dall'interno della cappella.
Cappella dell'Assunzione
All'angolo sud-est dell'isolato interamente occupato dalla chiesa di Saint-Sulpice, all'incrocio tra rue Palatine e rue Garancière, è situata la cappella dell'Assunzione di Maria, anche detta "dei Tedeschi" (in francese: "des Allemands") in quanto in origine era sede di una comunità cattolica di lingua tedesca; successivamente venne impiegata per il catechismo dei fanciulli, e per questo detta anche "della Comunione" (in francese: "de la Communion"). Venne realizzata nel 1750 su disegno di Jean-François Louis Laurent ed era originariamente dedicata alla Natività di Gesù; per sfruttare al meglio il poco spazio a disposizione, fu concepita con una pianta a forma di esagono irregolare. Vi si accede, dall'interno della chiesa, dalla porta alla destra della cappella assiale. Attualmente la cappella è utilizzata per celebrazioni minori e per la messa dei parlamentari, il mercoledì.
L'ambiente è coperto con volta a padiglione al centro della quale Noël Hallé dipinse nel 1750-1751 la Stella del mattino. Le pareti sono integralmente rivestite con una boiserie settecentesca in legno, costituita da specchiature rettangolari intervallate a lesene composite lisce. A ridosso della parete nord-occidentale vi è il pulpito, con doppia scala assiale di accesso e piattaforma sovrastata da un baldacchino. Sul lato opposto della cappella trova luogo l'altare, anch'esso in legno intagliato e dorato, affiancato da due statue di Angeli attribuibili a Edmé Bouchardon e sormontato da una statua della Madonna col Bambino in stucco. Lungo le pareti vi sono quattro dipinti: una Annunciazione di Jean-Baptiste Santerre (XVII-XVIII secolo, alla sinistra dell'altare), una Deposizione dalla croce di scuola italiana (alla destra dell'altare), una Adorazione dei pastori di Charles-André van Loo (1734) e un Sinite parvulos di Hallé (1751).

### Organi a canne

#### Organo maggiore

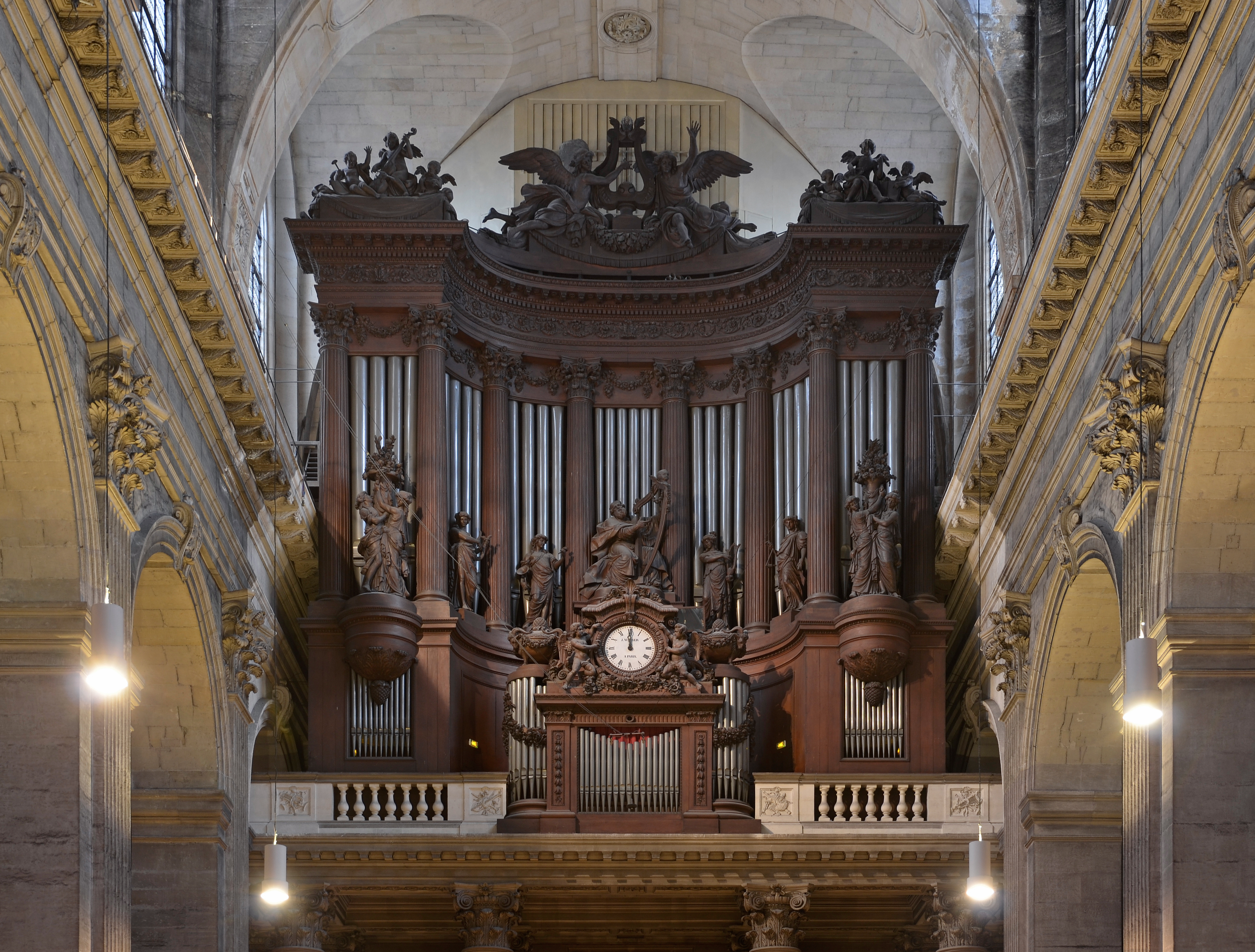
L'organo maggiore

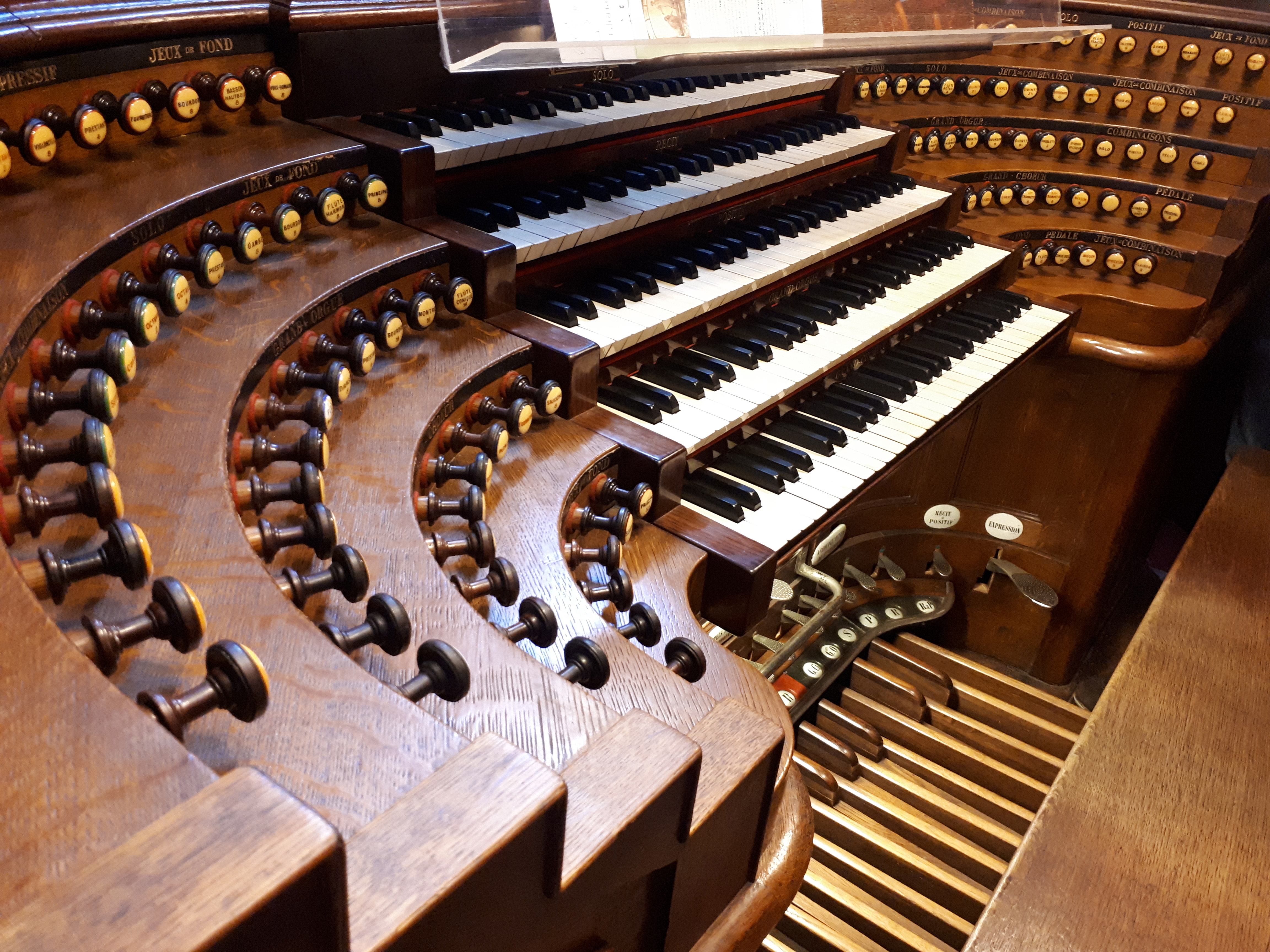
La consolle dell'organo maggiore

Sulla cantoria in controfacciata si trova l'organo a canne principale della chiesa, considerato uno dei più prestigiosi in assoluto. Venne costruito da François-Henri Clicquot tra il 1776 e il 1781 all'interno di una cassa lignea disegnata da Jean Chalgrin ed eseguita nel 1788 dal mastro falegname Jean-François Duret e dallo scultore François-Joseph Duret; modificato nella prima metà del XIX secolo da Louis Callinet e Pierre-Alexandre Ducroquet, venne ricostruito da Aristide Cavaillé-Coll tra il 1857 e il 1862 (opus 118/63), il quale mantenne circa il 40% del materiale fonico originario, nonché la cassa nella sua interezza; fu modificato dai suoi successori nel 1903 e nel 1933, su richiesta dell'organista titolare Charles-Marie Widor. È classificato come monumento storico di Francia.
Al momento della sua costruzione, lo strumento era insieme a quelli della cattedrale di Liverpool e del duomo di Ulma il solo ad avere 100 o più registri. Attualmente ne possiede 102, per un totale di circa 7000 canne, che ne fanno uno degli organi più grandi della città di Parigi. Il sistema di trasmissione è integralmente meccanico con leva Barker, ad eccezione dei due registri aggiunti nel 1933 che sono a trasmissione pneumatica. La consolle è anch'essa situata in cantoria, e dispone di cinque tastiere e pedaliera dritta; i registri sono azionati da pomelli disposti su più gradoni a semicerchio ai lati dei manuali.
La cassa lignea che racchiude il materiale fonico è in stile neoclassico e fu per l'epoca totalmente innovativa: essa, infatti, abbandona gli schemi classici francesi a favore di una struttura che richiama un peristilio sorretto da colonne corinzie scanalate e rudentate, il quale si sviluppa intorno ad un'esedra centrale; negli intercolumni, sculture di Re David citaredo (al centro), di quattro Angeli musicanti e delle Allegorie dell'abbondanza (alle estremità); il coronamento della cassa è costituito da angeli che sorreggono strumenti musicali. Al centro della balaustra, davanti al corpo d'organo, vi è il finto positivo tergale che occulta la consolle ed è sormontato dal quadrante di un orologio sorretto da putti.
L'organo fu inaugurato il 29 aprile 1862 con un concerto collettivo di César Franck, Camille Saint-Saëns, Alexandre Guilmant, Auguste Bazille e l'organista titolare, Georges Schmitt, al quale succedette poi Louis James Alfred Lefébure-Wely l'anno successivo. Alla morte di quest'ultimo, Charles-Marie Widor ottenne il suo posto in prova, senza però venire mai nominato ufficialmente, e vi rimase fino al 1933. Al suo posto venne nominato Marcel Dupré (dal 1934 al 1971); dal 2023 sono organisti titolari dell'organo maggiore Sophie-Véronique Cauchefer-Choplin (già titolare aggiunta dal 1985) e Karol Mossakowski; Daniel Roth, che lo è stato dal 1985 al 2023, ha attualmente il titolo di emerito.

#### Organi minori

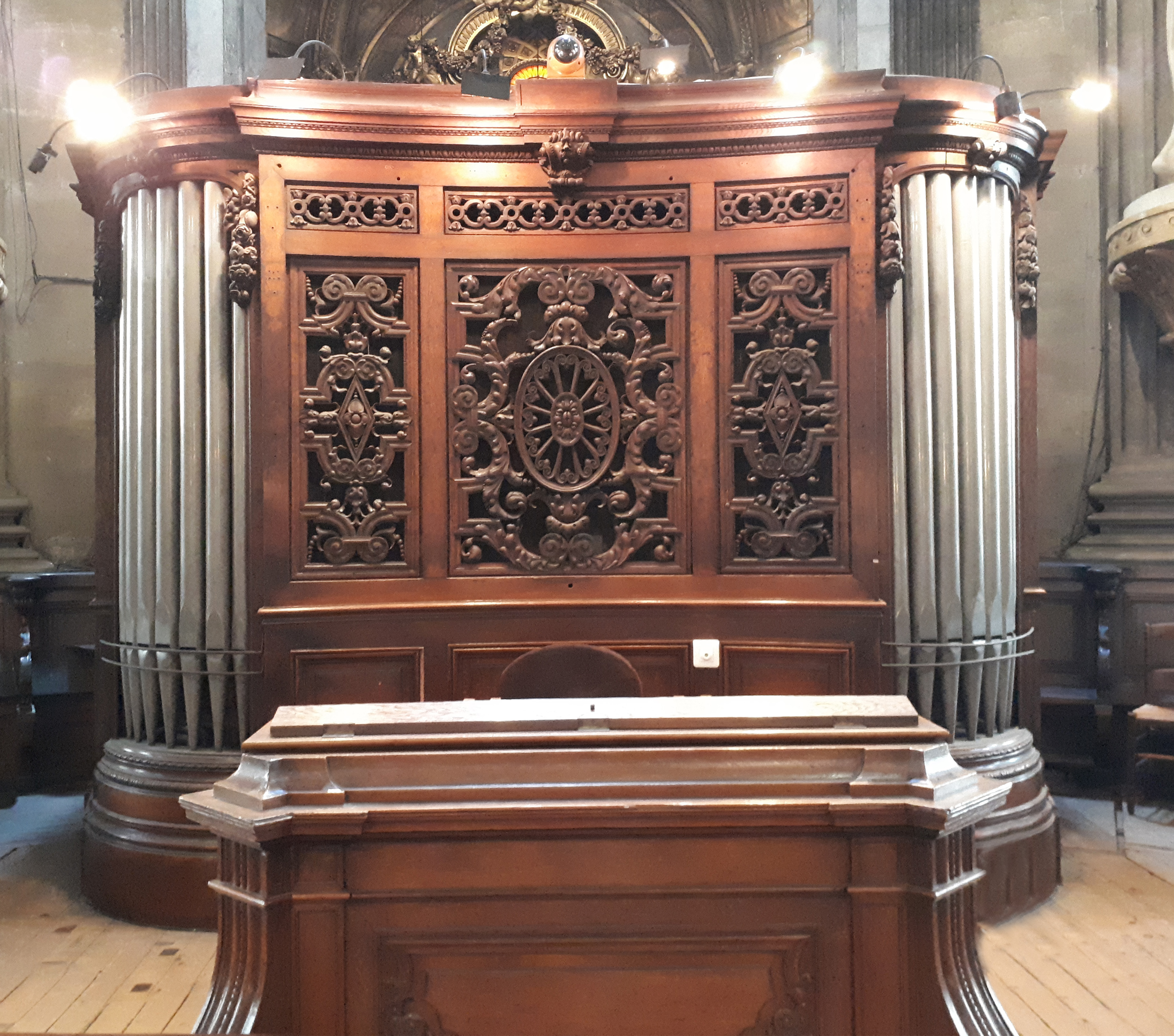
L'organo del coro

Nella chiesa si trovano altri tre strumenti:
- a pavimento nell'abside, in corrispondenza dell'arcata centrale, vi è l'organo del coro, realizzato da Aristide Cavaillé-Coll nel 1858 e modificato nel 1903 da Charles Mutin; a trasmissione meccanica, dispone di 22 registri su due manuali e pedale; la sua cassa è riccamente decorata con intagli;[223]
- nella cappella dell'Assunzione si trova un organo da continuo costruito nel 2019 da Gyula Vági, con 3 registri ed unica tastiera;[224]
- nella cappella ipogea di Gesù Bambino c'è un organo della ditta Gonzalez, della seconda metà del XX secolo, utilizzato come strumento da studio, con 9 registri e due manuali e pedaliera.[225]

### Sotterranei
Al di sotto del pavimento della chiesa si sviluppa un vasto sotterraneo, la cui estensione corrisponde alla superficie dell'edificio soprastante; i due suoi ingressi principali danno su rue Palatine e rue Garancière. Esso si articola in più ambienti che hanno inglobato ai resti delle mura perimetrali e delle colonne della chiesa medievale, nonché il basamento del suo campanile.
Fino alla Rivoluzione francese i sotterranei ospitavano numerose sepolture, fra le quali anche quelle del maresciallo di Francia Jean II d'Estrées († 1707), del pittore Jean Jouvenet († 1717), della regina consorte di Spagna Luisa Elisabetta di Borbone-Orléans († 1742), del filosofo Montesquieu († 1755), del cardinale e arcivescovo di Rouen Nicolas-Charles de Saulx-Tavannes († 1759) e del vescovo di Cahors Bertrand-Jean-Baptiste-René du Guesclin († 1766); è inoltre stimato che fra il 1743 e il 1793 siano stati inumati sotto Saint-Sulpice circa 5000 cadaveri, utilizzando l'ipogeo come vero e proprio cimitero. Fra le poche tombe appartenenti all'epoca pre-rivoluzionaria, vi sono quella di Guillaume de Sève, maître des requêtes al Parlamento di Parigi morto nel 1640 e inumato nella chiesa medievale di Saint-Sulpice, e quelle dei custodi della chiesa, prive di monumentalità e scavate a terra in due locali sopraelevati nell'area settentrionale. Nel 1837 tutte le ossa superstiti furono raccolte in un piccolo ossario, al di sotto dell'abside.
I sotterranei comprendono diverse cappelle:
- in corrispondenza della cappella assiale vi è quella di Gesù Bambino, a pianta circolare e suddivisa in tre navatelle da pilastri romboidali che sorreggono le volte a crociera ribassata; in una nicchia chiusa da una cancellata, vi è il sarcofago marmoreo di Amable Blanche de Bérulle, marchesa di Lévis-Mirepoix († 1815);
- a sostegno dell'altare maggiore vi è la cosiddetta "cripta dei vescovi", dalla presenza in origine di sepolture di prelati;
- la cappella di San Giusto, sotto il deambulatorio di sinistra, che ospita l'ossario del 1873 e viene utilizzata per spettacoli teatrali;
- la cappella del Rosario, sotto la navata laterale di destra, adibita a magazzino;
- la cappella di San Francesco, nell'area della navata laterale e delle prime tre cappelle di sinistra, attualmente sede della parrocchia della Santa Parasceve e di Santa Genoveffa dalla comunità ortodossa rumena;[228]
- la cappella di Sant'Agnese, corrispondente alla navata maggiore, che in un locale annesso ospita un antico pozzo;
- la cappella detta del Concilio Vaticano II, affrescata nel XIX secolo con motivi paleocristiani;
- la cripta dei sacerdoti di Saint-Sulpice, nella quale sono attualmente sepolti il parroco Charles Collin († 1851) e l'organista Charles-Marie Widor († 1937).[229]

Nei sotterranei vi sono anche un fonte battesimale del XVI secolo e quattro grandi statue in stucco degli evangelisti, tra le quali quella di San Giovanni venne realizzata da Louis Petitot nel 1817; vi è anche una statua, opera di James Pradier che la scolpì nel 1822, raffigurante San Pietro.

## Nelle arti

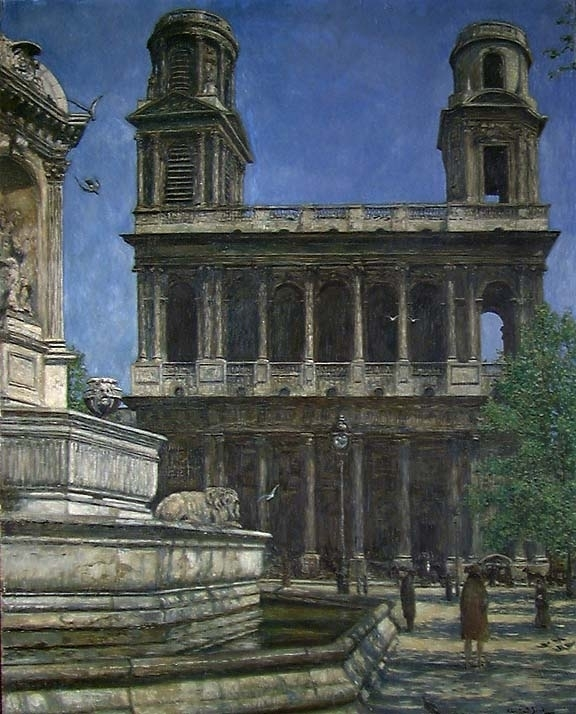
Sigmund Sinding, The Church Saint-Sulpice in Paris (1920)

La chiesa di Saint-Sulpice compare in numerose opere letterarie, nonché in alcuni film:
- Honoré de Balzac ambienta al suo interno il racconto breve La messa dell'ateo (1836);[231]
- il personaggio Vautrin del romanzo Splendori e miserie delle cortigiane dello stesso autore (1838-1847) si finge un sacerdote spagnolo di nome Carlos Herrera e viene assegnato a Saint-Sulpice, dimorando nella non lontana rue Cassette;[232]
- Louis Carhaix, personaggio chiave del romanzo L'abisso di Joris-Karl Huysmans (1891) è il campanaro principale della chiesa, e una scena del libro si svolge nel campanile;[233]
- alla cappella dei Santi Angeli e ai dipinti di Eugène Delacroix è dedicato il quinto capitolo del romanzo La rivolta degli angeli del premio Nobel per la letteratura Anatole France (1914);[234]
- le stesse opere di Delacroix hanno un ruolo importante nel film Lezioni di tango di Sally Potter (1997),[235] e nel libro La lutte avec l'ange di Jean-Paul Kauffmann (2002) sono il punto di partenza per l'esplorazione della chiesa;[236]
- alle torri di Saint-Sulpice è dedicata un'irriverente quartina di Raoul Ponchon e vengono citate nella poesia Les tours de Notre-Dame di Jacques Roubaud (2006);[237]
- diverse scene del romanzo thriller Il codice da Vinci di Dan Brown (2003) sono ambientate nella chiesa di Saint-Sulpice (della quale si dice esser stata edificata su un tempio pagano);[238] in particolare, il ventiduesimo capitolo è incentrato sull'orologio solare, chiamato "Linea della Rosa" e fatto erroneamente coincidere con il meridiano di Parigi (che invece passa dal non lontano osservatorio astronomico), il cui obelisco settecentesco viene presentato come egizio;[239]
- per la trasposizione cinematografica dello stesso (2006), la chiesa è stata parzialmente ricostruita in teatro di posa e integrata graficamente, dal momento che venne negato il permesso di effettuare le riprese al suo interno.[240]

Inoltre, nel 1897 Léon Bloy coniò l'espressione "style sulpicien" nel romanzo La Femme pauvre, per indicare lo stile stereotipato e di dubbio gusto di articoli religiosi quali statuette o dipinti devozionali, nonché vetrate figurative; tale aggettivo deriva dai numerosi negozi di tali oggetti, presenti nei dintorni della chiesa di Saint-Sulpice.
Étienne Bouhot riprodusse l'interno della cappella assiale in un olio su tela del 1821 (esposto ai Salon di Parigi e di Arras dell'anno successivo), John Scarlett Davis la navata centrale nel 1834. La silhouette della chiesa, invece, compare in due dipinti ad acquarello analoghi di Eugène Delacroix (l'uno esposto presso la Kunsthalle di Brema, l'altro battuto all'asta da Sotheby's), realizzati dal pittore probabilmente tra il 1838 e il 1846 dal suo studio all'ultimo piano di un'abitazione situata lungo la scomparsa rue Neuve-Guillemin, a nord-ovest di Saint-Sulpice. Jean-Baptiste Guillaumin rappresentò i campanili visti da sud nel 1900. La facciata e l'antistante fontana sono il soggetto di un olio su tavola del 1920 del pittore norvegese Sigmund Sinding, esposto presso il Museo nazionale d'arte, architettura e disegno di Oslo.

## Galleria d'immagini

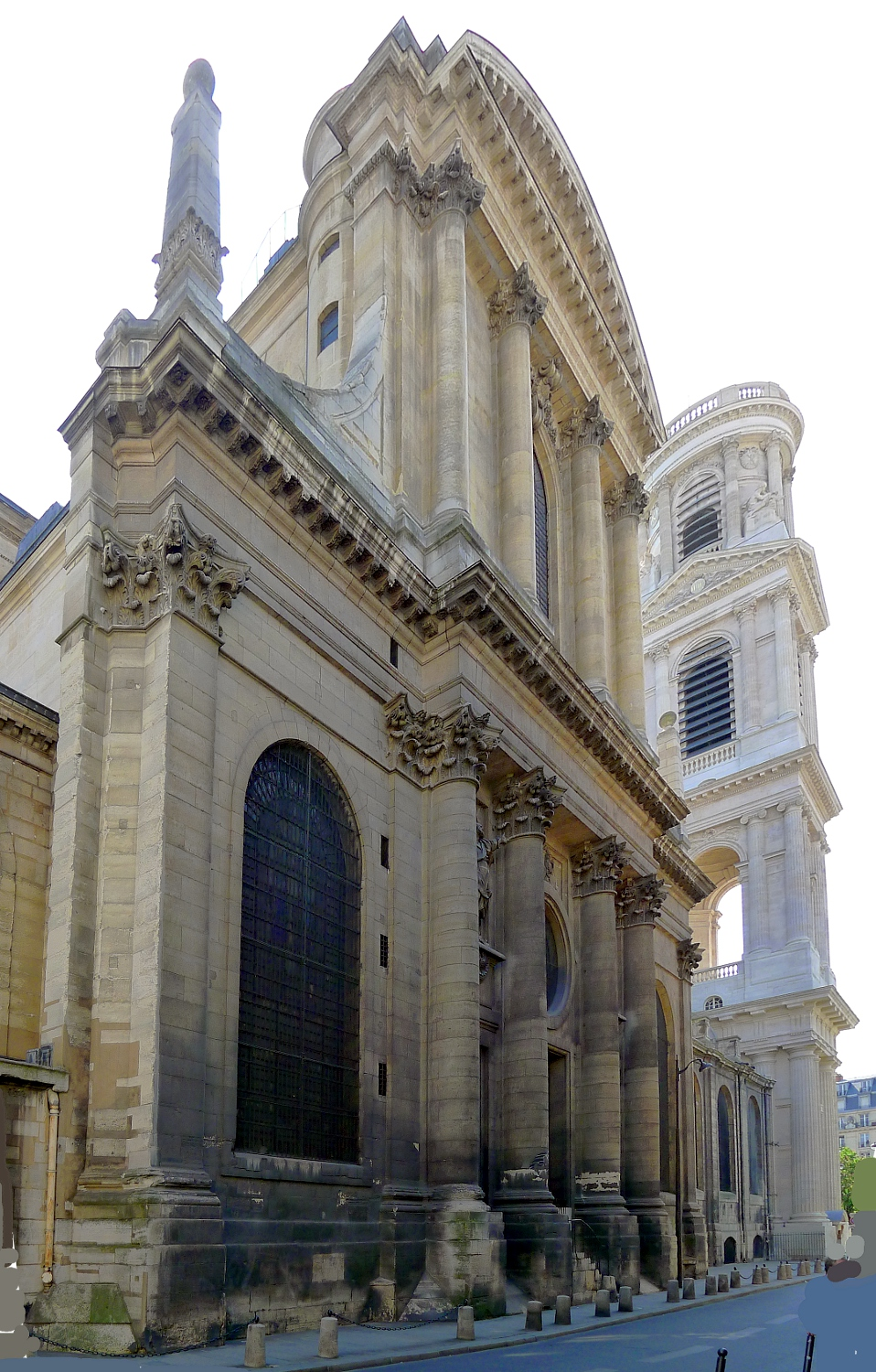
Facciata del transetto settentrionale
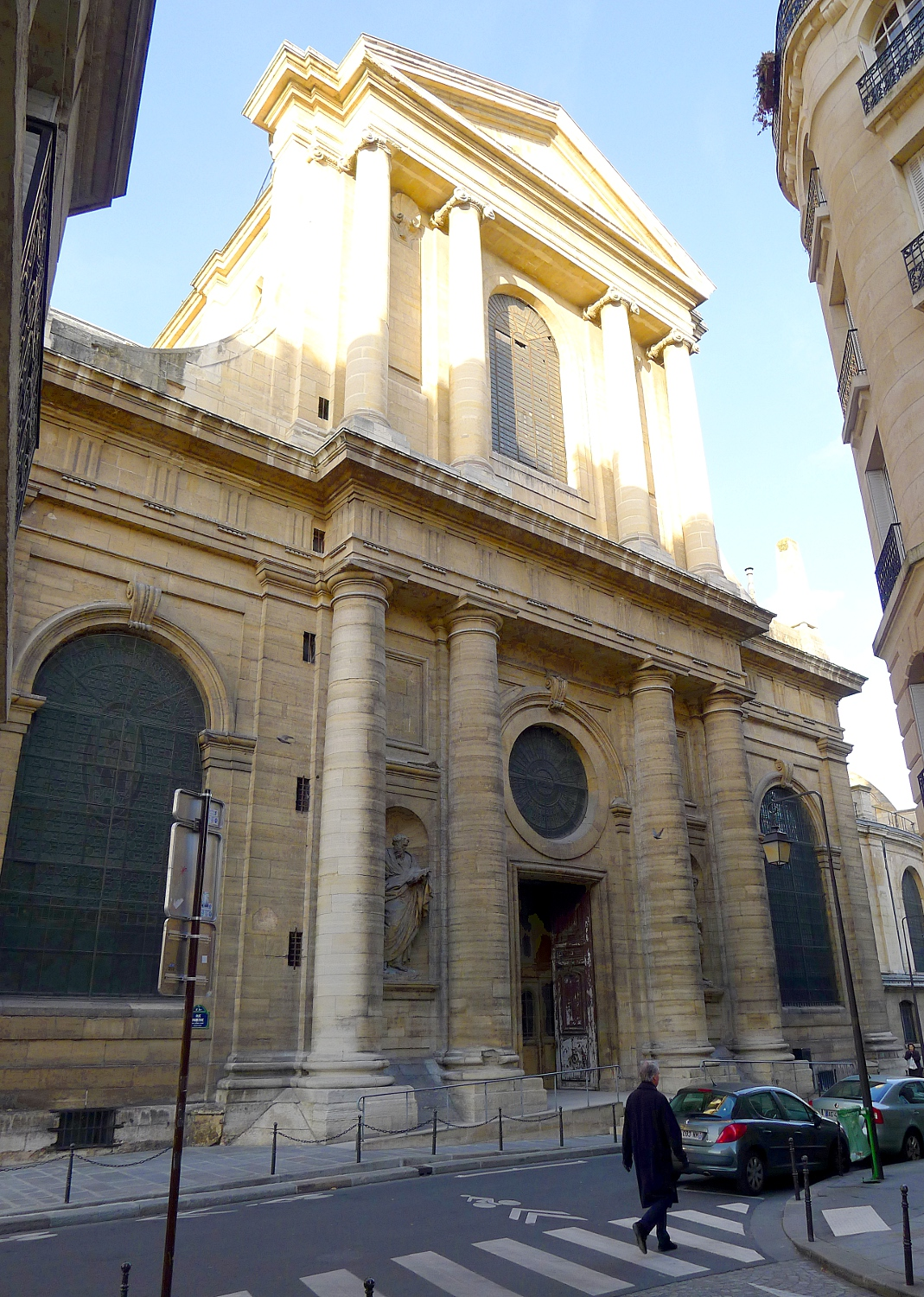
Facciata del transetto meridionale
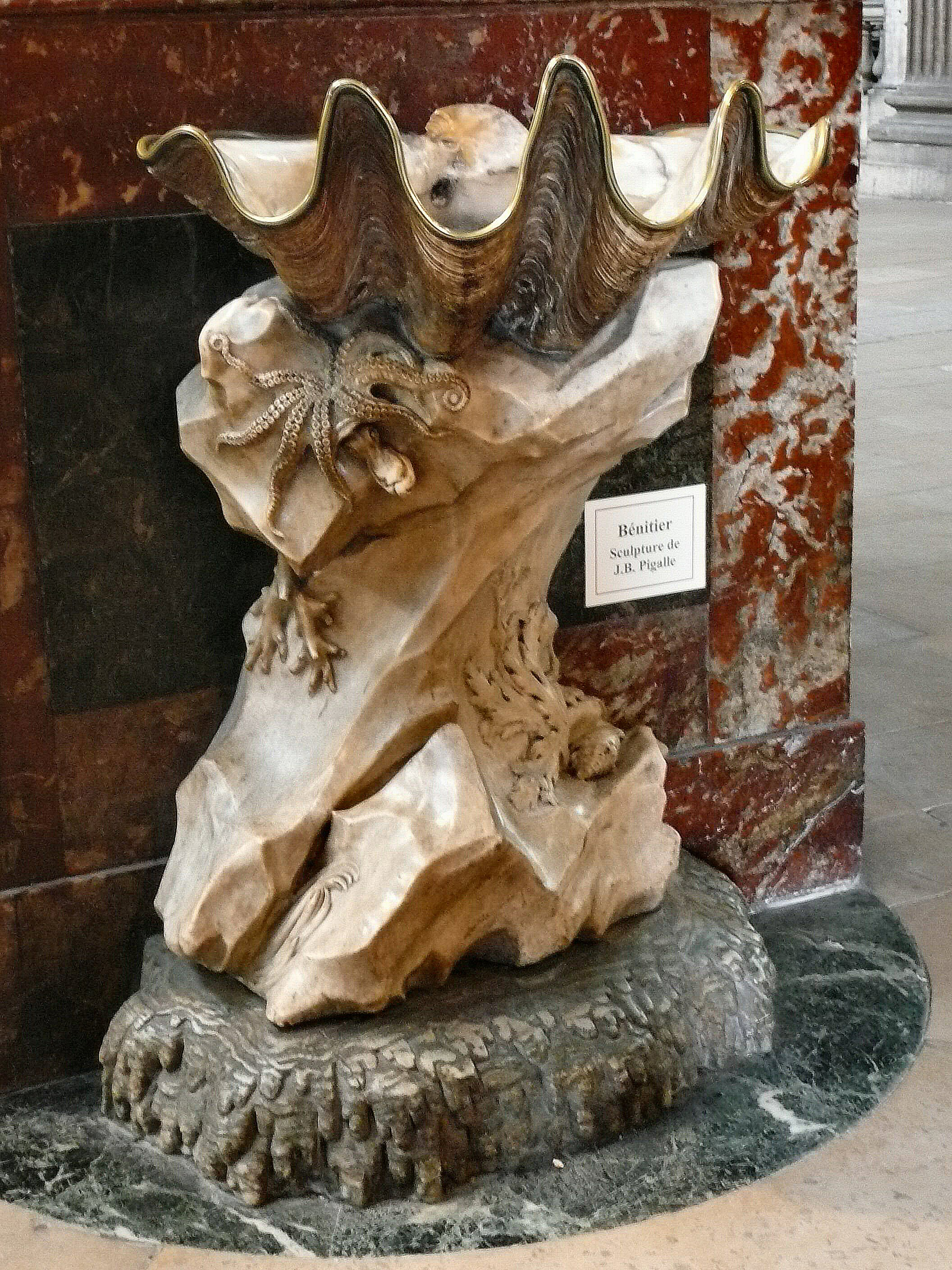
Acquasantiera, di Jean-Baptiste Pigalle
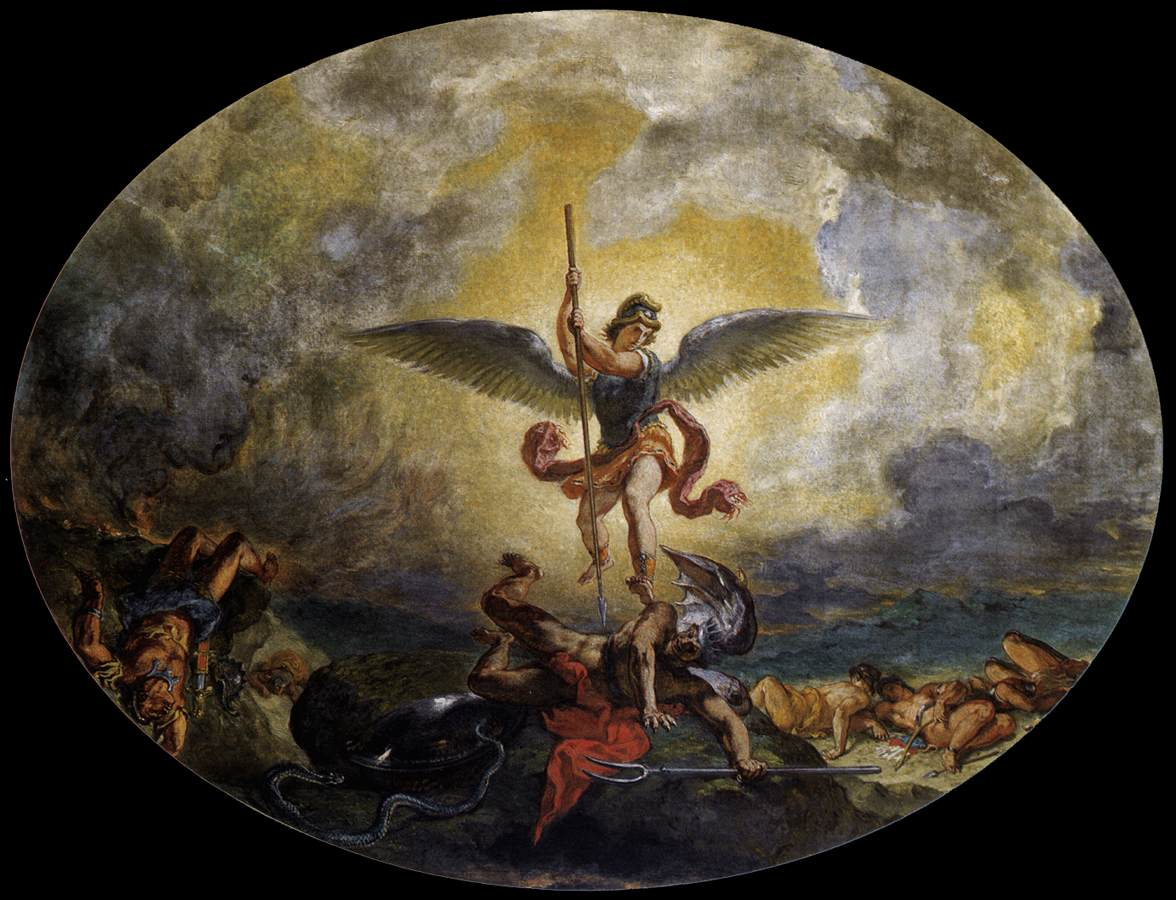
San Michele sconfigge il demonio, di Eugène Delacroix
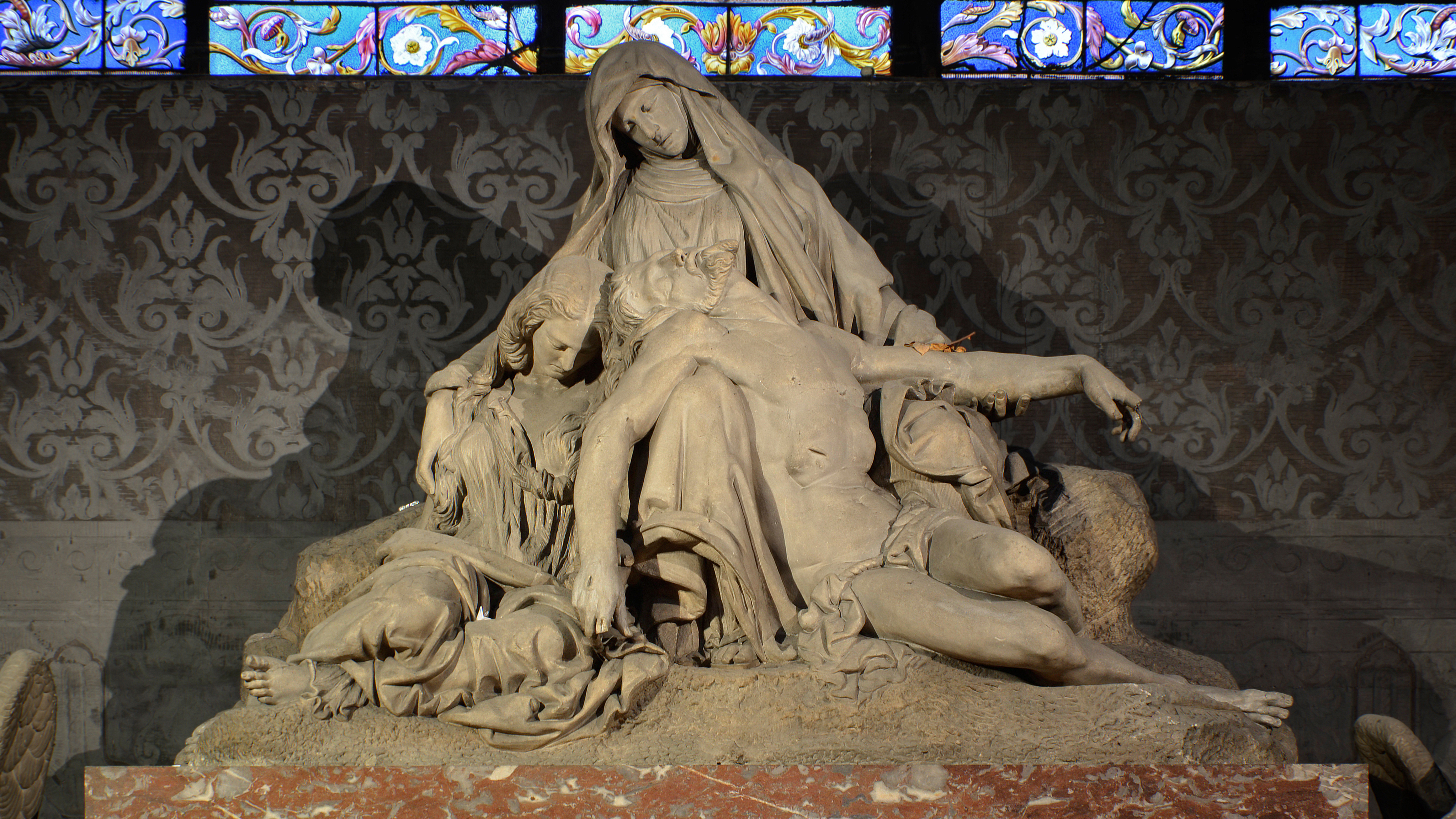
Pietà con la Maddalena, di Jean-Baptiste Clésinger
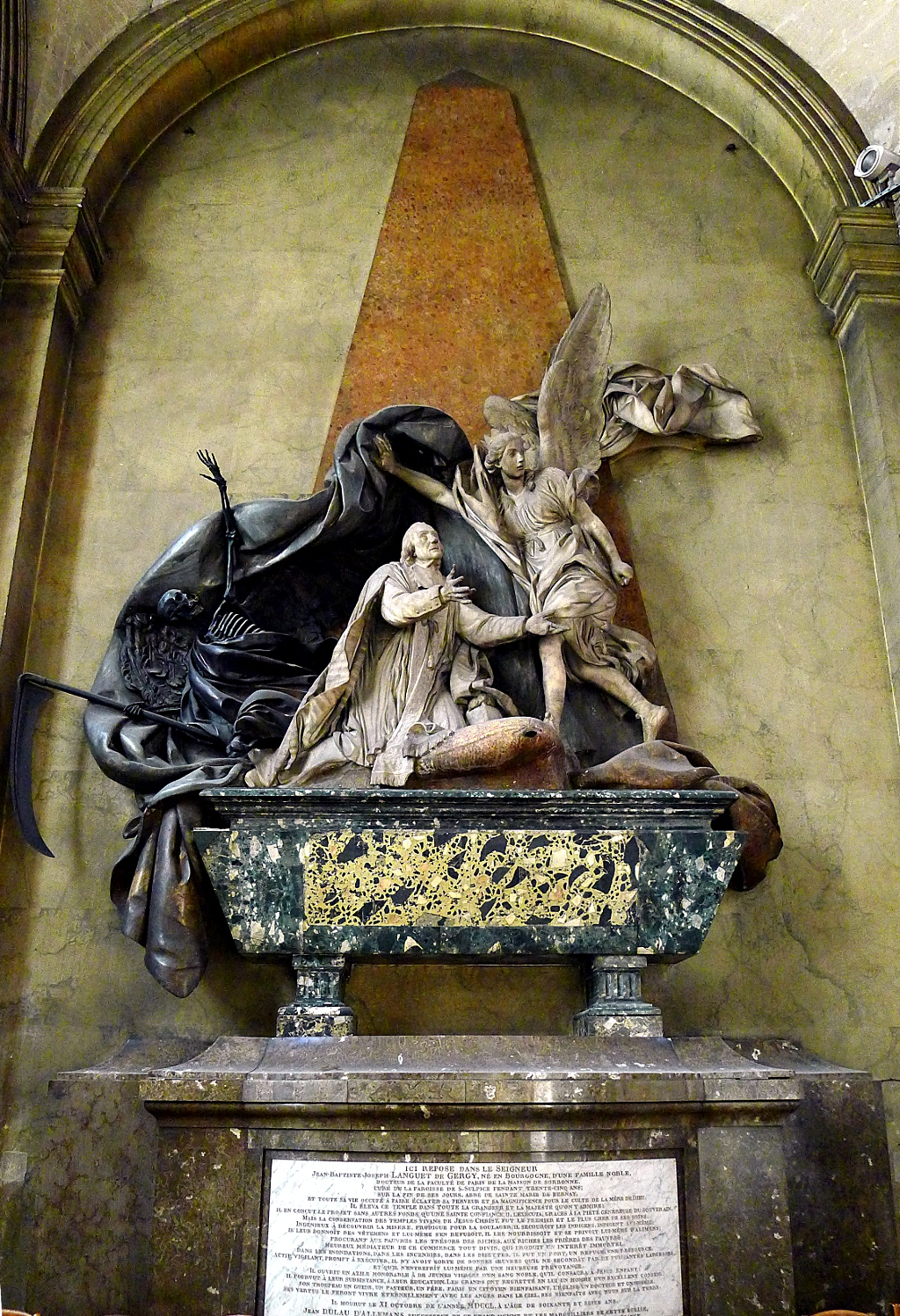
Monumento funebre di Languet de Gregy, di Michel-Ange Slodtz
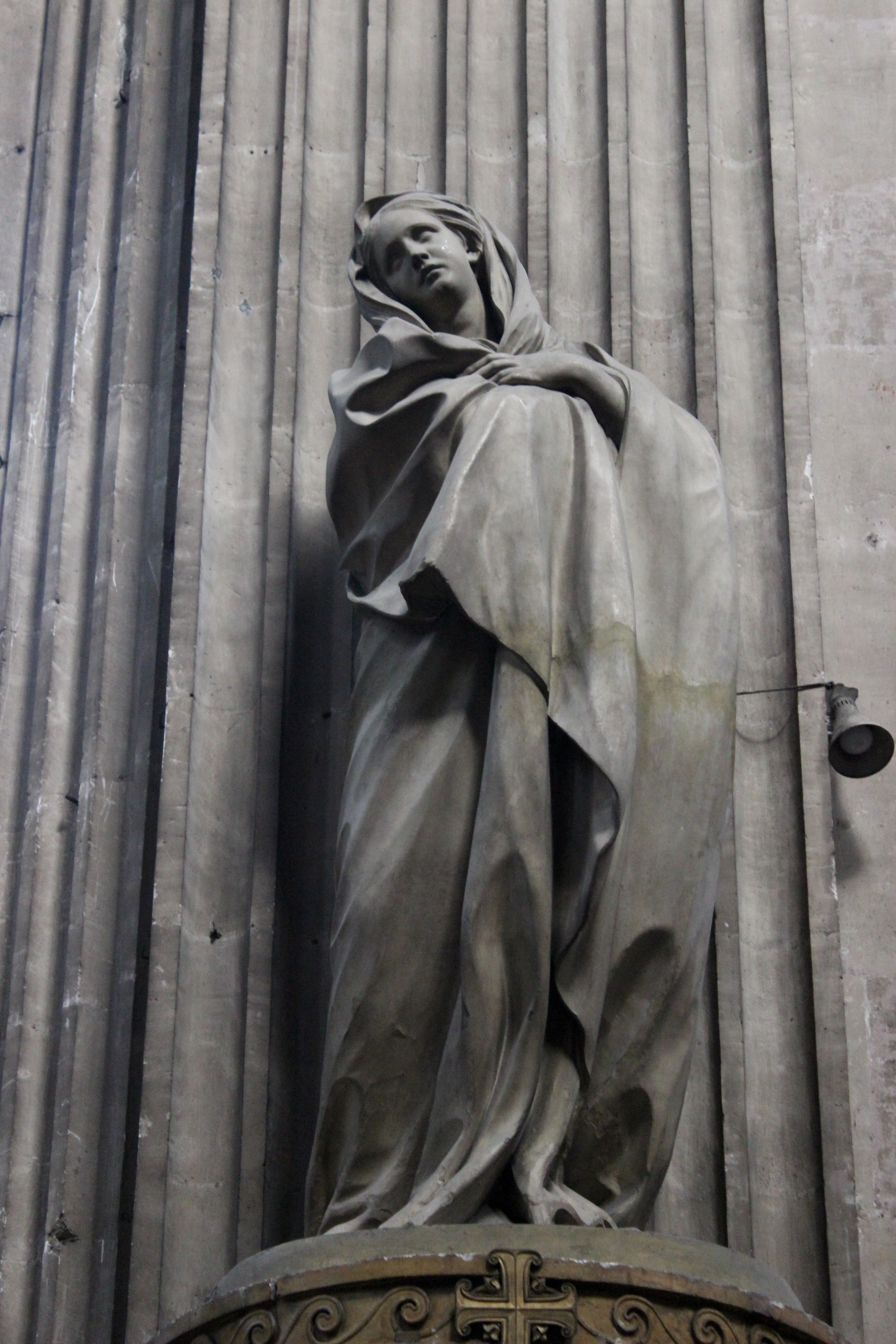
Vergine Addolorata, di Edmé Bouchardon
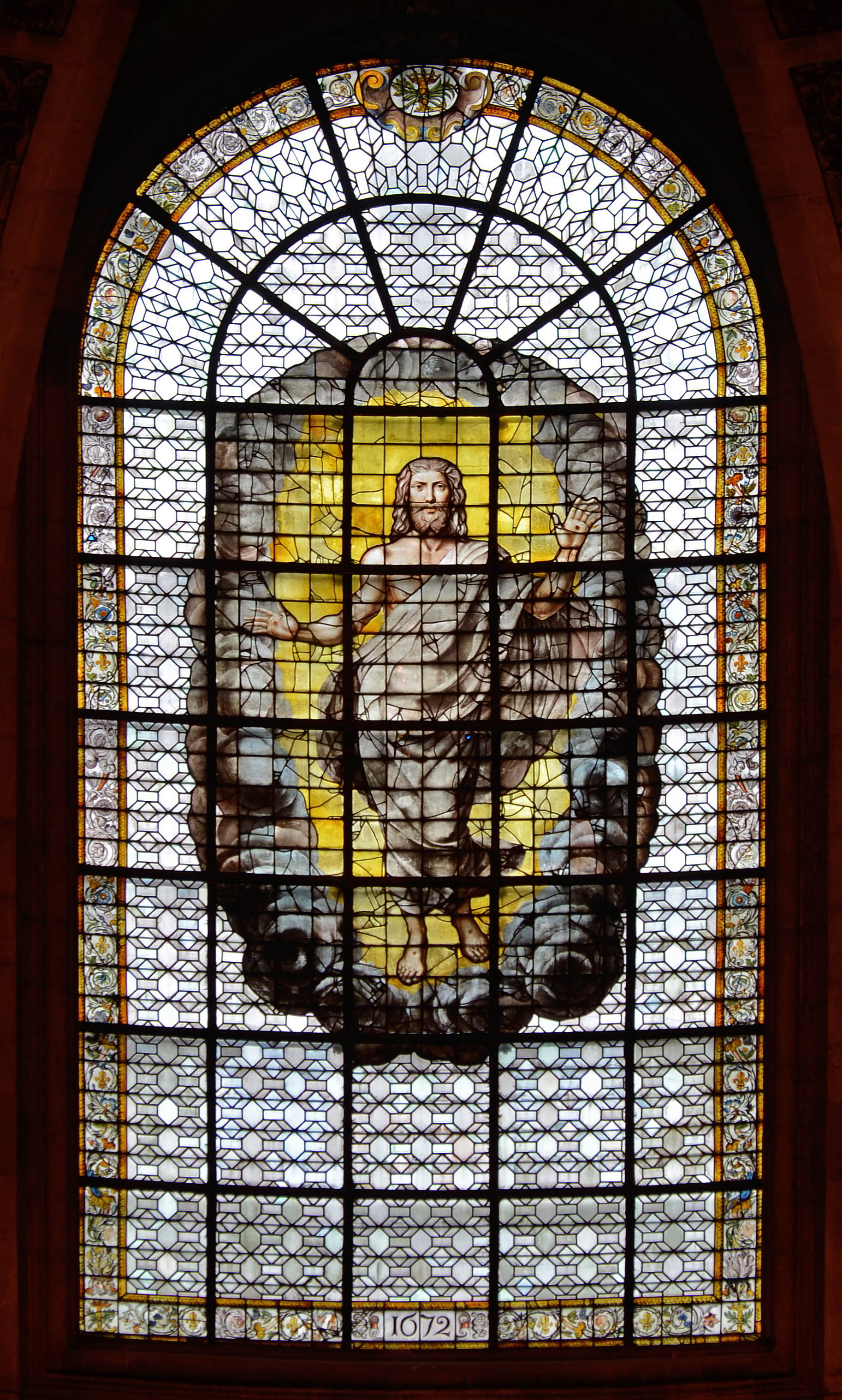
Vetrata centrale dell'abside